# Lata 20. XXI wieku

## Najważniejsze wydarzenia

### Rok2020

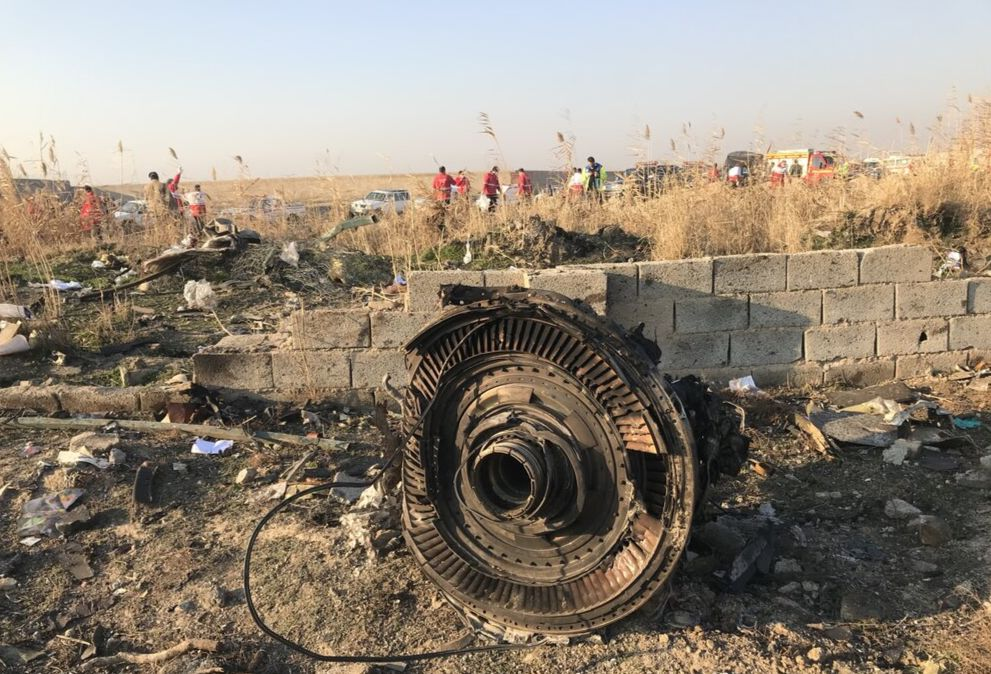
Silnik z wraku ukraińskiego Boeinga 737-800, który został omyłkowo zestrzelony przez irańskie wojska lotnicze

Mapa UE po 31 stycznia 2020

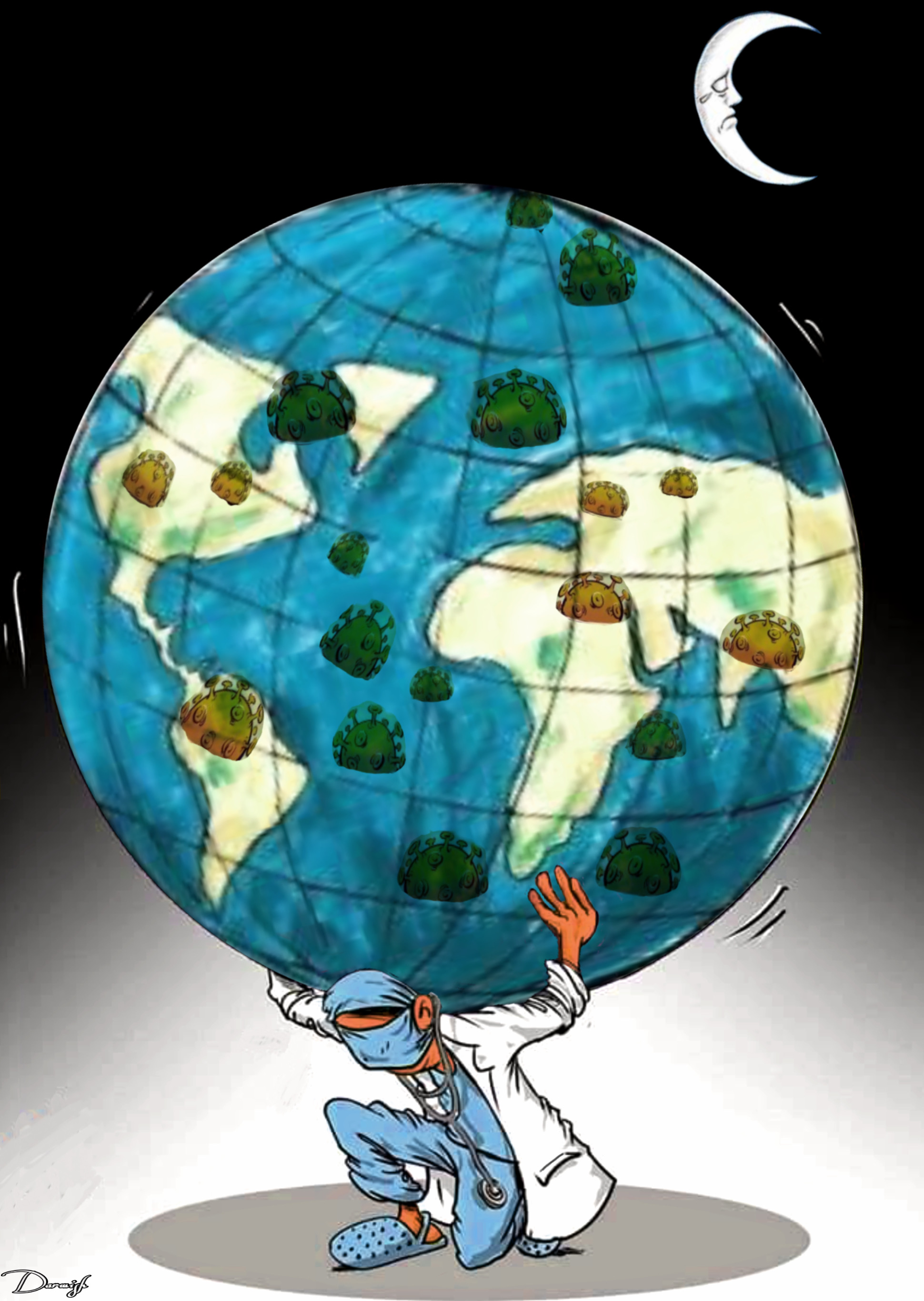
Świat w okowach koronawirusa SARS-CoV-2

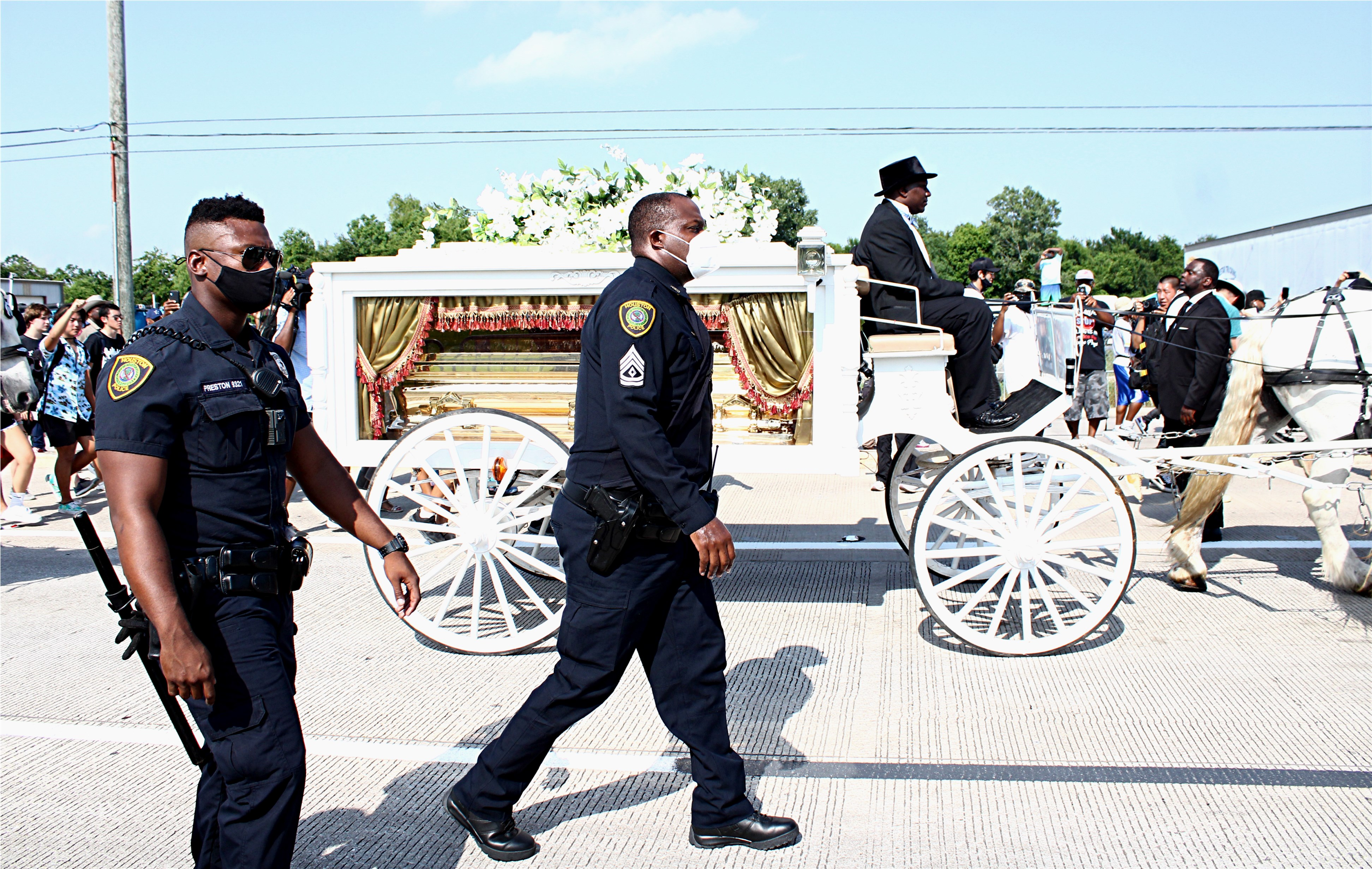
Kondukt pogrzebowy z trumną George’a Floyda

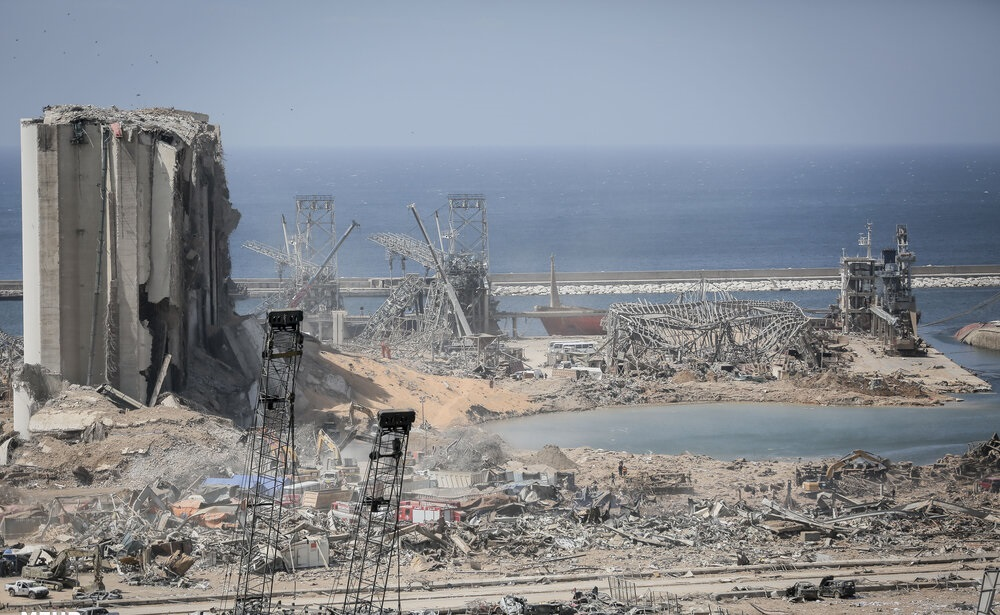
Miejsce eksplozji saletry w Bejrucie

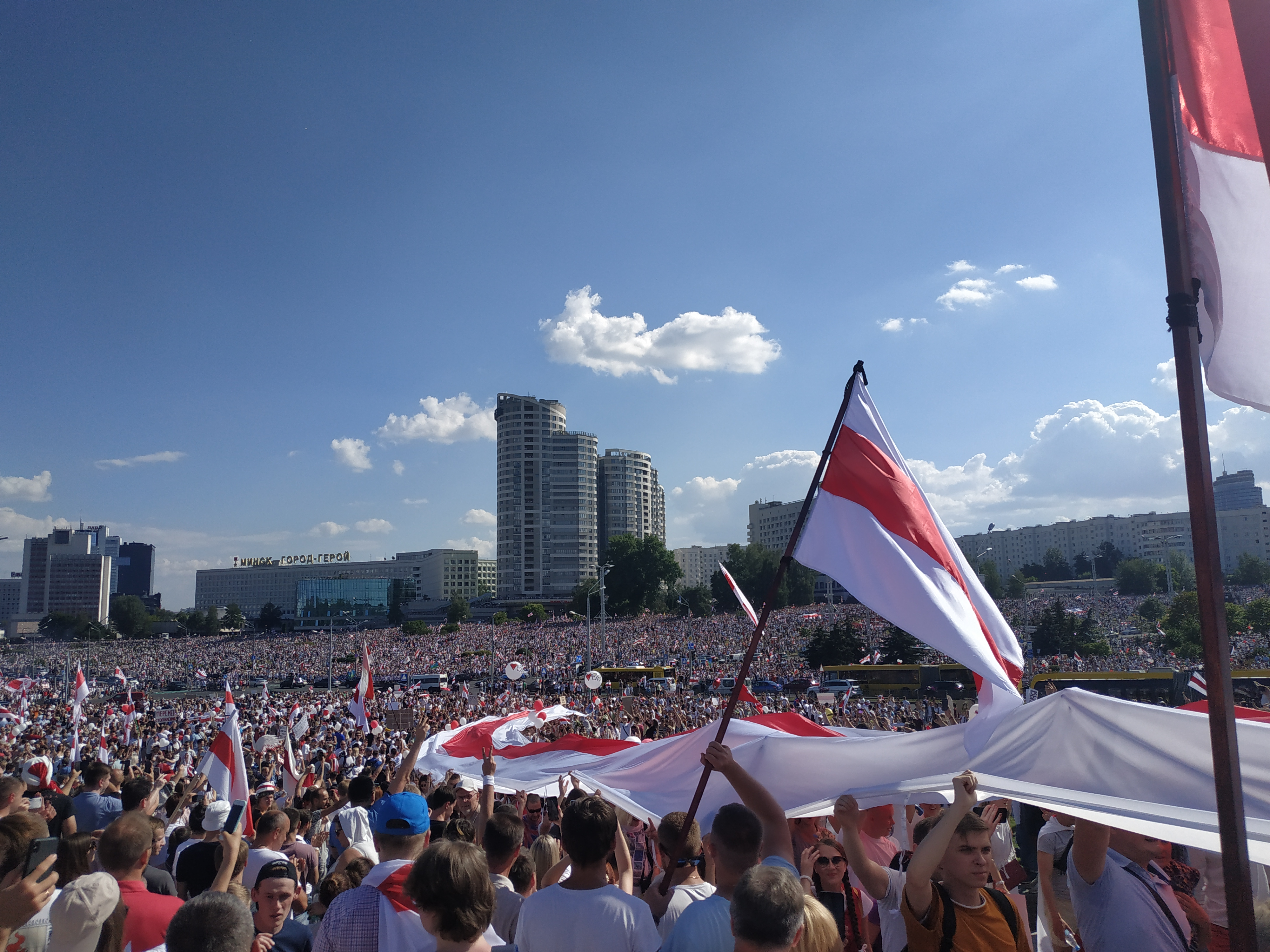
Protesty przeciwko reżimowi Łukaszenki w Mińsku

Mapa przedstawiająca wynik konfliktu w Górskim Karabachu

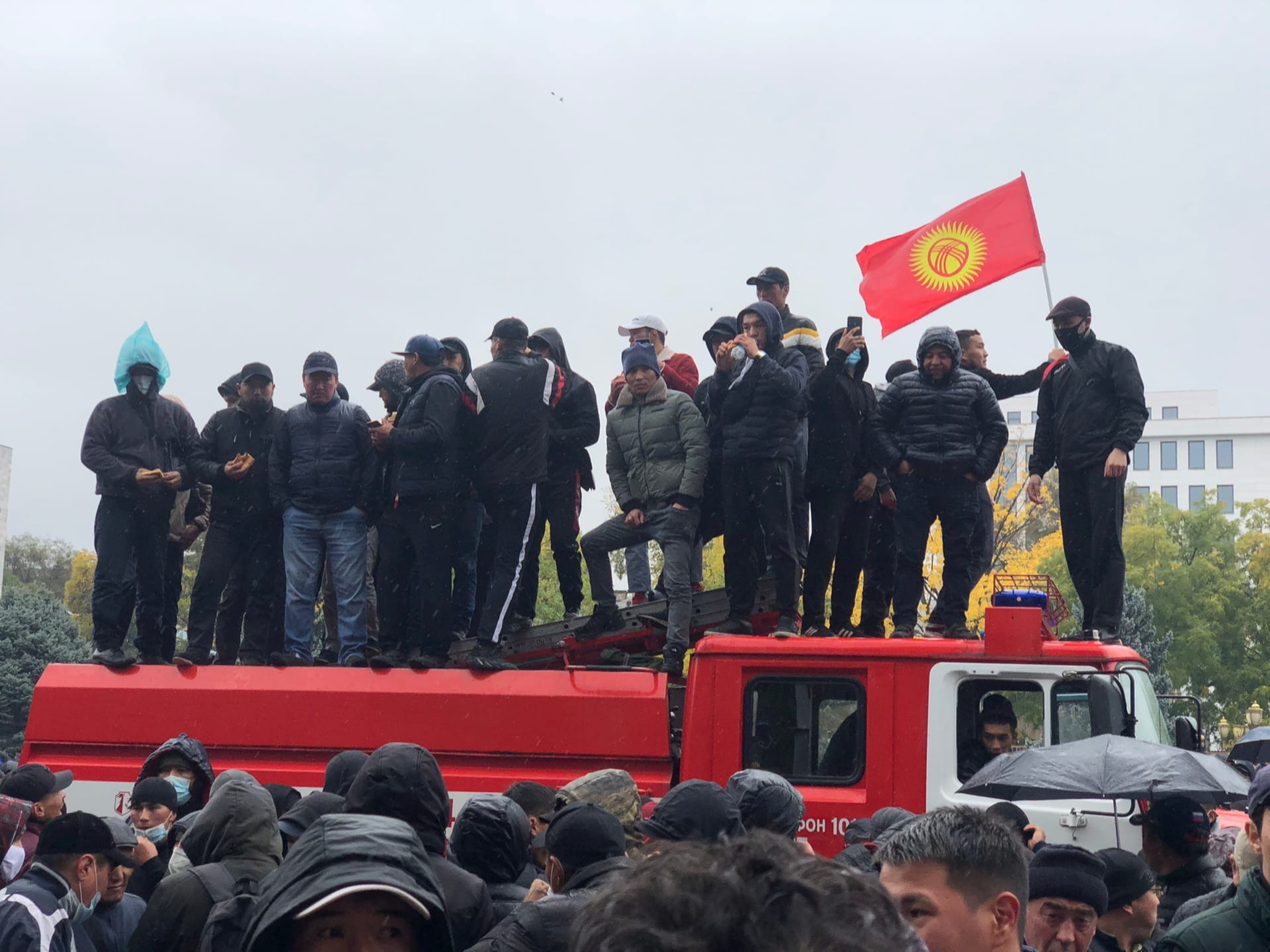
Protesty w Kirgistanie

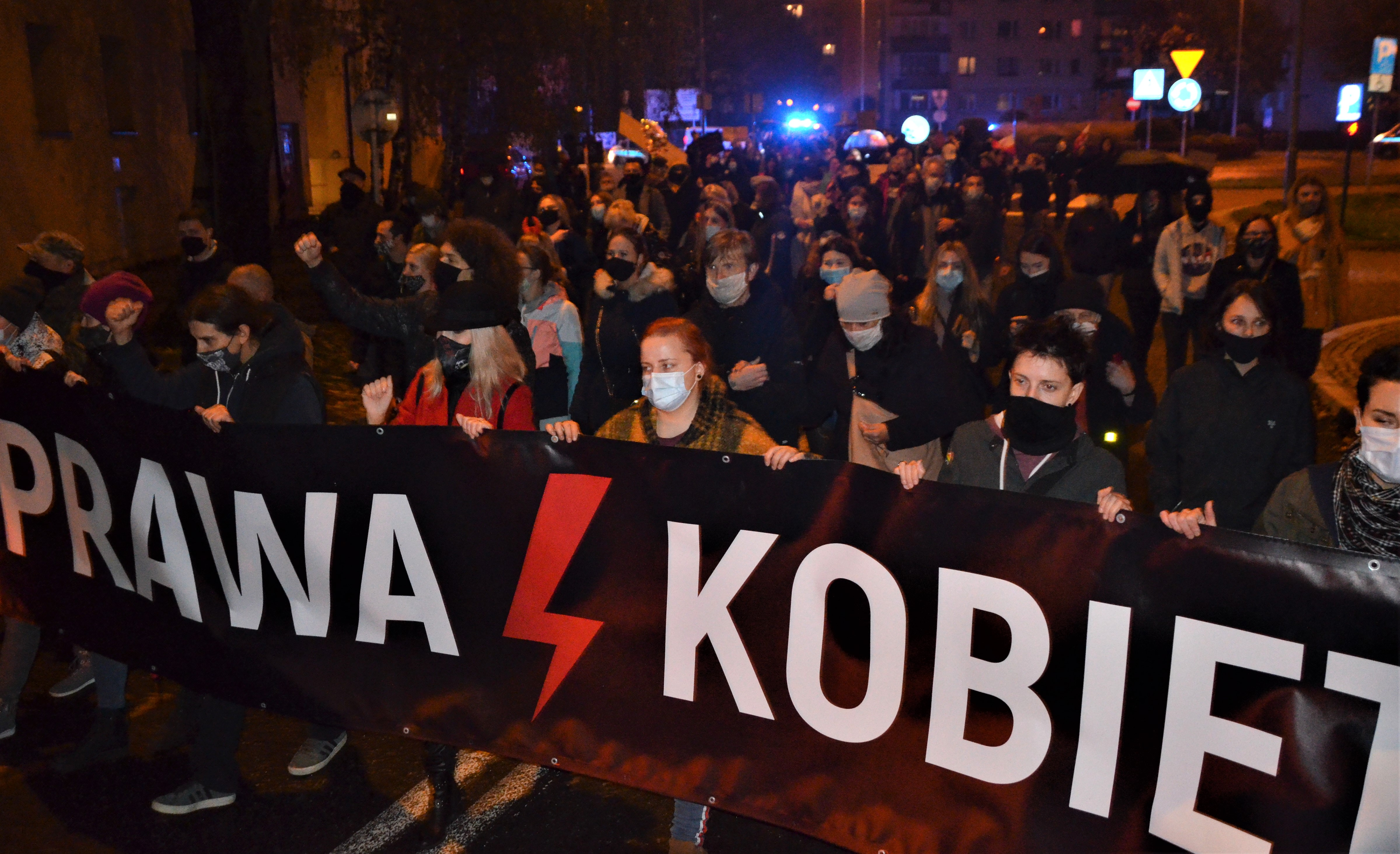
Protest przeciwko zaostrzeniu przepisów dotyczących aborcji w Polsce (Bielsko-Biała, 4 listopada 2020)

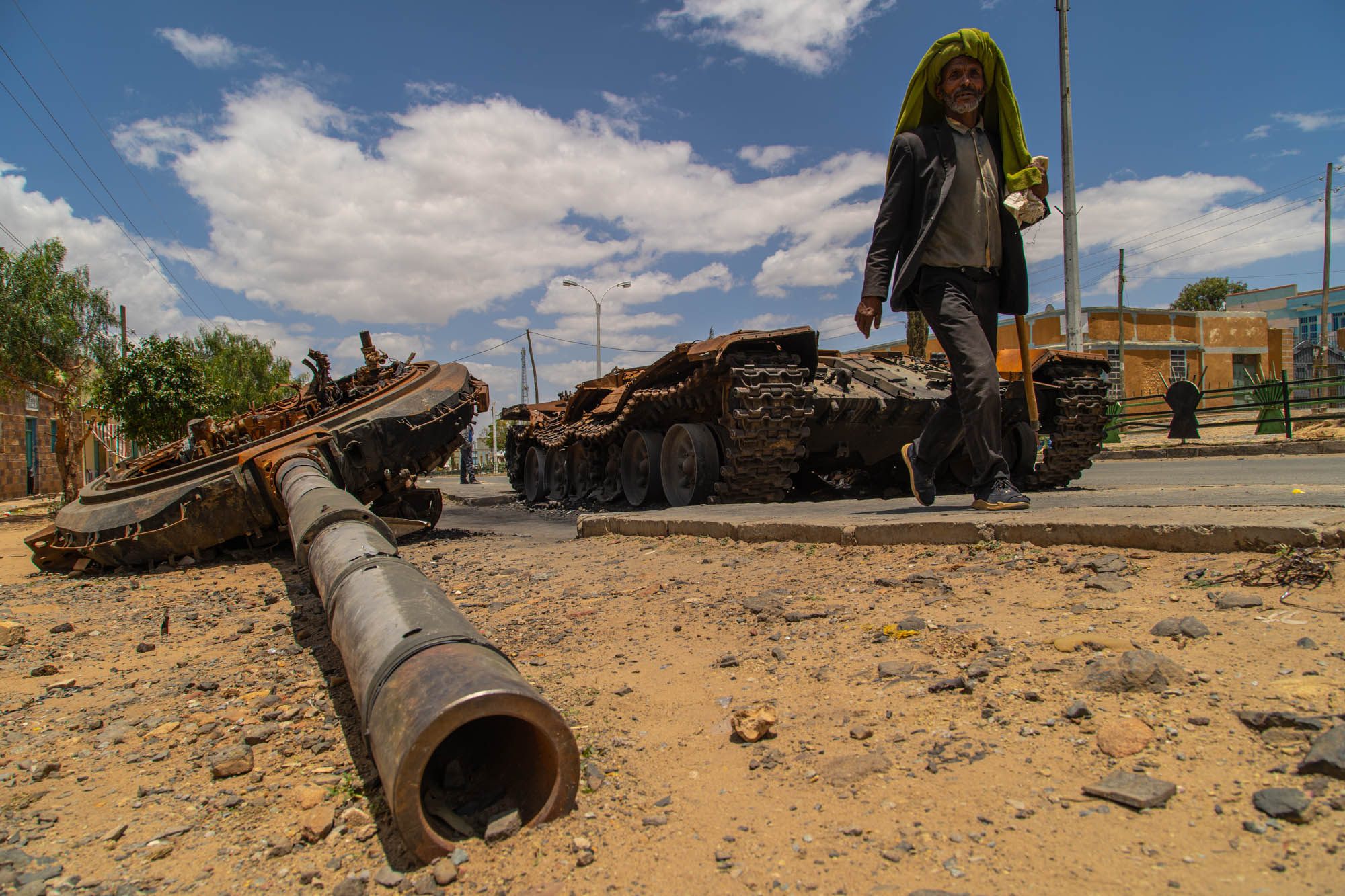
Zniszczony czołg T-72 w Tigraju

#### Styczeń
- 3 stycznia: W wyniku ataku rakietowego USA na lotnisko w Bagdadzie zginął irański generał Ghasem Solejmani.
- 8 stycznia: Iran zaatakował rakietami bazy wojsk USA w Iraku. Tego samego dnia doszło do omyłkowego zestrzelenia ukraińskiego samolotu pasażerskiego Boeing 737-800 przez irańskie wojska lotnicze, w wyniku czego zginęło 179 osób.
- 9 stycznia: Doszło do bitwy pod Chinagodrar(inne języki), gdzie nigerska baza wojskowa została zaatakowana przez bojówki Państwa Islamskiego Sahary(inne języki). Podczas bitwy miało zginąć 77 bojowników Państwa Islamskiego oraz co najmniej 89 żołnierzy Nigru. Niger ogłosił trzy dniową żałobę związku z tym wydarzeniem[1].
- Rakietowy atak(inne języki) na jemeński meczet wojskowy w Marib (111 zabitych żołnierzy rządowych)[2].
- 21 stycznia: W życie weszła brytyjsko-amerykańska umowa o ochronie znajdującego się w wodach międzynarodowych wraku RMS Titanic, która ma na celu zapobiec eksplorowaniu wraku bez zezwolenia oraz jego dewastacji.
- 26 stycznia: W katastrofie helikoptera zginął Kobe Bryant[3]

#### Luty
- 1 lutego: Wielka Brytania wystąpiła z Unii Europejskiej.
- 6 lutego: Wypadek kolejowy w Ospedaletto Lodigiano (2 ofiary).
- 7 lutego: Przywódca Al-Ka’idy Półwyspu Arabskiego, Kasim al-Rajmi, został zabity przez wojsko amerykańskie.
- 8 – 9 lutego: Strzelanina w Nakhon Ratchasima, która się rozpoczęła w bazie wojskowej, a potem przeniosła się na ulice i do centrum handlowego. Sprawcą był tajski żołnierz Jakrapanth Thomma. Zginęło 30 osób, a rannych zostało 63.
- 10 lutego: Wystrzelono sondę Solar Orbiter, której celem jest zbadanie z bliska Słońca i dotarcie do jego biegunów.
- 19 lutego: Strzelanina w Hanau (11 ofiar).
- 29 lutego: Podpisanie przez USA i Talibów trakt pokojowy w Dosze, w myśli którego wojska NATO muszą się wycofać z Afganistanu.

#### Marzec
- 4 marca: Pierwszy oficjalny przypadek Covid-19 w Polsce.
- 11 marca: Światowa Organizacja Zdrowia ogłosiła początek pandemii COVID-19.
- 20 marca: Wprowadzenie stanu epidemicznego w Polsce.
- 20 marca: Zakończenie trwających ponad rok protestów antyrządowych w Algierii.
- 27 marca: Macedonia Północna przystąpiła do NATO.

#### Kwiecień
- 8 kwietnia: Koalicja pod wodzą Arabii Saudyjskiej ogłosiła jednostronnie zawieszenie broni w walce z Huti związku z pandemią Covid-19[4].
- 19 – 26 kwietnia: Pożar w Biebrzańskim Parku Narodowym, który strawił ok. 9,5% powierzchni. Z pożarem walczyło ponad 2 tys. strażaków, a przyczyną było podpalenie.
- 22 kwietnia: Iran umieścił na orbicie swoją pierwszą satelitę wojskową, Noor-1(inne języki), którą wyniósł za pomocą rakiety Qased(inne języki)[5][6].

#### Maj
- 5 maja: Wystrzelono chińską rakietę Długi Marsz-5B, która ma posłużyć do wyniesienie modułów chińskiej bazy kosmicznej.
- 7 maja: Odwołanie wyborów prezydenckich w Polsce, które miały się odbyć 10 maja, związku z stanem epidemiologicznym wywołanym Covidem-19a[7].
- 16 – 21 maja: Przez uderzenie cyklonu Amphan zginęło 123 osoby, a ok. 3 miliony zostały ewakuowane do schronów.
- 22 maja: Samolot pakistańskich linii lotniczych runął na budynki mieszkalne w Karaczi. Zginęło 98 osób, z czego 1 na ziemi.
- 25 maja: W wyniku interwencji policji umarł George Floyd, co wywołało falę protestów i zamieszek w USA.
- 30 maja: Wystartowała misja SpaceX DM-2, która była pierwszym lotem załogowym z terenów USA od misji wahadłowca STS-135 w 2011 roku, oraz pierwszą misją załogową przeprowadzoną przy pomocy pojazdów partnerów komercyjnych. Następnego dnia kapsuła Dragon przycumowała do Międzynarodowej Stacji Kosmicznej.

#### Czerwiec
- 4 czerwca:
  - Wygaśnięcie Traktatu w Trianon.
  - Wojsko Libijskie, pod wodzą Chality Haftara uzyskały całkowitą kontrolę nad Trypolisem[8][9][10]
- 15 czerwca: Odnalezienie skarbu Foresta Fenna w górach skalistych, wartego ok. 8 mln zł.
- 16 czerwca: Korea Północna wysadza biuro międzykoreańskie(inne języki) w Kaesŏng, które powstało w 2018 w trakcie ocieplania relacji między Koreami[11].

#### Lipiec
- 10 lipca: Prezydent Turcji, Recep Tayyip Erdoğan podpisał dekret, który unieważnił dekret prezydencki z 1934, Mustafy Kemala Atatürka, który przekształcał Hagię Sophię w muzeum, przez co, od 24 lipca, stała się ona znowu meczetem[12].
- 18 lipca: Pożar katedry św. Piotra i Pawła w Nantes.

#### Sierpień
- 1 sierpnia: Została uruchomiona emiracka elektrownia jądrowa Barakah(inne języki), czyli pierwsza komercyjna elektrownia jądrowa w kraju arabskim[13].
- 4 sierpnia: Na skutek eksplozji składu azotanu amonu w Bejrucie zginęło 135 osób, a co najmniej 5 tysięcy doznało obrażeń[14].
- 6 sierpnia: Zaprzysiężenie Andrzeja Dudy na drugą kadencję prezydencką, po tym jak miesiąc wcześniej wygrał wybory.
- 7 sierpnia: Katastrofa lotu Air India Express 1344 (19 ofiar)
- 9 sierpnia: Wybory prezydenckie na Białorusi wygrał Alaksandr Łukaszenka, co wywołało falę protestów.
- 11 sierpnia: Rosja ogłosiła, oraz zatwierdziła pierwszą na świecie szczepionkę przeciw wirusowi SARS-CoV-2, Sputnik V[15].
- 18 sierpnia: Zamach stanu w Mali, wojsko obaliło dotychczasowego prezydenta Ibrahima Boubacara Keïta.
- 20 sierpnia: Otrucie Aleksieja Nawalnego.
- 28 sierpnia: Premier Japonii, Shinzō Abe, złożył rezygnację ze względu na swój stan zdrowia[16].

#### Wrzesień
- 4 września: Serbia i Kosowo razem przeniosły swoje ambasady w Izraelu z Tel Awiwu do Jerozolimy i uznały ją za prawowitą stolicę Izraela[17].
- 16 września: Rada Praw Człowieka ONZ oskarżyła rząd Wenezueli, w tym prezydenta Nicolása Maduro, o zbrodnie przeciwko ludzkości[18].
- 27 września: Odmrożenie konfliktu w Górskim Karabachu między Armenią i Azerbejdżanem.

#### Październik
- 4 października: Referendum niepodległościowe w Nowej Kaledonii. 53,26% głosujących odrzuciło niepodległość, przy frekwencji 85,69%.
- 15 października: Sooronbaj Dżeenbekow ustąpił ze stanowiska prezydenta Kirgistanu po fali protestów spowodowanych przez sfałszowane wybory parlamentarne.
- 20 października: Sonda OSIRIS-REx dotknęła na chwilę planetoidy Bennu, zbierając próbki[19].
- 22 października: Uznanie przez polski Trybunał Konstytucyjny, że przesłanka embriopatologiczna przerwania ciąży jest niezgodna z konstytucją Polski[20], co spowodowało falę protestów[21].
- 23 października:
  - Zakończenie po 6 latach drugiej wojny domowej w Libii; dwie strony konfliktu podpisały permanentne zawieszenie broni[22]
  - Po 38 latach od zakończeniu wojny o Falklandy, wyspy zostały całkowicie rozminowane[23].
- 30 października: Trzęsienie ziemi, o magnitudzie 7 w skali Richtera, nawiedziło wybrzeża Turcji i Grecji, powodując śmierć 118 osób.

#### Listopad
- 3 listopada:
  - Joe Biden wygrywa wybory prezydenckie w USA.
  - Wybuch konfliktu w Tigraju, który rozpoczął się, gdy lokalne siły obrony Tigraju, podległe Tigrajskiemu Ludowemu Frontowi Wyzwolenia, zaatakowały i przejęły główną siedzibę wojsk Etiopskich na północy kraju, w Mekelie[24].
- 10 listopada:
  - Podpisanie traktatu pokojowego między Armenią i Azerbejdżanem z udziałem Rosji, który zakończył walki w Górskim Karabachu. W wyniku układu Azerbejdżan odzyskał południową część Górskiego Karabachu[25][26].
  - Światowa premiera konsoli 9 generacji firmy Microsoft, Xbox Series X oraz Series S[27].
- 19 listopada:
  - Opublikowano raport Breretona(inne języki) o zbrodniach wojennych sił obronnych Australii(inne języki) w trakcie wojny w Afganistanie[28].
  - Światowa premiera konsoli 9 generacji firmy Sony, PlayStation 5[29].
- 27 listopada: Mosad w pobliżu Teheranu zamordował jednego z najważniejszych irańskich naukowców jądrowych Mohsena Fakhrizadeha(inne języki)[30].
- 28 listopada: Boko Haram dokonał masakry nigeryjskiej wioski Koshebe(inne języki) (110 ofiar)[31].

#### Grudzień
- 1 grudnia: Zawalił się radioteleskop w obserwatorium Arecibo[32].
- 2 grudnia: Wielka Brytania, jako pierwszy kraj na świecie, zatwierdził szczepionkę firm Pfizer i BioNTech przeciw COVID-19, tozinameran, która się stała drugą, po rosyjskim Sputniku V, oficjalną na świecie szczepionką przeciw wirusowi SARS-CoV-2[33].
- 18 grudnia: Amerykańska Agencja Żywności i Leków dopuściła na rynek szczepionkę przeciw COVID-19 firmy Moderny, mRNA-1273[34][35].
- 27 grudnia: Początek szczepień w państwach Unii Europejskiej przeciwko COVID-19.
- 31 grudnia: Zakończył się drugi okres zobowiązania protokołu z Kioto.

### Rok2021

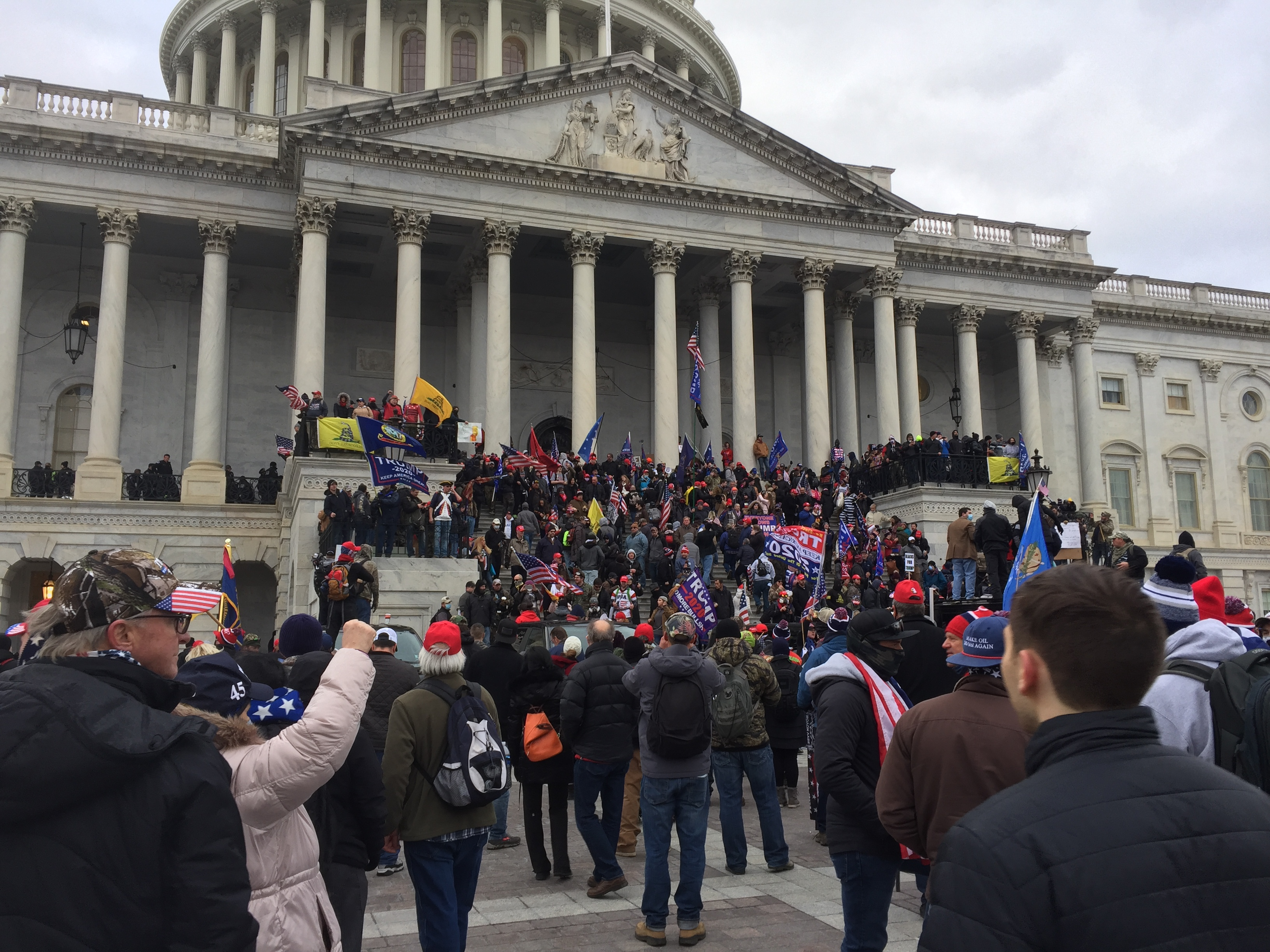
Atak na Kapitol Stanów Zjednoczonych

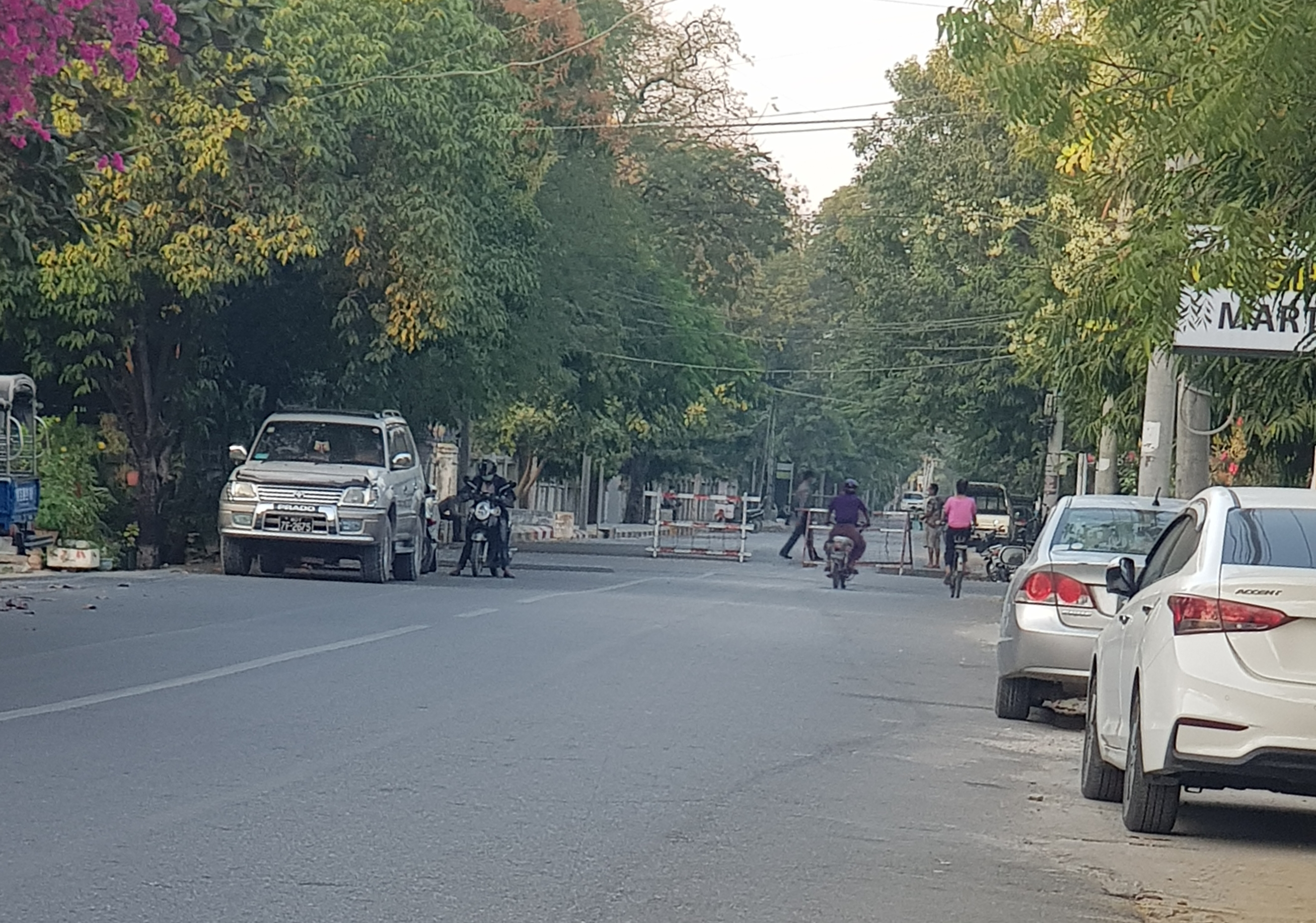
Blokada drogowa w trakcie zamachu stanu w Mjanmie

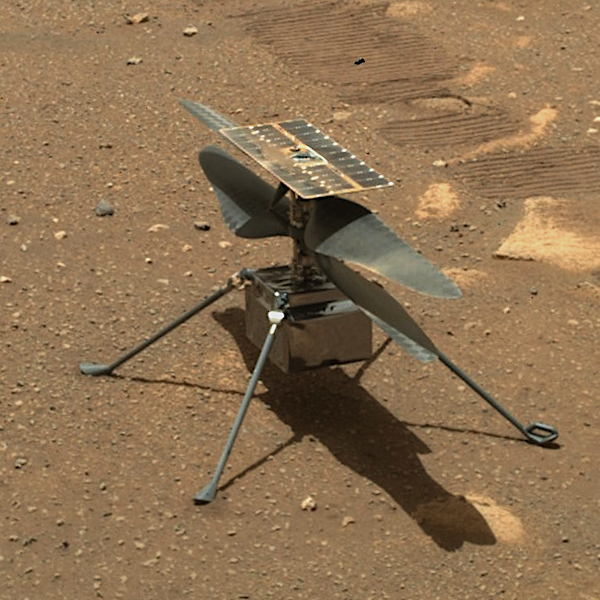
Helikopter Ingenuity na powierzchni Marsa

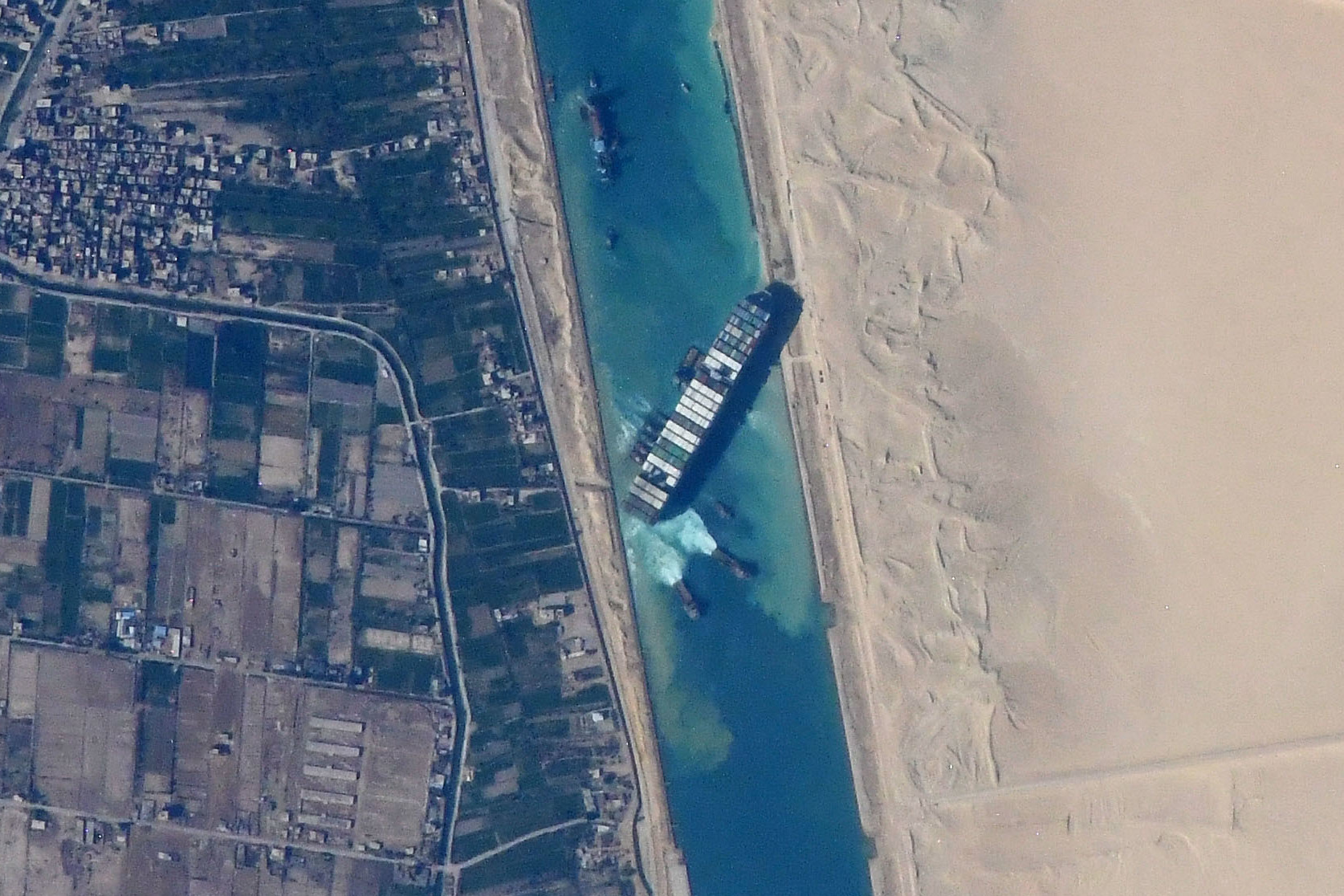
Kontenerowiec Ever Given tamujący Kanał Sueski 27 marca 2021 roku

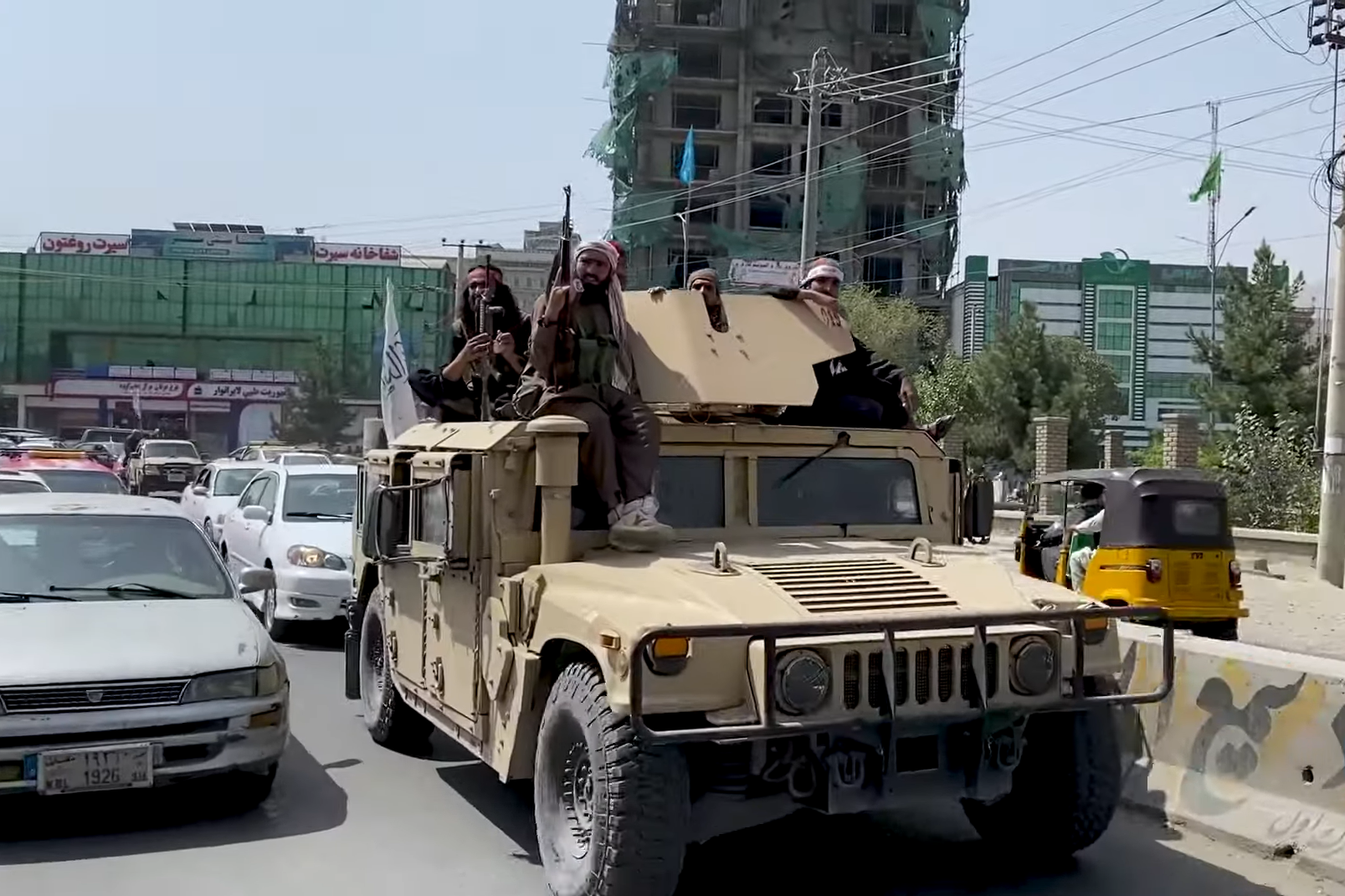
Talibowie na samochodzie Humvee po zdobyciu Kabulu

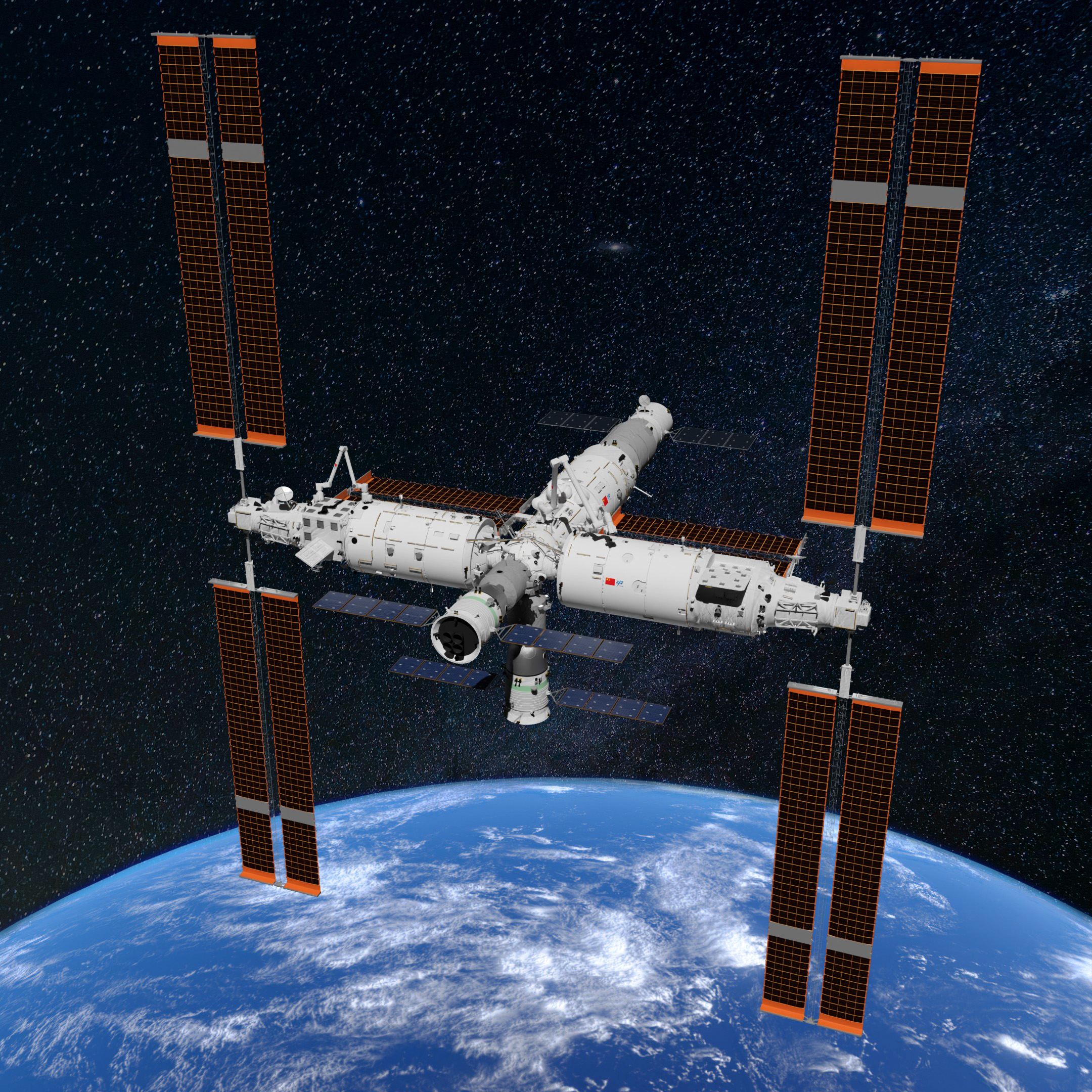
Wizualizacja Chińskiej Stacji Kosmicznej

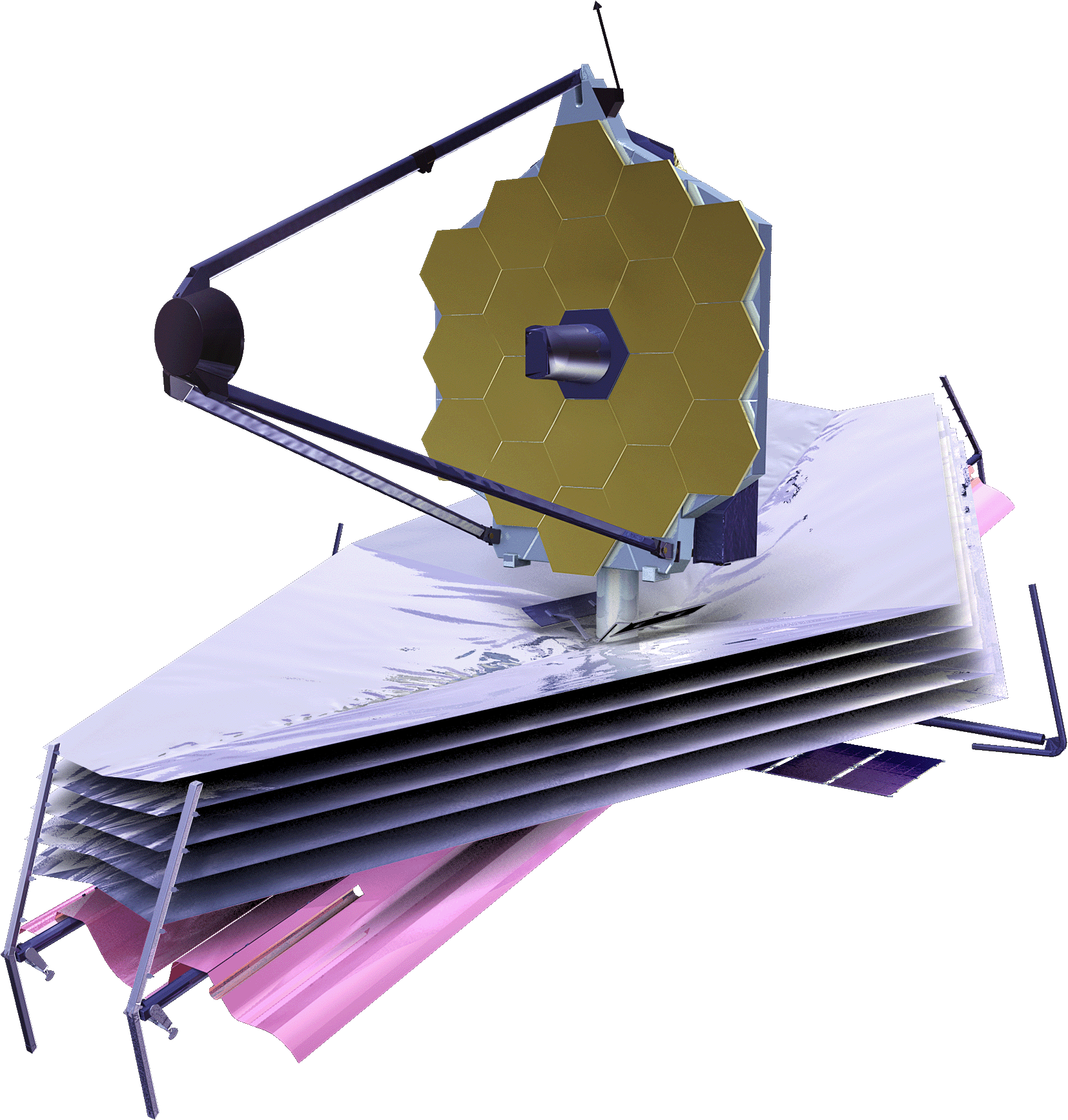
Wizualizacja wyglądu Kosmicznego Teleskopu Jamesa Webba

#### Styczeń
- 6 stycznia: Atak na Kapitol Stanów Zjednoczonych.
- 9 stycznia: Samolot indonezyjskich linii lotniczych Sriwijaya Air wpadł do morza Jawajskiego (62 ofiary)[36].
- 13 stycznia: Izba Reprezentantów po raz drugi wszczęła procedurę impeachmentu wobec ówczesnego prezydenta USA Donalda Trumpa[37].
- 15 stycznia: Trzeci rząd Marka Ruttego, premiera Holandii, podał się do dymisji w związku ze aferą dotyczącym nieuprawnionych działań urzędu skarbowego, który miał błędnie oskarżyć rodziny pobierające zasiłki na dzieci jako wyłudzaczy[38]
- 16 stycznia: Nepalska wyprawa dokonała pierwszego zimowego wejścia na K2.
- 20 stycznia: Zaprzysiężenie Joego Bidena na 46. Prezydenta Stanów Zjednoczonych.

#### Luty
- 1 lutego: Zamach stanu w Mjanmie, armia aresztowała urzędującą premier i laureatkę Pokojowej Nagrody Nobla Aung San Suu Kyi i prezydenta Win Myinta.
- 2 lutego: Rosyjski prawnik, publicysta i główny działacz opozycji politycznej Aleksiej Nawalny został skazany na 2,5 roku więzienia.
- 9 lutego: emiracka sonda kosmiczna, Al Amal, weszła jako pierwsza w historii arabska sonda, na orbitę wokół Marsa.
- 10-11 luty: W Polsce doszło do jednodniowego wyłączenia części mediów prywatnych w ramach akcji „Media bez wyboru”.
- 18 lutego: Lądowanie bezzałogowej sondy Mars 2020 z łazikiem Perseverance i helikopterem Ingenuity na Marsie.
- 22 lutego: Zamordowanie włoskiego ambasadora w Demokratycznej Republice Konga podczas ataku grupy 6 uzbrojonych ludzi na konwój MONUSCO.

#### Marzec
- 5–8 marca: Pierwsza historyczna podróż apostolska papieża Franciszka do Iraku[39].
- 18 marca: Premier Armenii, Nikol Paszinian, podał się do dymisji, na skutek protestów w krajów.
- 23–29 marca: Blokada kanału Sueskiego wskutek wpłynięcia kontenerowca Ever Given na mieliznę.

#### Kwiecień
- 19 kwietnia: Helikoper-dron Ingenuity dokonał pierwszego lotu w atmosferze Marsa, który też jest pierwszym lotem w atmoferze innej niż ziemska.
- 20 kwietnia: Prezydent Czadu, Idriss Déby, zmarł w wyniku obrażeń odniesionych w trakcie walk z rebeliantami na północy kraju[40].
- 21 kwietnia: Indonezyjski okręt podwodny KRI Nanggala zaginął podczas ćwiczeń torpedowych na morzu Balijskim. Wrak statku odnaleziono 3 dni później, a cała załoga (53 osoby) zginęła[41].
- 28 kwietnia: Wskutek  potyczki na granicy Tadżycko-Kirgiskiej(inne języki) śmierć poniosło 55 osób, a 50 tys zostało przesiedlonych[42].
- 29 kwietnia: Pierwszy i podstawowy moduł chińskiej stacji kosmicznej, Tianhe, rozpoczął swoje działanie.
- 30 kwietnia: Tragedia na górze Meron w wyniku której zginęło 45 osób, a 150 zostało rannych.

#### Maj
- 11 maja: strzelanina w szkole w Kazaniu (9 ofiar).
- 14 maja: Pierwszy w historii chiński łazik marsjański, Zhurong, wylądował na Marsie.
- 23 maja: Lot Ryanair 4978 został przymuszony do lądowania w Mińsku przez władze Białorusi, gdyż rzekomo na pokładzie miała być bomba, a w rzeczywistości aby zaaresztować białoruskiego dziennikarza i opozycjonistę, Ramana Pratasiewiczaz i jego partnerkę.
- 24 maja: Zamach stanu w Mali, w wyniku którego obalono prezydenta Ibrahim Boubacar Keïta, a władzę przejeło wojsko.

#### Czerwiec
- 8 czerwca: W Salwadorze ustanowiono Bitcoin jako prawny środek płatniczy.
- 17 czerwca: W ramach misji Shenzhou 12 pierwsi tajkonauci weszli do środka chińskiej stacji kosmicznej.
- 28 czerwca: Siły Obronne Tigraju, odbiły stolicę Tigraju, Mekelie, z rąk Etiopskich Sił Zbrojnych[43]

#### Lipiec
- 7 lipca: Prezydent Haiti Jovenel Moïse został zamordowany w swojej prywatnej posiadłości przez nieznanych sprawców[44].
- 11 lipca: doszło do pierwszego w historii lotu, gdzie za pomocą statku należącego do prywatnej firmy, Virgin Galactic Richarda Bransona, osoba niebędąca zawodowym astronautą przekroczyła umowną granicę kosmosu[45].
- 12 lipca: Intensywne opady deszczu w Europie doprowadziły do serii powodzi, które spowodowały śmierć ponad 209 osób.
- 21 lipca: odbył się lot, należącej do Jeffa Bezosa firmy Blue Origin, będący pierwszym automatycznie sterowanym cywilnym lotem suborbitalnym[46]

#### Sierpień
- 10 sierpnia – 27 grudnia: Masowe protesty w Polsce związane z tzw. „lex anty-TVN”[47].
- 14 sierpnia: Początek kryzysu migracyjnego przy wschodniej granicy Unii Europejskiej.
- 15 sierpnia: Ofensywa talibów w Afganistanie.
- 30 sierpnia:
  - Stany Zjednoczone zakończyły po 20 latach operację wojskowe w Afganistanie.
  - Program Środowiskowy ONZ ogłosił, iż niemalże po 100 latach od powstania, udało się całkowicie zaprzestać używania toksycznej benzyny ołowiowej[48].

#### Wrzesień
- 2 września – 30 listopada: Wprowadzenie stanu wyjątkowego w Polsce na obszarze granicznym z Białorusią, związanego z kryzysem migracyjnym.
- 5 września: Zamach stanu w Gwinei(inne języki)
- 16 września: Wystartowała misja kosmiczna SpaceX Inspiration4.

#### Październik
- 5 października: Wydanie Windowsa 11.
- 6 października: WHO zatwierdziła pierwszą szczepionkę na malarię, RTS,S[49].
- 9 października: Kanclerz Austrii, Sebastian Kurz, podał się do dymisji na skutek afery korupcyjnej[50].
- 16 października: Wystrzelono sondę Lucy, która ma zbadać planetoidy trojańskie.
- 25 października: Siły Zbrojne Sudanu dokonały zamachu stanu, obalając premiera Abda Allaha Hamduka.

#### Listopad
- 5 listopada: Eksplozja we Freetown w wyniku której zginęło 131 osób a 100 zostało rannych.
- 15 listopada: Rosja zestrzeliła w ramach testu swojej broni antysatelitarnej własną niedziałającą satelitę szpiegowską Kosmos 1408(inne języki), powodując powstanie dużej ilości śmieci kosmicznych[51][52]
- 23 listopada: Wypadek macedońskiego autokaru, w wyniku którego zginęło 46 osób a 7 zostało rannych.
- 30 listopada: Barbados zerwał unie personalną z Wielką Brytanią stając się republiką.

#### Grudzień
- 12 grudnia: Referendum w Nowej Kaledonii. 96,49% głosujących odrzuciło niepodległość, frekwencja wyniosła 43,90%.
- 25 grudnia: Wystrzelenie Kosmicznego Teleskopu Jamesa Webba.

### Rok2022

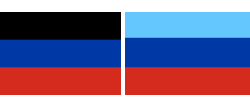
Flagi Donieckiej i Ługańskiej Republiki Ludowej

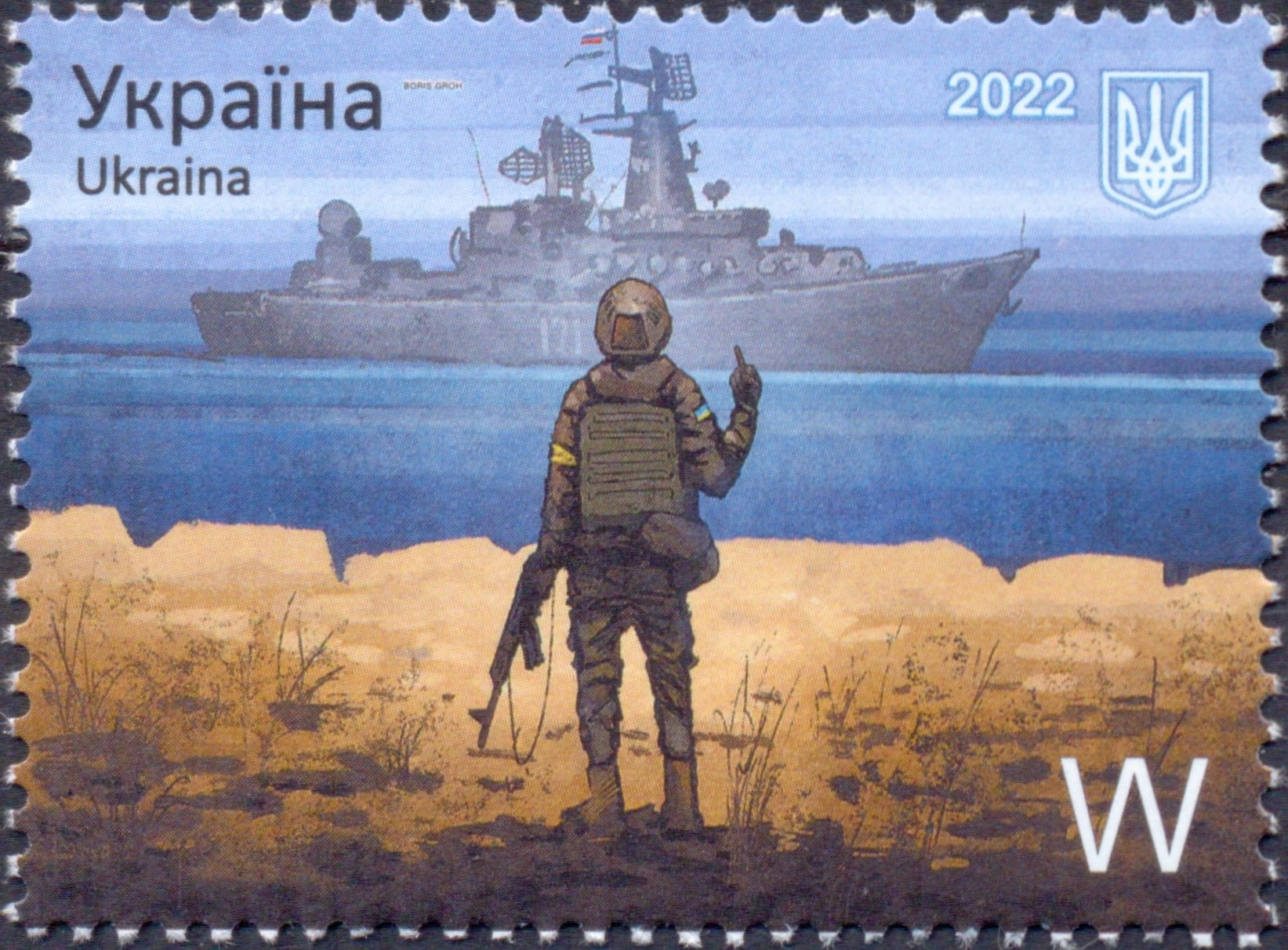
Ukraiński znaczek pocztowy Russkij wojennyj korabl, idi…! ilustrujący reakcję ukraińskiej straży granicznej z Wyspy Wężowej na żądanie poddania się z krążownika „Moskwa” wydany 2 dni przed jego zatonięciem

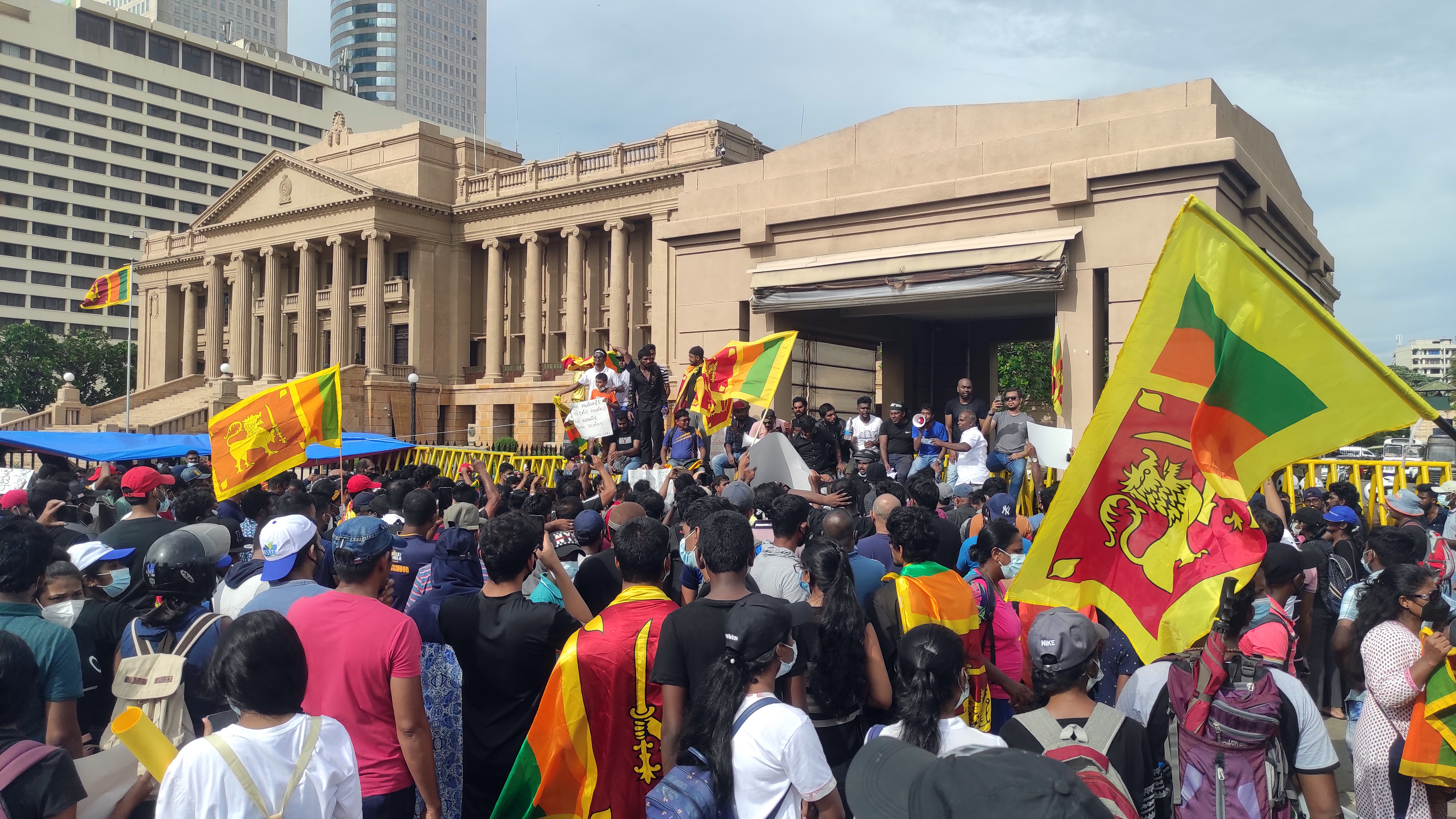
Protestujący Lankijczycy przed Sekretariatem Prezydenckim Sri Lanki

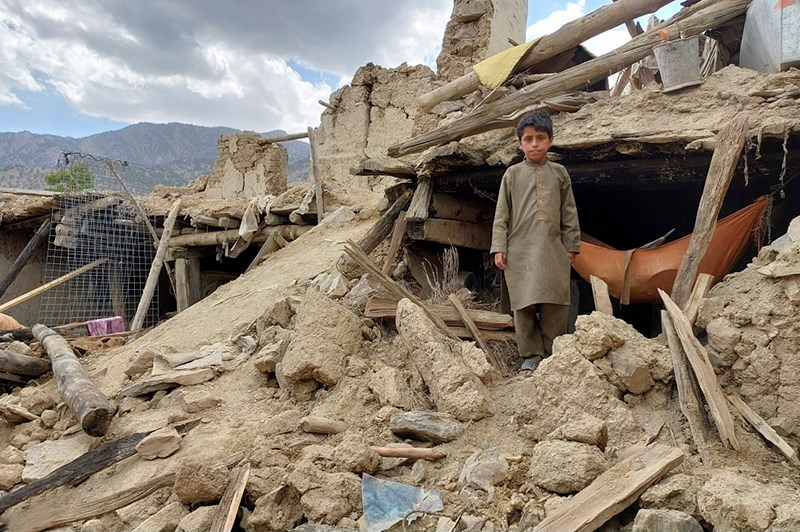
Dom w Afganistanie po trzęsieniu ziemi w Paktice

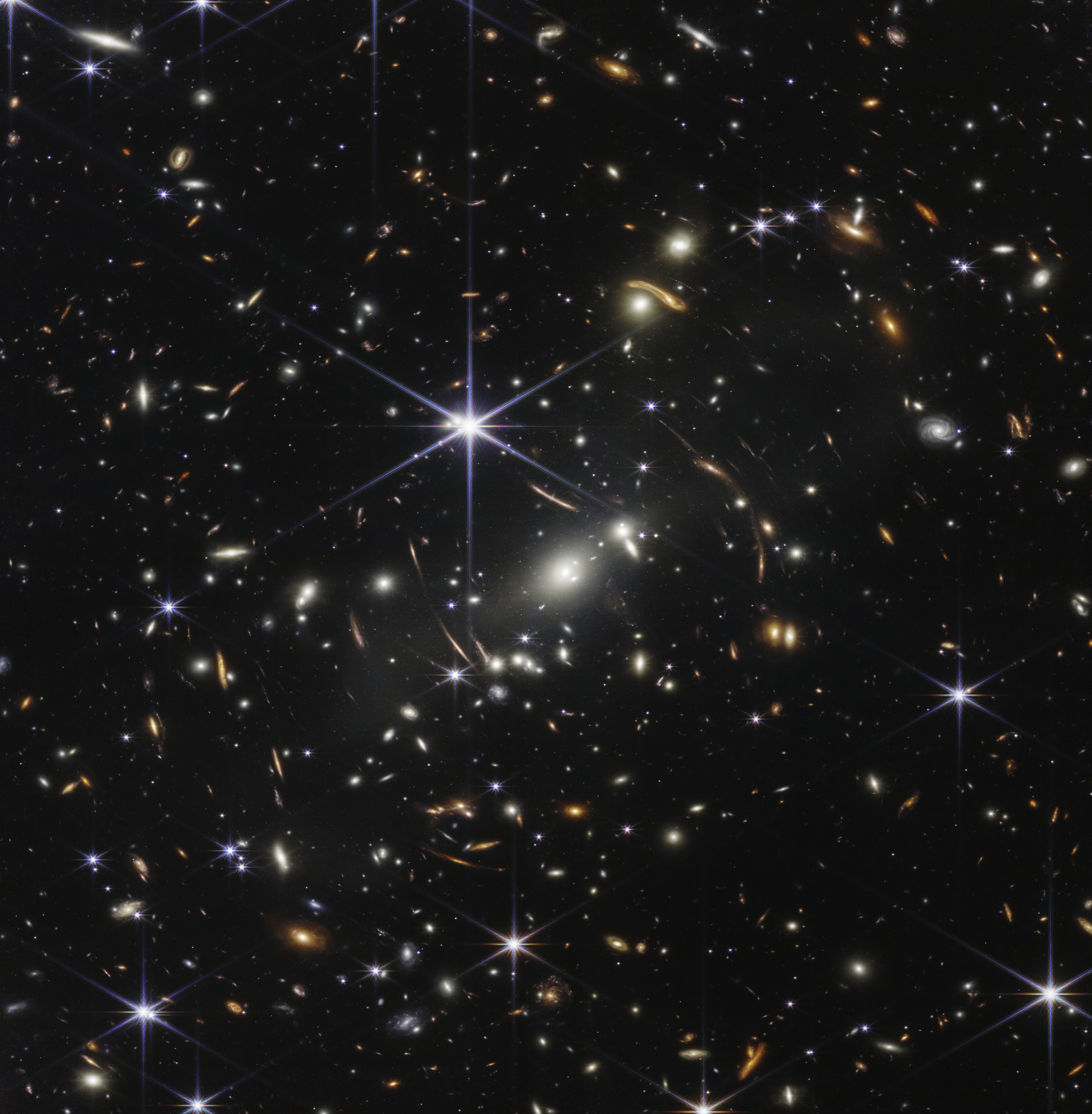
Pierwsze zdjęcie operacyjne teleskopu Jamesa Webba – „Webb’s First Deep Field”

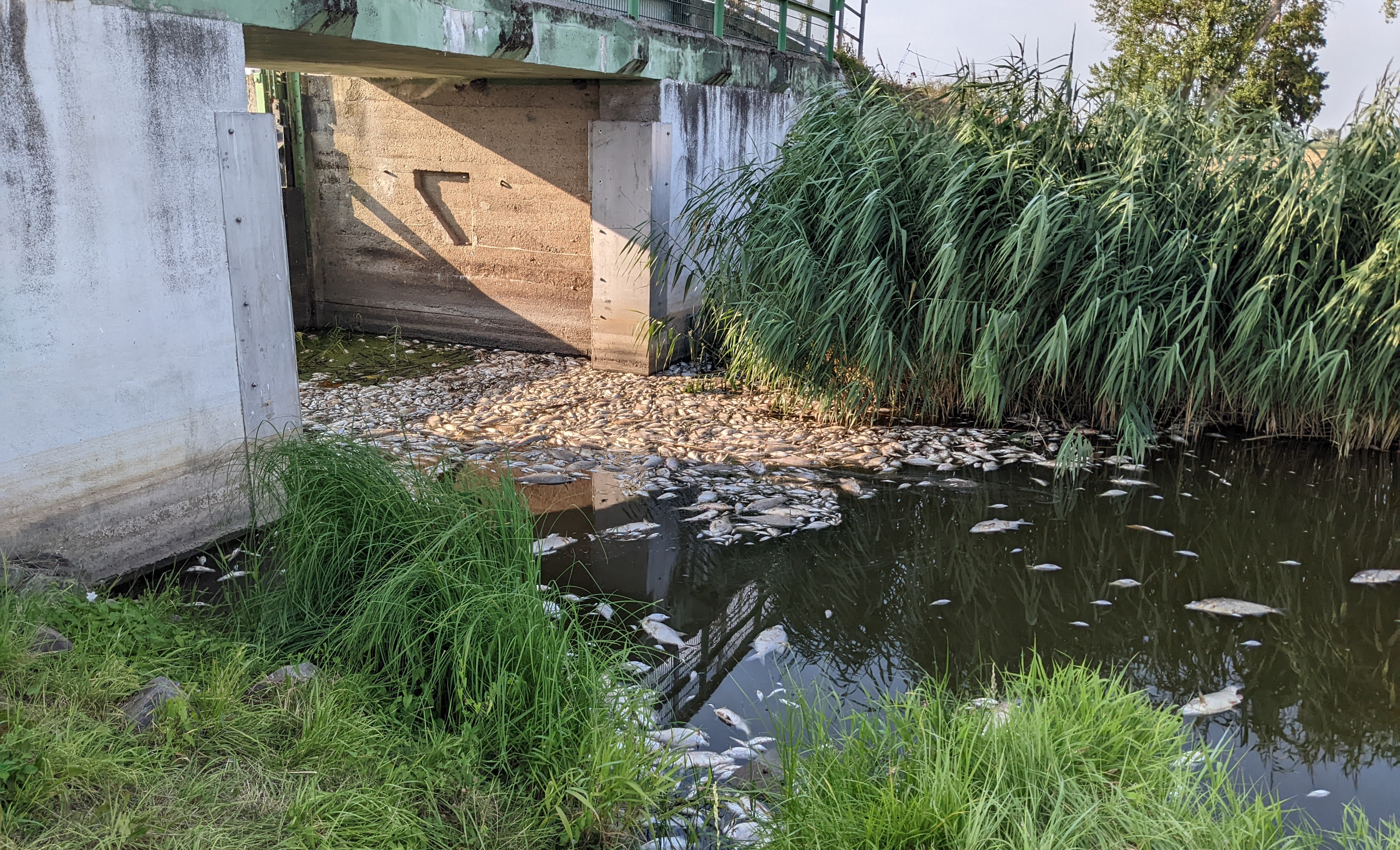
Śnięte ryby przy wybrzeżu Odry

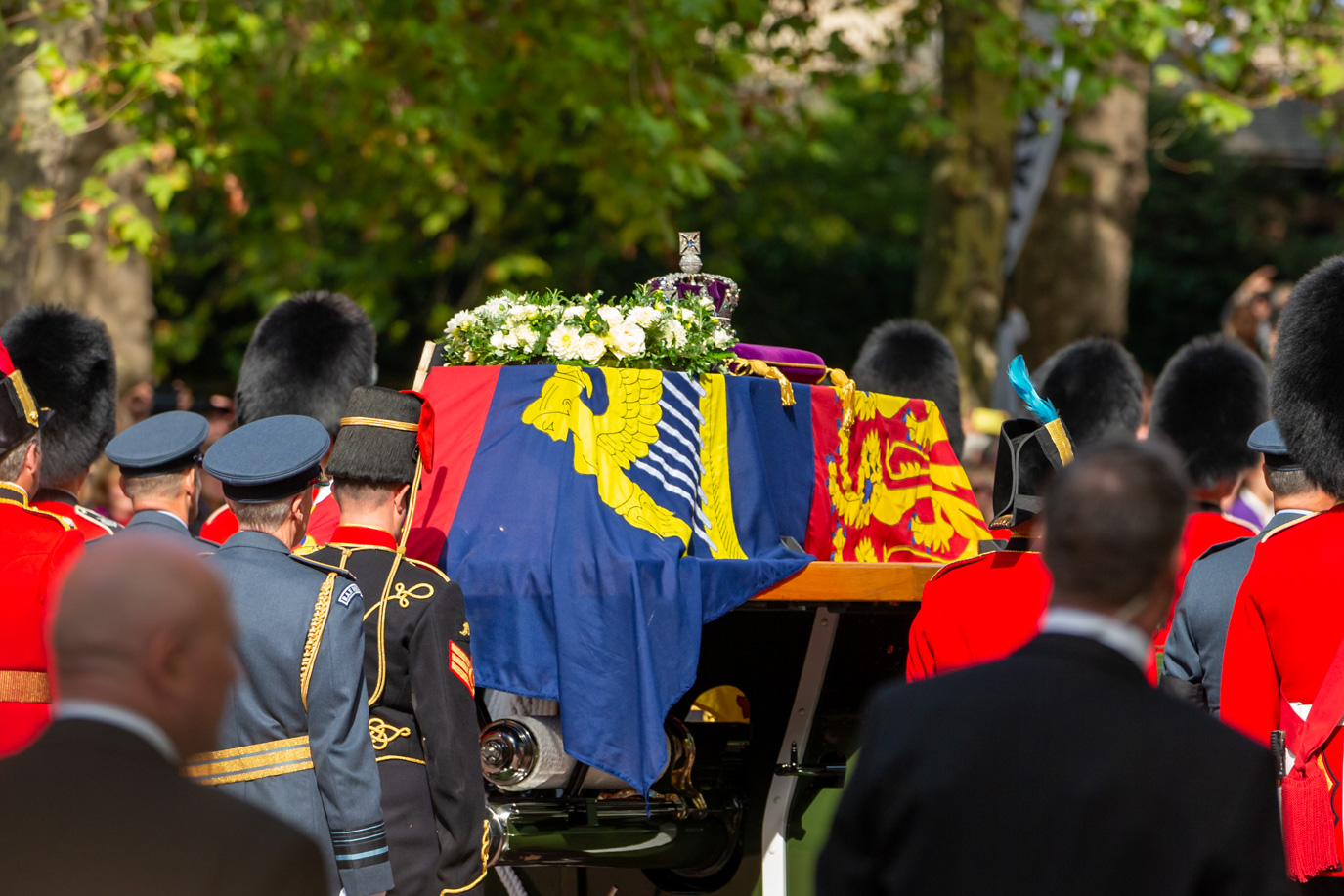
Trumna królowej Elżbiety II w trakcie jej pogrzebu

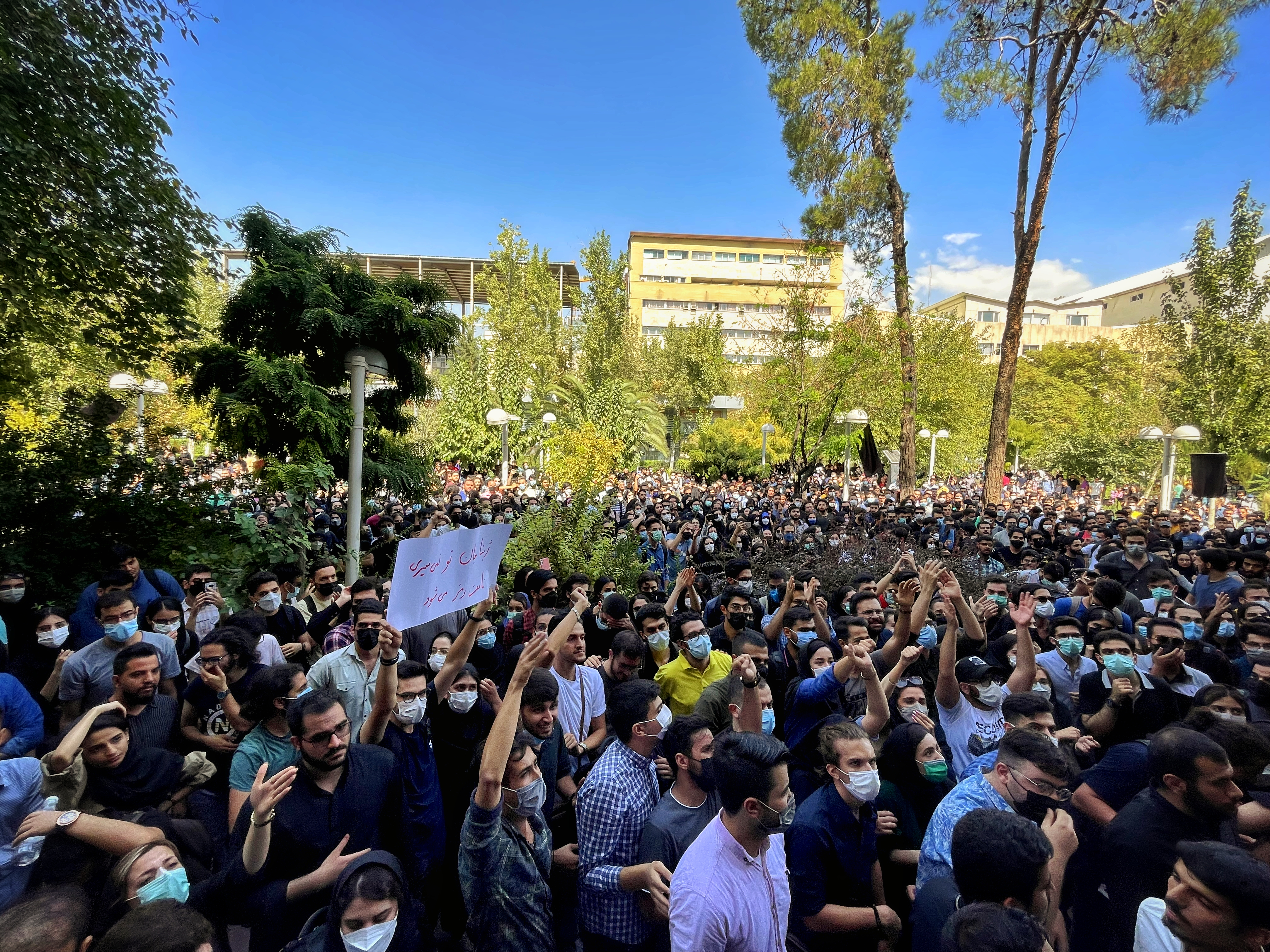
Protesty w Teheranie w ramach ogólnoirańskich demontstracji po zabójstwie Mahsy Amini

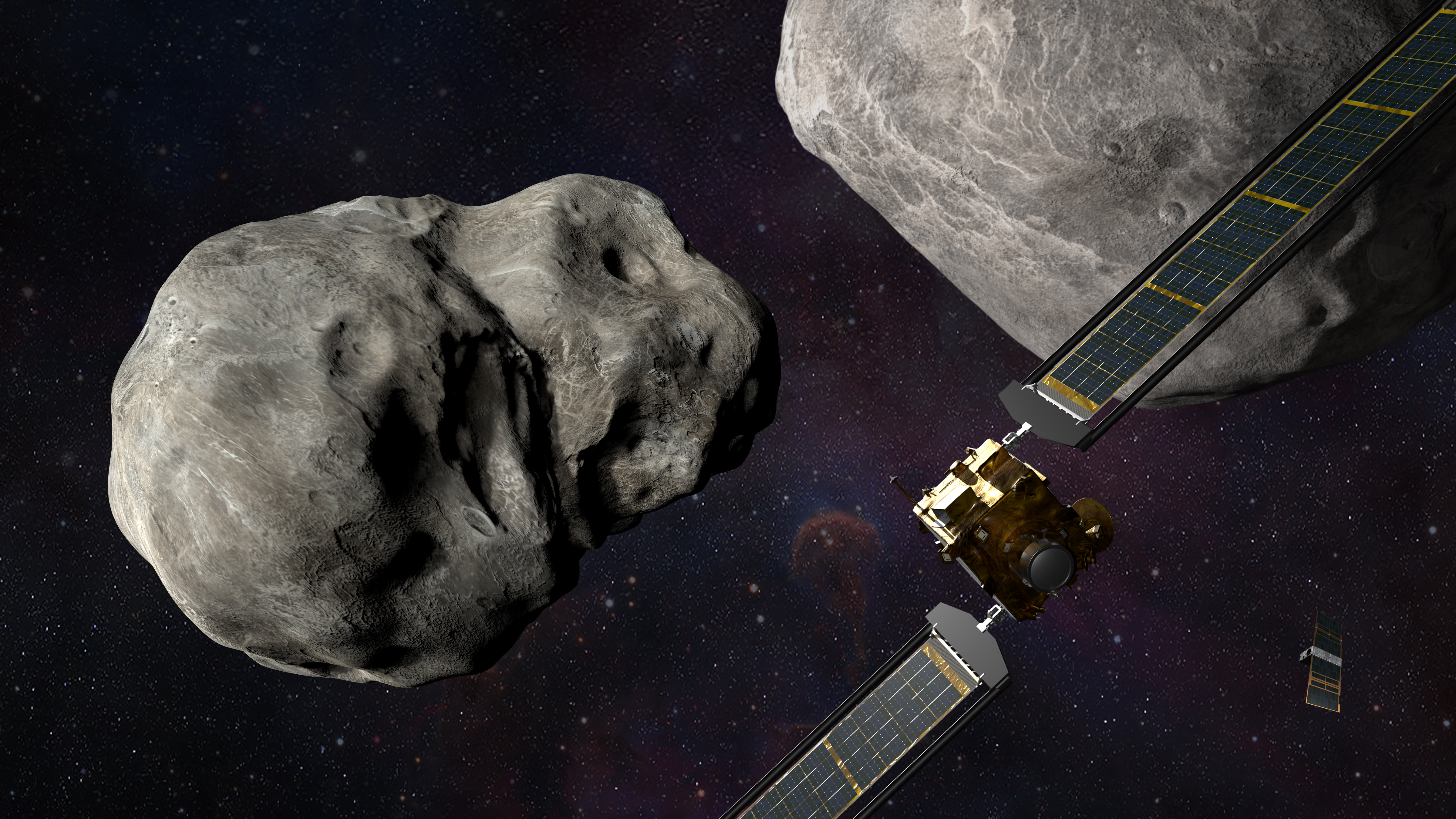
Wizualizajca sondy DART

#### Styczeń
- 2 – 11 stycznia: Protesty w Kazachstanie spowodowane wzrostem ceny gazu LPG. W wyniku premier Kazachstanu Askar Mamin podał się do dymisji, a także zginęło 225 osób.
- 6 stycznia: Wkroczenie wojsk OUBZ na teren Kazachstanu, na prośbę Kasyma-Żomarta Tokajewa, w celu stabilizacji sytuacji w wyniku trwających protestów.
- 10 stycznia: Pierwszy udany przeszczep serca świni do ciała człowieka. Pacjent z nowym sercem przeżył 2 miesiące[53].
- 15 stycznia: Eksplozja podwodnego wulkanu Hunga Tonga i powstanie w wyniku jego tsunami, w wyniku którego zginęło 6 osób.
- 23 – 24 stycznia: Udany zamach stanu w Burkinie Faso pod dowództwem Paul-Henriego Sandaogo Damiby przeciwko prezydentowi Rochowi Marca Christiana Kaboré’e.

#### Luty
- 21 lutego: Rosja uznała niepodległość Donieckiej Republiki Ludowej i Ługańskiej Republiki Ludowej.
- 24 lutego: Rozpoczęcie Inwazji Rosji na Ukrainę.
- 27 lutego – 31 marca: Rosyjskie wojska dopuściły się ludobójstwa w miejscowości Bucza.
- 15 marca: Początek masowych protestów na Sri Lance, które w późniejszym czasie spowodowały dymisję premiera Mahindy Rajapaksy i opuszczenie kraju przez prezydenta Gotabayego Rajapaksa.

#### Marzec
- 21 marca: Katastrofa lotu China Eastern Airlines 5735 (133 ofiary)

#### Kwiecień
- 14 kwietnia: Zatopienie przez ukraińskie rakiety R-360 Neptun krążownika Moskwa.

#### Maj
- 6 maja: Wybuch epidemii małpiej ospy(inne języki).
- 9 maja: Podanie się do dymisji premiera Sri Lanki Mahinda Rajapaksa w wyniku trwających protestów.
- 12 maja: Drugie zdjęcie czarnej dziury wykonane przez Teleskop Horyzontu Zdarzeń i pierwsze zdjęcie Sagittariusa A*, centralnej czarnej dziury Drogi Mlecznej[54].
- 20 maja: Zakończenie oblężenia Mariupola zwycięstwem wojsk rosyjskich.

#### Czerwiec
- 2 czerwca: Platynowy Jubileusz 70-lecia panowania Elżbiety II.
- 5 czerwca: Wejście w życie konstytucji apostolskiej Praedicate Evangelium, reformującej Kurię Rzymską.
- 6 czerwca: Strzelanina oraz wybuch bomby w kościele katolickim podczas Zielonych Świątek w Owie w Nigerii. Zginęło 50 osób.
- 14 czerwca: Zakończenie „wojny alkoholowej” poprzez podzielenie wyspy Hans na pół i ustanowienie na niej lądowej granicy duńsko-kanadyjskiej[55].
- 22 czerwca: Trzęsienie ziemi na granicy pakistańsko-afgańskiej, przez które zginęło 1193 osób, a 3025 zostało rannych.
- 27 czerwca: Śmierć 53 migrantów(inne języki) w wyniku uduszenia podczas próby nielegalnego przemytu ludzi przez granicę meksykańsko-amerykańską.

#### Lipiec
- 1 lipca: Wybuch krwawych protestów, trwających kilka dni, w Uzbekistanie w republice Karakałpacji przeciwko zniesieniu autonomii regionu. 18 ofiar śmiertelnych, 243 rannych i 516 aresztowanych[56][57].
- 7 lipca: Premier Wielkiej Brytanii, Boris Johnson, złożył rezygnację z dotychczasowej pełnionych funkcji.
- 8 lipca: Zastrzelenie Shinzō Abe, byłego premiera Japonii.
- 9 lipca: Szturm protestujących na pałac prezydencki na Sri Lance i zmuszenie prezydenta Gotabaya Rajapaksa do złożenia urzędu[58].
- 11 lipca: Pierwsze operacyjne zdjęcie wykonane przez kosmiczny teleskop Jamesa Webba.
- 21 lipca: Rozwiązanie parlamentu Włoch przez prezydenta Sergio Mattarella.
- 26 lipca: Początek Katastrofy ekologicznej na Odrze.

#### Sierpień
- 5 – 7 sierpnia: Siły Obronne Izraela dokonały serii nalotów na Strefę Gazy przeciwko celom organizacji Palestyński Islamski Dżihad, w wyniku których zginęły 44 osoby.
- 6 sierpnia: Wypadek Polskiego autokaru w Chorwacji, w którym 12 osób, a 43 zostały ranne.
- 30 sierpnia: Zmarł Michaił Gorbaczow.

#### Wrzesień
- 8 września: Po 70 latach na tronie brytyjskim w wieku 96 lat zmarła królowa Elżbieta II, a jej następcą został syn Karol III.
- 12 – 14 września: Starcia zbrojne na granicy armeńsko-azerskiej, w wyniku których Azerbejdżan zajął 10 km² terytorium Armenii, a w trakcie zginęło 215 osób.
- 14 – 20 września: Największe starcie zbrojne między siłami Tadżykistanu a Kirgistanu w trakcie serii potyczek w 2022 roku(inne języki).
- 16 września: Wybuch krwawych protestów w Iranie po zabójstwie Mahsy Amini.
- 17 września: Otwarcie kanału żeglugowego na Mierzei Wiślanej.
- 19 września: Przywrócenie nazwy stolicy Kazachstanu z Nursłutan na Astana.
- 23 – 27 września: Referendum na ukraińskich terytoriach okupowanych przez Rosję w sprawie przyłączenia terenów obwodów ługańskiego, donieckiego, zaporoskiego i chersońskiego do Rosji, w wyniku którego 3 dni po zakończeniu doszło do aneksji przez Rosję tych obwodów.
- 26 września: Eksplozja i wyciek dwóch nitek gazociągu Nord Stream i jednej nitki Nord Stream 2.
- 27 września: Otwarcie gazociągu Baltic Pipe.
- 27 września: Celowe uderzenie przez sondę DART w planetoidę Dimorphos w celu zmiany jej orbity.
- 30 września: Drugi udany zamach stanu w Burkinie Faso(inne języki) – Paul-Henri Sandaogo Damiba został usunięty przez Ibrahima Traore.

#### Październik
- 3 października: Zmarł Jerzy Urban.
- 8 października: Wybuch na moście Krymskim.
- 20 października: Liz Truss, premier Wielkiej Brytanii, złożyła rezygnację z dotychczasowej pełnionych funkcji po 45 dniach urzędowania.
- 29 października: Wybuch paniki w Seulu, podczas imprezy Halloweenowej w wyniku której zmarło 156 osób, a 133 zostało rannymi.
- 30 października: W drugiej turze wyborów w Brazylii wygrał Lula da Silva pokonując urzędującego prezydenta Jaira Bolsonaro.

#### Listopad
- 2 listopada: Podpisanie traktatu pokojowego między rządem Etiopii a Tigrajskim Ludowym Frontem Wyzwolenia, co zakończyło wojnę w Tigraju[59].
- 12 listopada: Sprowadzenie do Polski z Wielkiej Brytanii szczątków trzech prezydentów RP na uchodźstwie: Władysława Raczkiewicza, Augusta Zalewskiego i Stanisława Ostrowskiego.
- 13 listopada: Zamach terrorystyczny w Stambule przeprowadzony przez Partię Pracujących Kurdystanu, zginęło 6 osób.
- 15 listopada: Eksplozja rakiety na terenie Polski, w Przewodowie, w wyniku której zginęło 2 rolników.
- 15 listopada: Szacunkowo ludność na świecie przekroczyła 8 mld ludzi.
- 16 listopada: start misji Artemis 1.
- noc 19/20 listopada: rozpoczęcie przez Turcję operacji Miecz-Szpon przeciw Kurdom z pomocą lotnictwa i karabinów maszynowych na terenie Iraku i Syrii, ostrzelanych zostało 89 celów w tym magazyny amunicji i schrony, zginęło 58 żołnierzy kurdyjskich i syryjskich, a także Kurdyjski dziennikarz[60].

#### Grudzień
- 12 grudnia: Zmarł Mirosław Hermaszewski.
- 14 grudnia: Doszło do eksplozji granatnika na Komendzie Głównej Policji w Warszawie. Granatnik został uruchomiony przez komendanta głównego policji Jarosława Szymczyka.
- 31 grudnia: zmarł emerytowany papież Benedykt XVI.

### Rok2023

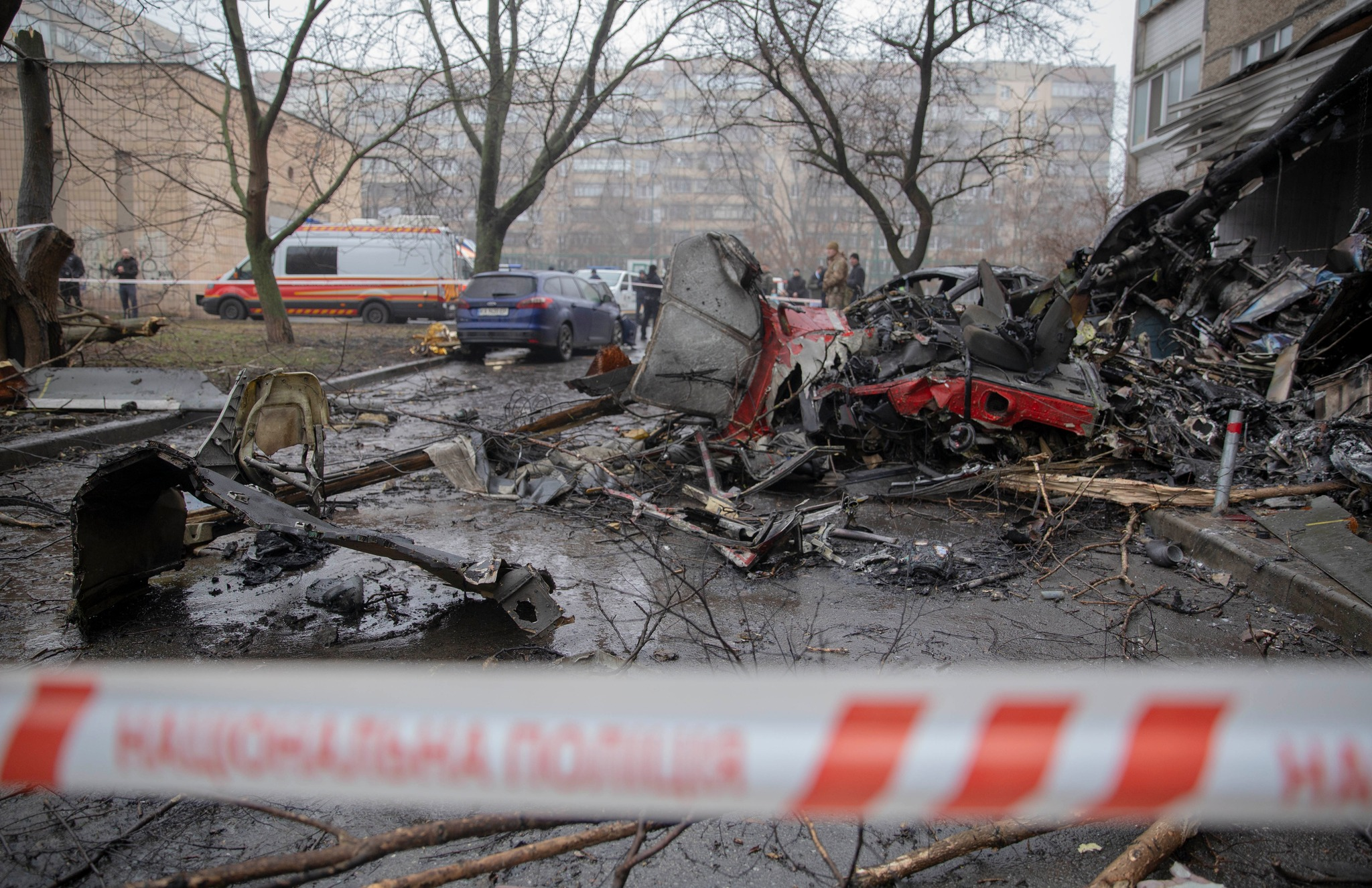
Wrak helikoptera po katastrofie ukraińskiego rządowego śmigłowca w Browarach

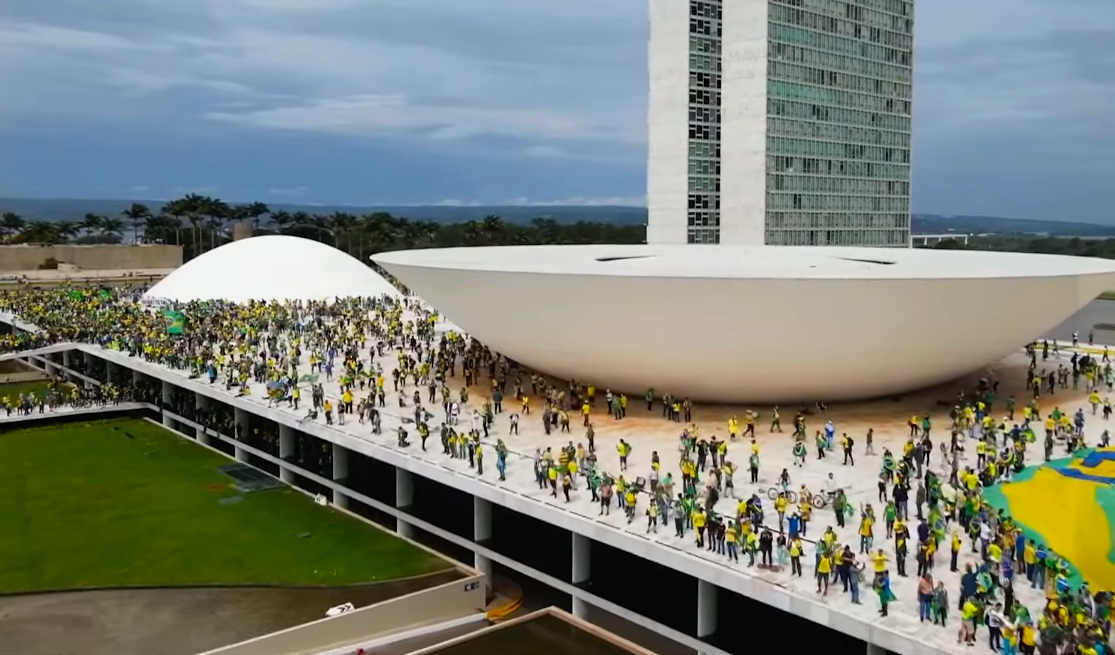
Atak zwolenników byłego prezydenta Brazylii Jaira Bolsonaro na Kongres Narodowy

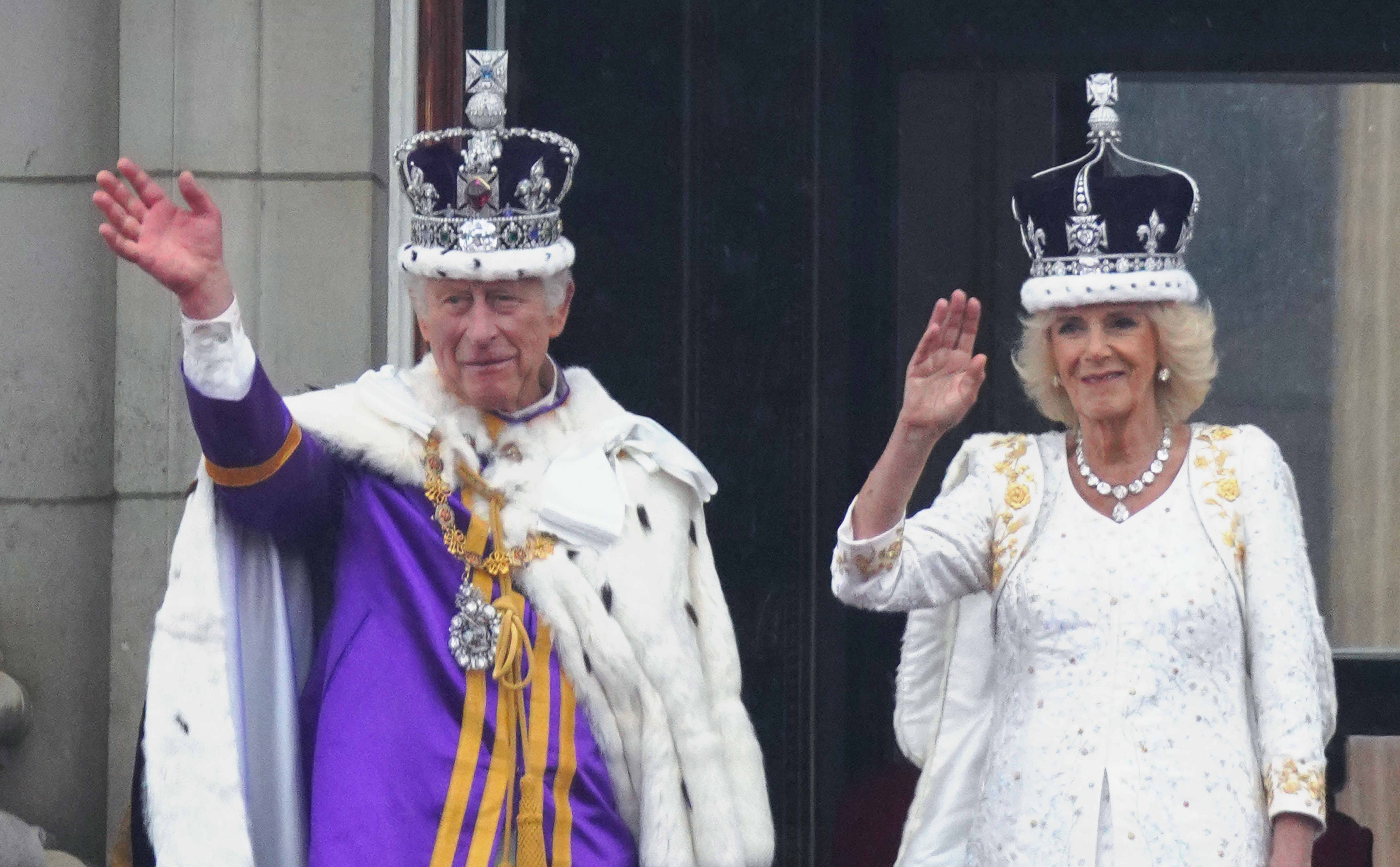
Koronacja Karola III

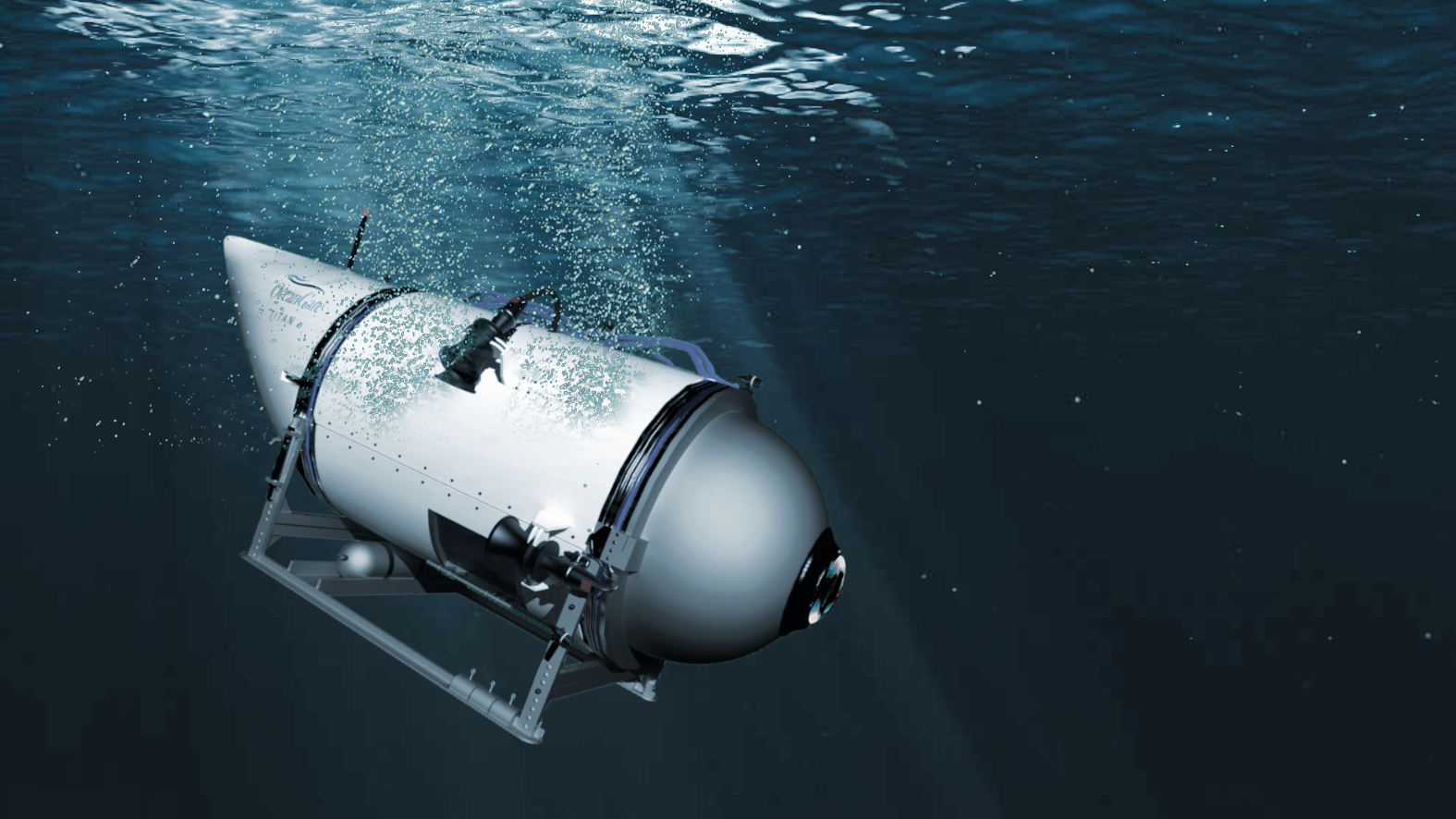
Obraz łodzi podwodnej Titan która uległa implozji

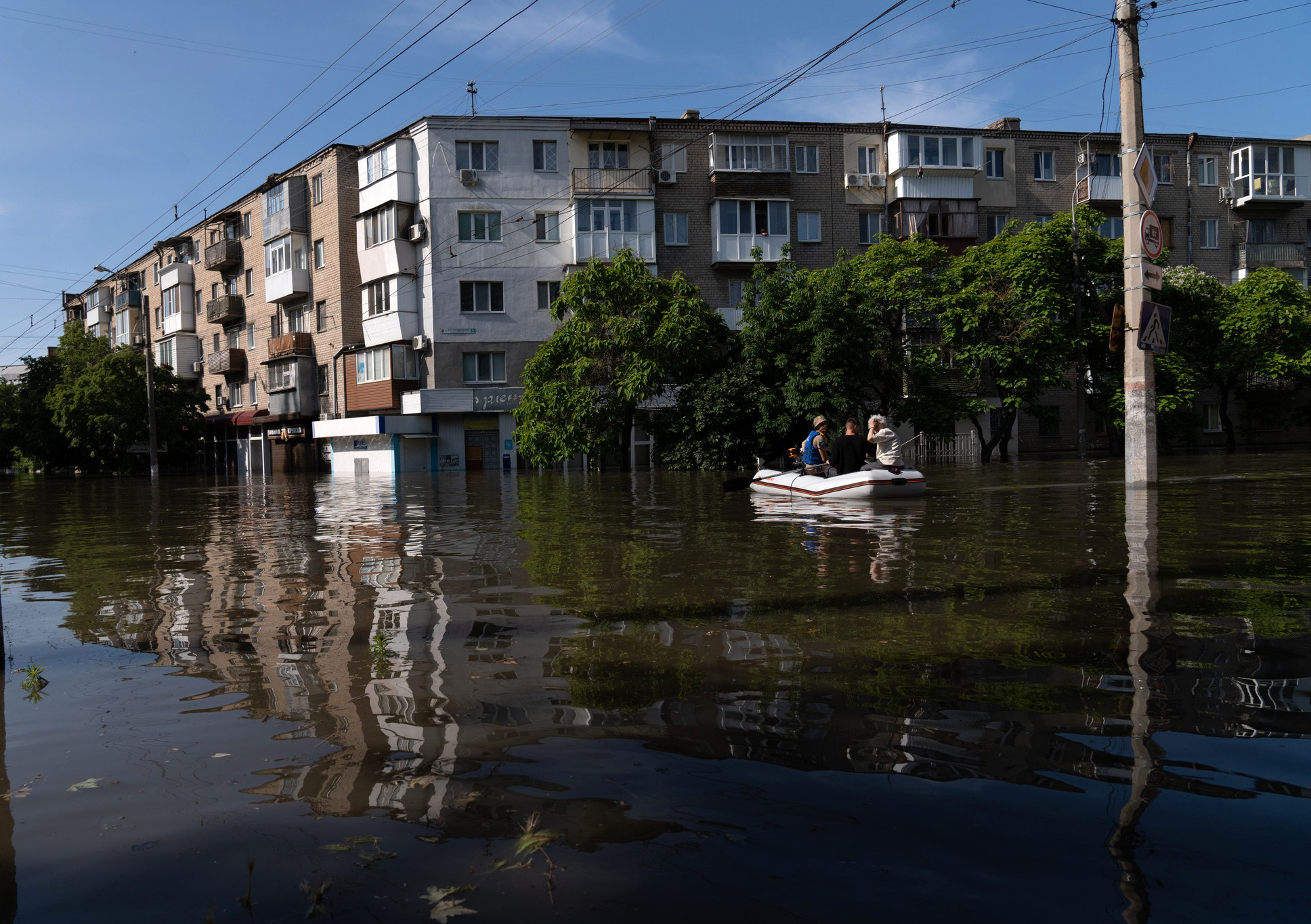
Zalany Chersoń po wysadzeniu tamy w Nowej Kachówce

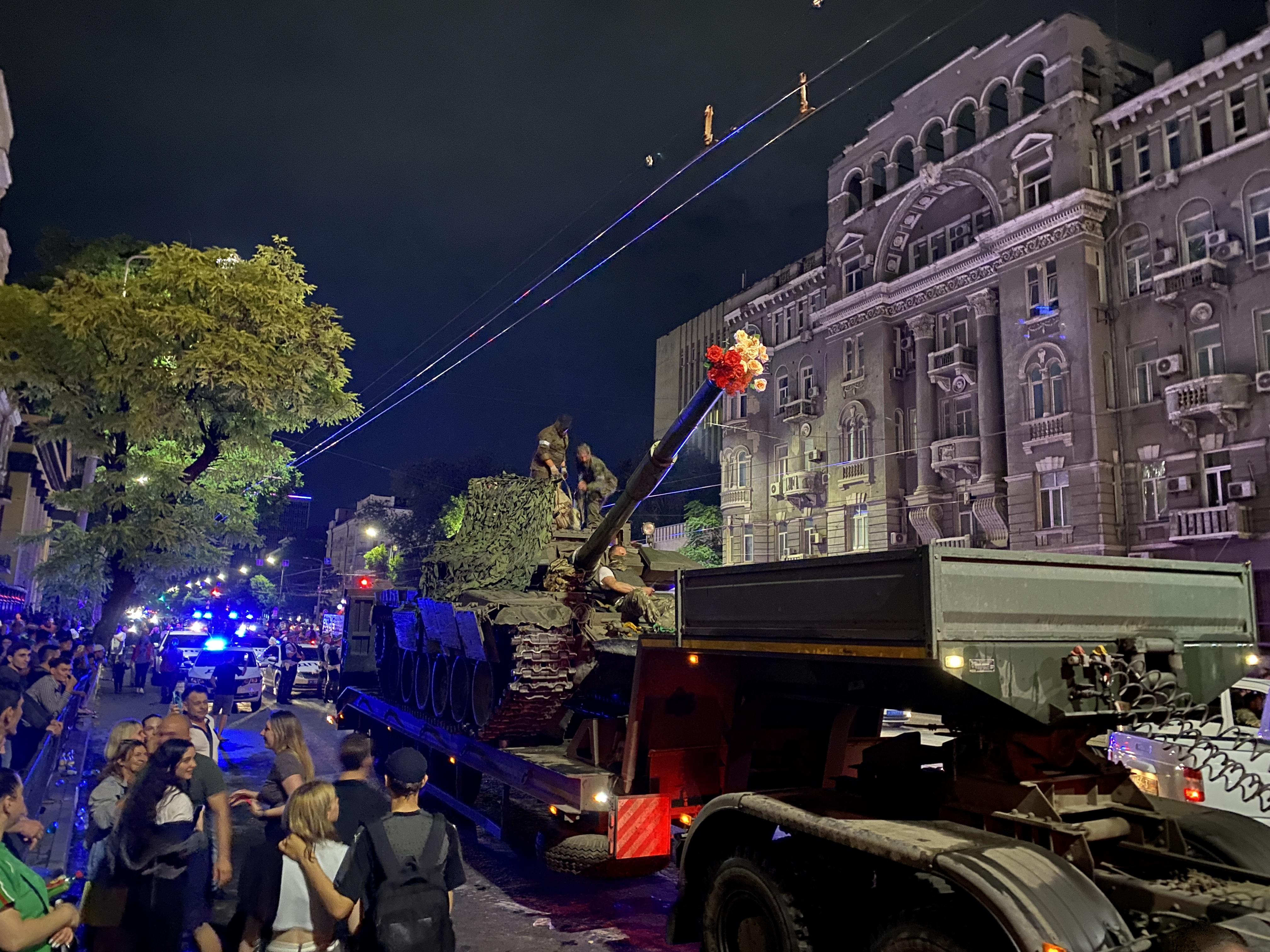
Czołg Grupy Wagnera w Rostowie nad Donem ozdobiony kwiatami

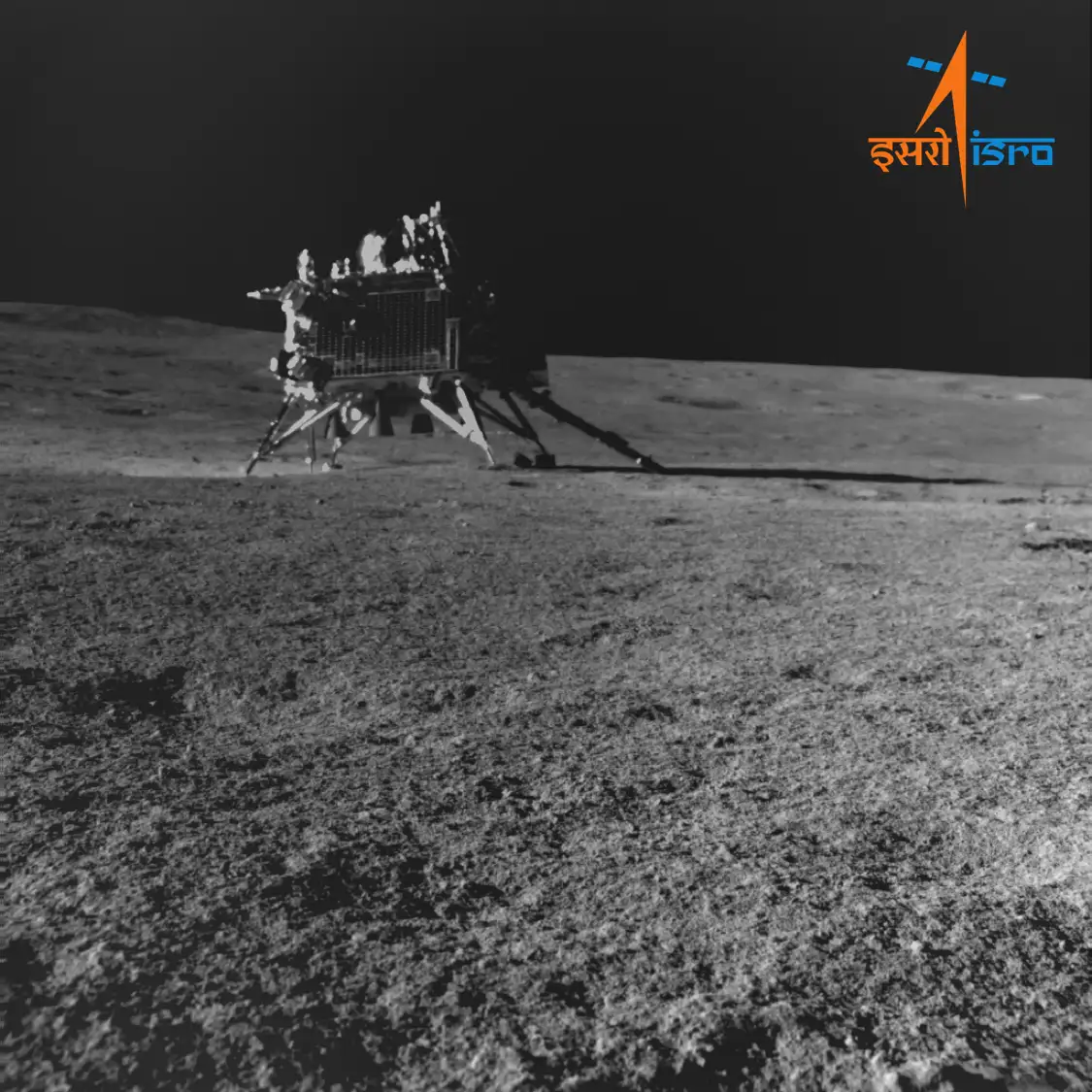
Indyjska sonda Chandrayaan-3 na Księżycu

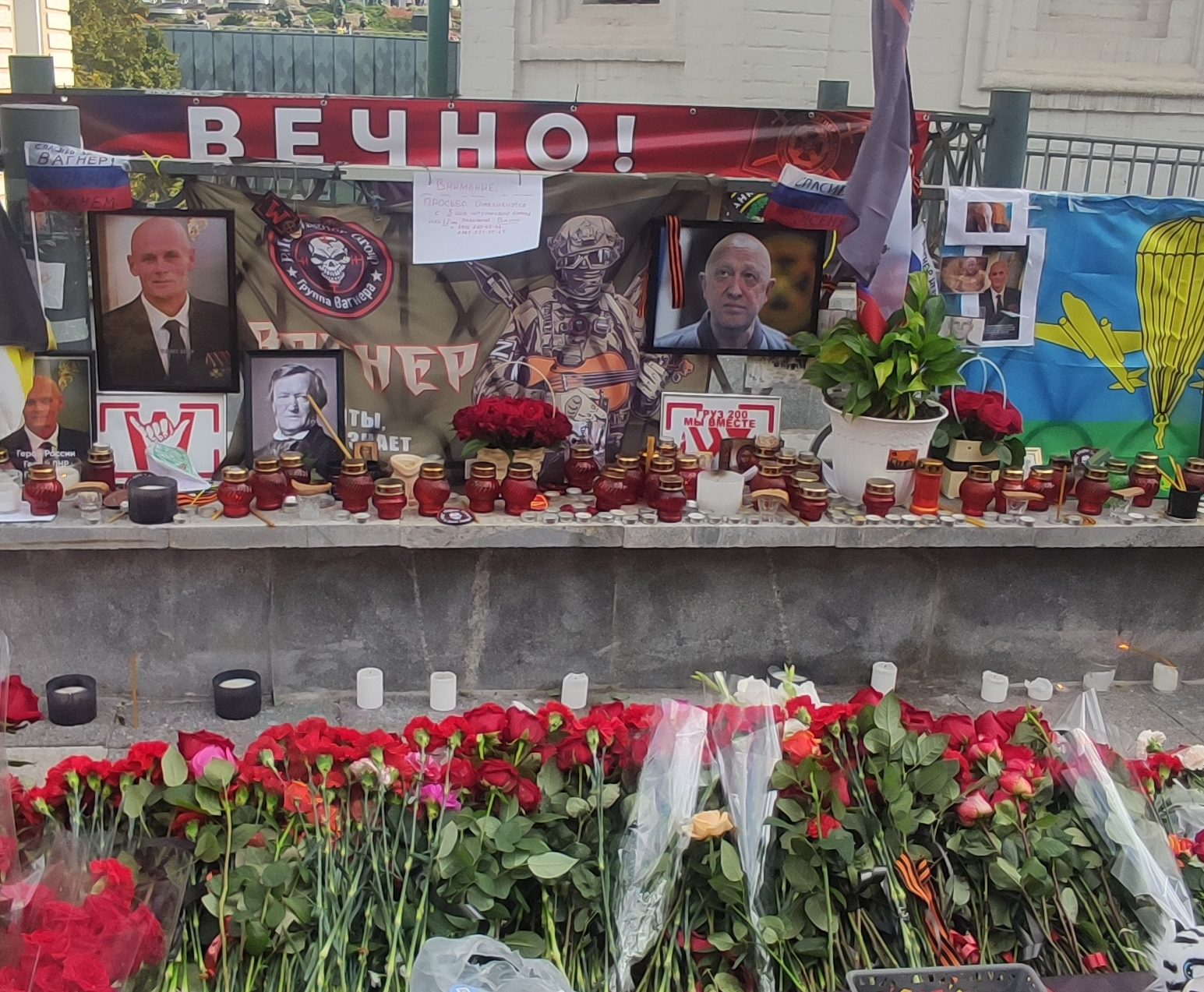
Upamiętnienie liderów Grupy Wagnera, Jewgienija Prigożyna i Dmitrija Utkina, którzy zgineli w katastrofie samolotu pod Kużenikem

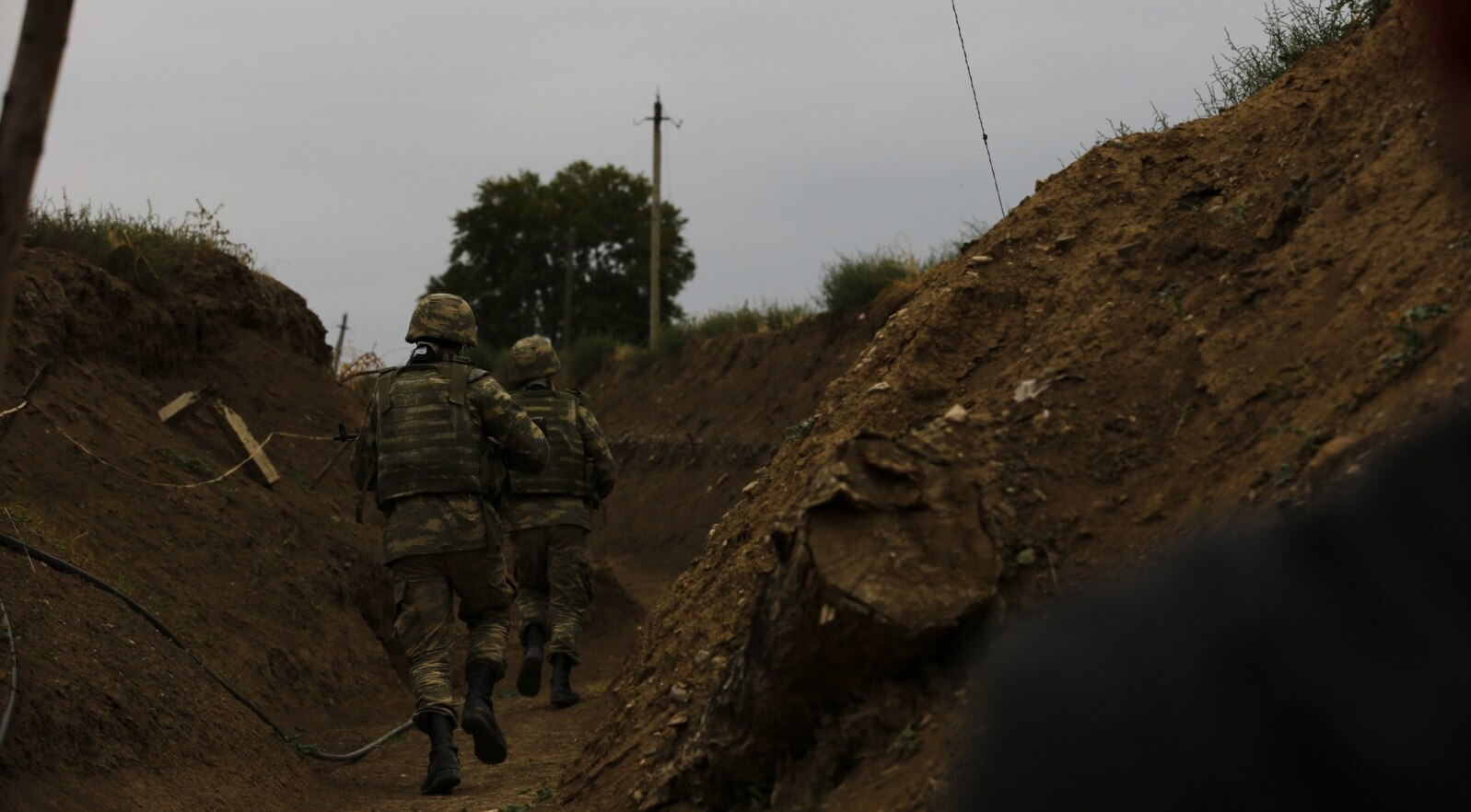
Azerscy żołnierze w okopach podczas III wojny o Górski Karabach

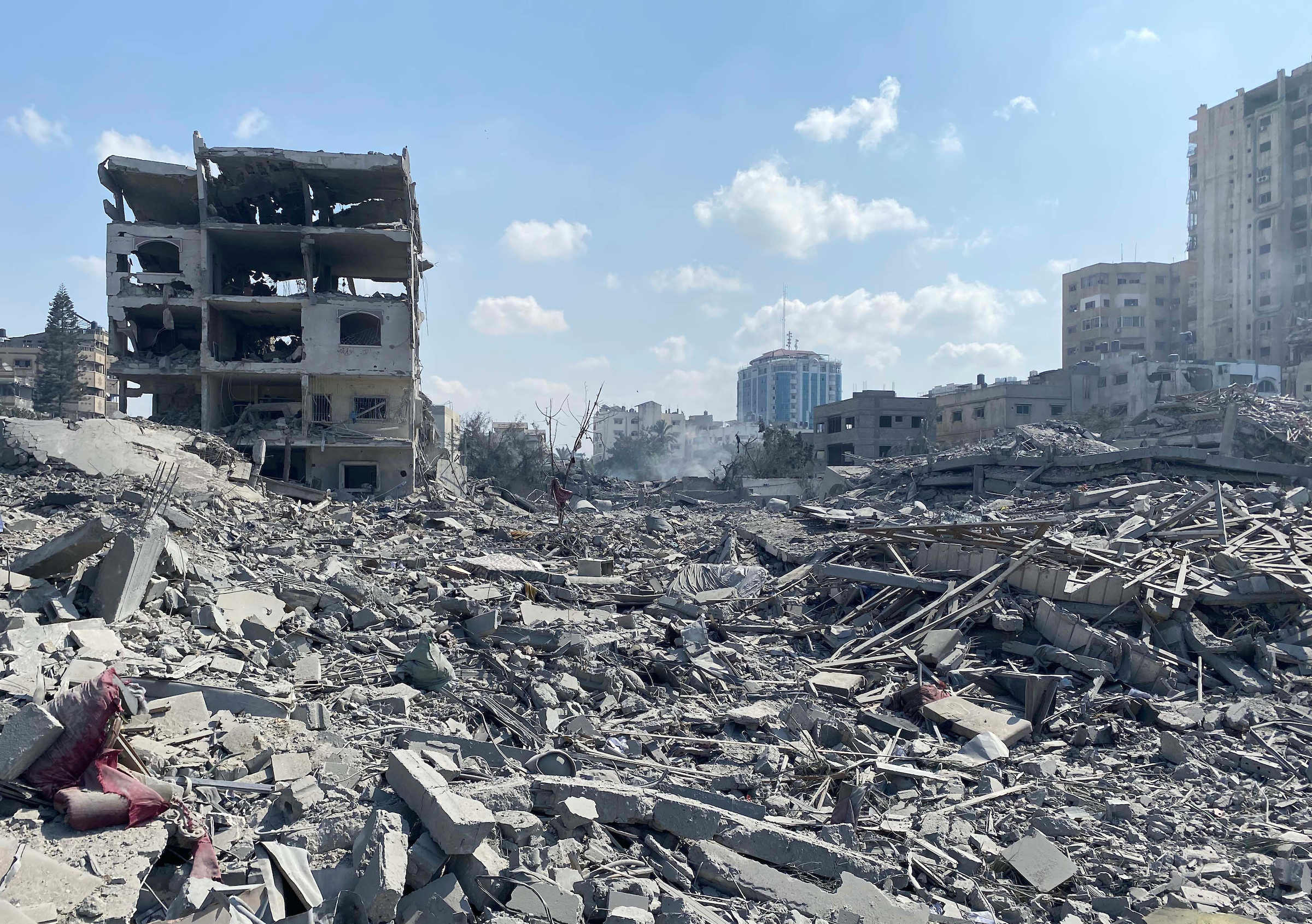
Zniszczone budynki w Strefie Gazy

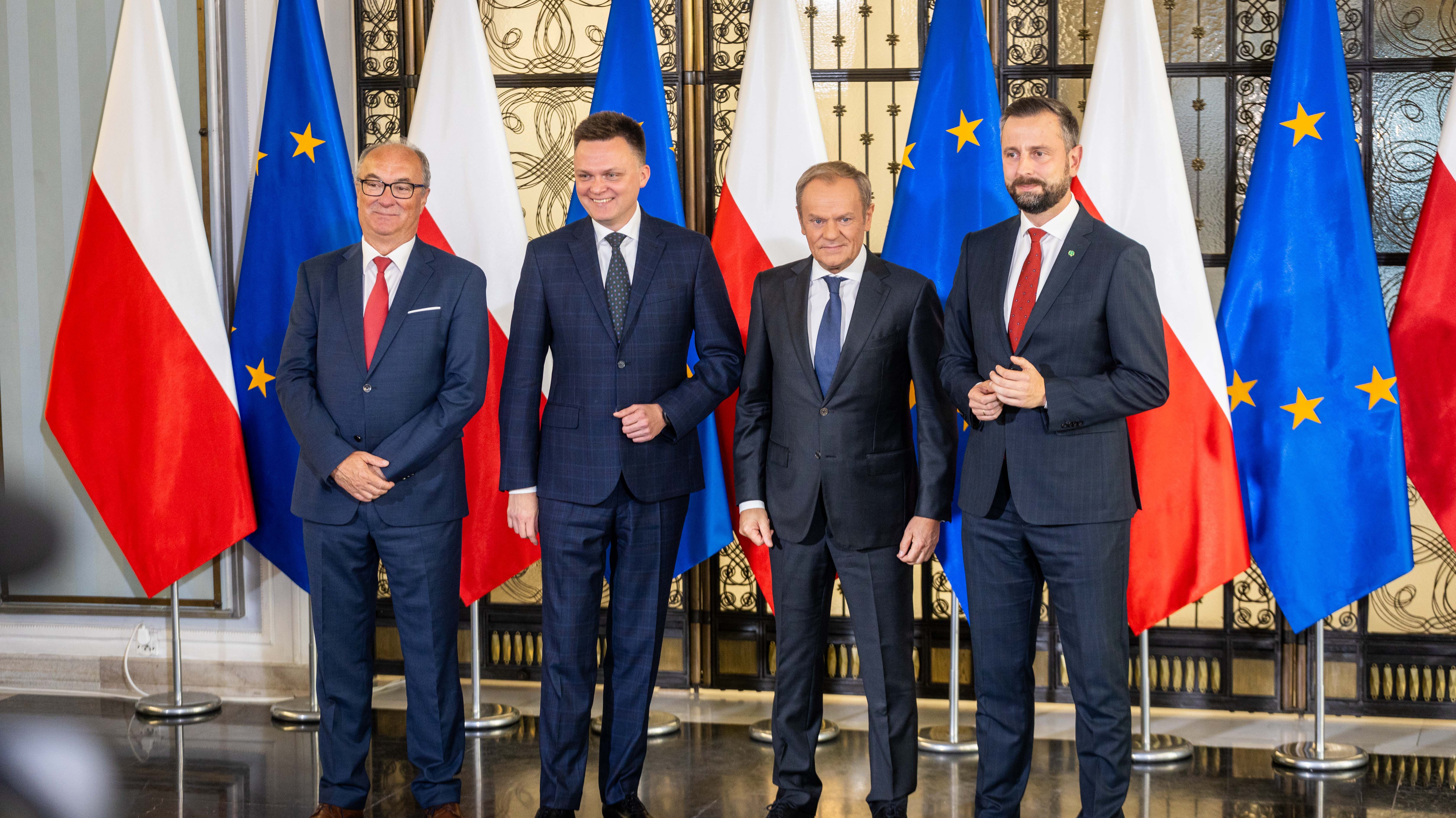
Liderzy partii tworzących koalicję 15 października (od lewej): Włodzimierz Czarzasty (NL), Szymon Hołownia (PL2050), Donald Tusk (PO) oraz Władysław Kosiniak-Kamysz (PSL)

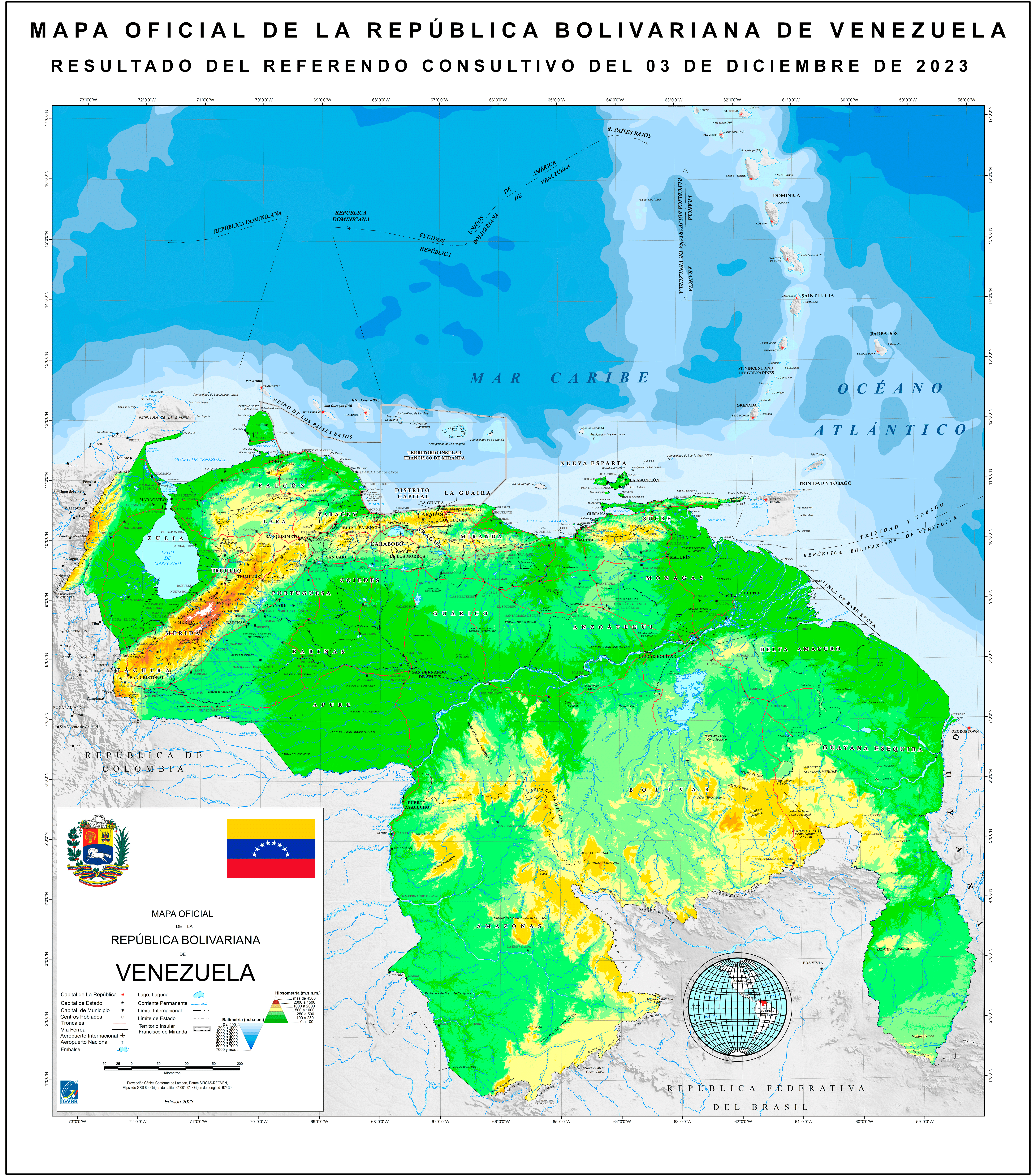
Nowa rządowa mapa Wenezueli obowiązująca w tym kraju po referendum w Wenezueli w 2023 dotyczących przyłączenia terytorium Esequibo, należącego do Gujany, do Wenezuelii

#### Styczeń
- 1 stycznia:

- Chorwacja weszła w strefę Euro oraz Schengen.
- Uzbekistan zaczął w pełni posługiwać się alfabetem łacińskim
- Zaprzysiężenie Luiza Inácio Luli da Silvy na trzecią kadencję prezydenta Brazylii

- 5 stycznia: Na placu świętego Piotra w Watykanie odbył się pierwszy w historii Kościoła pogrzeb papieża seniora pod przewodnictwem urzędującego papieża[65].
- 7 stycznia: Początek masowych protestów przeciwko zmianom w sądownictwie w Izraelu
- 8 stycznia: Szturm na Kongres Narodowy Brazylii[66].
- 15 stycznia: katastrofa lotnicza w Pokharze w Nepalu (72 ofiary)[67].
- 17 stycznia: Prezydent Wietnamu Nguyễn Xuân Phúc złożył rezygnację z pełnienia urzędu związku z aferą korupcyjną podczas pandemii Covid-19[68][69]
- 18 stycznia: Katastrofa śmigłowca w Browarach. Zginęło 21 osób w tym większość nie związana z lotem. Wśród ofiar szef MSW Ukrainy Denys Monastyrski i dwóch innych z kierownictwa Ministerstwa SW[70]
- 19 stycznia: Początek protestów przeciwko reformie systemu emerytalnego we Francji[71]
- 21 stycznia:
  - Wojsko Erytrei opuściły tereny miasta Szyrie oraz teren Tigraju, które okupowały po zakończeniu wojny w Tigraju[72]
  - Burkina Faso zażądało opuszczenia swojego terytoria przez Francuskie Siły Zbrojne[73]
- 24 stycznia: Wskazówki na zegarze zagłady przesunietę zostały na godzinę 23:58:30 – najbliższą jak na razie godzinę do północy[74].
- 26 stycznia: Siły Obronne Izraela zaatakowały(inne języki) obóz uchodźczy w Dżanin znajdujący się na Zachodnim Brzegu mordując 9 Palestyńczyków. Następnego dnia w akcie zemsty doszło do strzelaniny(inne języki) w Newe Ja’akow, w której zastrzelono 7 Żydów.
- 30 stycznia: Samobójczy atak bombowy w meczecie(inne języki) w Peszawarze w Pakistanie (84 ofiary razem z zamachowcem)[75]

#### Luty
- 3 lutego: Wypadek kolejowy w East Palestine
- 4 lutego: Samolot myśliwski sił powietrznych USA zestrzelił chiński balon szpiegowski[76].
- 6 lutego:Trzęsienie ziemi 7,8 w skali Richtera w środkowej Turcji i Syrii, w którym zginęło około 50 tys. osób[77][78].
- 20 lutego: Wizyta prezydenta Stanów Zjednoczonych Joego Bidena w Kijowie na Ukrainie[79]
- 28 lutego:  W dolinie Tempe, leżącej w Grecji, doszło do katastrofy kolejowej (57 zabitych, 85 rannych)[80]

#### Marzec
- 10 marca: Upadek Banku Silicon Valley(inne języki), doprowadził do kryzysu bankowości w USA
- 17 marca: Międzynarodowy Trybunał Karny wydał nakaz aresztowania prezydenta Rosji Władimira Putina, oskarżając go o odpowiedzialność za zbrodnie wojenne popełnione na Ukrainie[81]

#### Kwiecień
- 4 kwietnia:
  - Finlandia dołączyła do NATO.
  - Donald Trump, były prezydent USA został aresztowany pod zarzutem fałszowania dokumentacji biznesowej, co jest pierwszym takim przypadkiem w historii USA[82]
- 9 kwietnia: Wybuch wojny w Amharze.
- 11 kwietnia: Masakra w Pazigyi(inne języki) dokonana przez rządowe Siły Lotnicze Mjanmy(inne języki) (165 ofiar)
- 14 kwietnia: Start sondy Jupiter Icy Moon Explorer należącej do ESA w celu przeprowadzenia badań nad księżycami Jowisza – Europy, Kallisto i Ganimedesa[83].
- 15 kwietnia:
  - Rebelia RSF w Sudanie
  - Swoje działalności zakończyły ostatnie trzy działające w Niemczech elektrownie atomowe[84]
- 20 kwietnia: Pierwszy lot rakiety Starship, zakończony częściowym sukcesem[85]
- 21 kwietnia: W lesie Shakahola kenijska policja odnalazła pierwsze ciała członków Międzynarodowego Kościoła Dobrej Nowiny, którzy popełnili zbiorowe samobójstwo przez zagłodzenie(inne języki)[86]; łączne samobójstwo popełniło 427 osób, a 613 jest zaginionych.

#### Maj
- 1 maja: Zakończono budowę zapory na granicy polsko-białoruskiej.
- 3 maja: Doszło do strzelaniny w szkole w Belgradzie (8 ofiar). Następnego dnia doszło do kolejnej strzelaniny w Serbii, w Mladenovacu (8 ofiar)
- 5 maja: Światowa Organizacja Zdrowia (WHO) ogłosiła koniec globalnego zagrożenia zdrowia związanego z chorobą COVID-19, który w 2020 roku wywołał pandemię[87][88]
- 6 maja: Koronacja Karola III na króla Wielkiej Brytanii.
- 11 maja: Światowa Organizacja Zdrowia ogłosiła koniec globalnego zagrożenia związanego z małpią ospą[89][90]

#### Czerwiec
- 2 czerwca: Katastrofa kolejowa w stanie Orisa, Indie (296 ofiar, 1200 rannych)[91].
- 4 czerwca: W Warszawie odbył się zorganizowany przez Koalicję Obywatelską „Marsz 4 czerwca”, w którym udział wzięło od 150 do 500 tysięcy osób[92]
- 6 czerwca: Wysadzona została zapora wodna Kachowskiej Elektrowni Wodnej w wyniku której woda z zbiorniku Kachowskiego zalała okoliczne tereny wzdłuż dolnego brzegu Dniepru, w tym Chersoń[93]
- 8 czerwca: Pierwszy raz w historii Stanów Zjednoczonych przed federalnym aktem oskarżenia postawiono byłego prezydenta, Donalda Trumpa[94]
- 18 czerwca: Implozja łodzi podwodnej Titan (zginęło 5 osób)[95]
- 23-24 czerwca: Bunt Grupy Wagnera.
- 27 czerwca: Początek zamieszek i protestów we Francji spowodowanych postrzeleniem Nahela Merzouka.

#### Lipiec
- 1 lipiec: Oficjalny koniec stanu zagrożenia epidemicznego związanego z COVID-19 na terenie Polski
- 26–28 lipca: Zamach stanu w Nigrze, w którym gwardia prezydencka obaliła prezydenta Mohameda Bazouma

#### Sierpień
- 1–6 sierpnia: 38. Światowe Dni Młodzieży w Lizbonie[96][97]
- 8–11 sierpnia: Wielki pożar lasu na Hawajach(inne języki) (100 ofiar)
- 19 sierpnia: Rosyjska sonda Łuna 25 rozbiła się o powierzchnie księżyca.
- 23 sierpnia:
  - Katastrofa lotnicza samolotu, na którego pokładzie znajdowali się przywódcy grupy Wagnera Jewgienij Prigożyn oraz Dmitrij Utkin. Oprócz nich zmarło również 8 osób[98].
  - Indyjska sonda Chandrayaan-3 wylądowała na Księżycu[99]
- 30 sierpnia: zamach stanu w Gabonie wyniku którego władzę utracił dotychczasowy prezydent Alego Bongo Ondimbę[100].
- 31 sierpnia:
  - Pierwsza w historii podróż papieża katolickiego do Mongolii[101].
  - Pożar bloku w Johannesburgu (77 ofiar)

#### Wrzesień
- 1 września: Ukraiński Kościół Prawosławny i Ukraiński Kościół Greckokatolicki przyjęły kalendarz nowojuliański[102].
- 4–12 września: Cyklon Daniel nawiedził Afrykę Północną i południowo-wschodnią Europę doprowadzając do zawalenia się dwóch tam w Dernie(inne języki), przez co łącznie przez cyklon zginęło ok. 11,5 tys osób, a kolejne 10 tys zaginęło
- 8 wrzesień: Trzęsienie ziemi w Marrakeszu-Safi o magnitudzie 6,8 (2960 ofiar)[103].
- 10 września: Beatyfikacja rodziny Ulmów; pierwszy raz w historii doszło do błogosławieństwa całej rodziny, oraz nienarodzonego dziecka
- 19–20 września: Krótkotrwałe odmrożenie konfliktu w Górskim Karabachu, zakończone rozwiązaniem nieuznawanego państwa Górskiego Karabachu oraz masową migracją jego ludności do Armenii.
- 24 września: Kapsuła misji OSIRIS-REx z próbkami planetoidy Bennu wylądowała z powrotem na Ziemi, na poligonie wojskowym w stanie Utah[104].

#### Październik
- 1 października: W Warszawie odbył się zorganizowany przez Koalicję Obywatelską „Marsz Miliona Serc”, w którym udział wzięło od 100 tys, do 1 mln osób[105][106]
- 7 października:
  - Początek wojny Izraela z Hamasem.
  - Trzęsienie ziemi w Heracie o magnitudzie 6,3 (1482 ofiar)
- 15 października: Wybory parlamentarne[107] i referendum ogólnokrajowe w Polsce. W wyborach parlamentarnych najwięcej głosów zdobył komitet wyborczy Prawa i Sprawiedliwości 35,38%, jednak liczba uzyskanych mandatów (194) nie pozwoliło zdobyć większości umożliwiającej stworzenie samodzielnego rządu. Do Sejmu dostały się także komitety KO (30,70%), TD (14,40%), Lewica (8,61%) i KWiN (7,16%)[108][109]. Frekwencja w wyborach parlamentarnych wyniosła 74,38%[110], a w referendum 40,91%[111], co oznacza, że referendum jest niewiążące.
- 17 października: Doszło do ataku na szpital Al-Ahli Arab(inne języki), w którym zginęło około 500 osób[112]

#### Listopad
- 9 listopada: Doszło do pierwszego w historii udanego przeszczepu ludzkiego oka[113]
- 10 listopada: Liderzy czterech partii Donald Tusk (PO), Szymon Hołownia (PL2050), Władysław Kosiniak-Kamysz (PSL) i Włodzimierz Czarzasty oraz Robert Biedroń (NL) zawarli porozumienie podpisując umowę koalicyjną umożliwiającą utworzenie rządu w X kadencji Sejmu[114]
- 13 listopada:
  - Pierwsze posiedzenie Sejmu X kadencji i Senatu XI kadencji[115] podczas którego na stanowisko Marszałka Sejmu wybrano Szymona Hołownię (Polska 2050), a na Marszałka Senatu – Małgorzatę Kidawę-Błońską (KO)
  - Prezydent Andrzej Duda przyjął dymisję Rady Ministrów i ponownie desygnował Mateusza Morawieckiego na stanowisko premiera RP[116]
- 24 listopada – 1 grudnia: Zawieszenie broni między Hamasem a Izraelem; strona Hamasu wymieniła zakładników porwanych 7 października na więźniów politycznych więzionych przez Izrael[117][118]
- 27 listopada: Zaprzysiężenie trzeciego rządu Mateusza Morawieckiego[119]

#### Grudzień
- 3 grudnia: Referendum w Wenezueli(inne języki) dotyczące przyłączenia terytoria Esequibo, które de facto należy do Gujany.
- 10 grudnia: Zaprzysiężenie Javiera Milei'a na urząd Prezydenta Argentyny[120].
- 11 grudnia: Prezes Rady Ministrów Mateusz Morawiecki wygłosił w Sejmie exposé, po czym nie uzyskał poparcia większości. Tego samego dnia w drugim kroku konstytucyjnym na Prezesa Rady Ministrów wybrano Donalda Tuska
- 12 grudnia: Poseł Grzegorz Braun przy pomocy gaśnicy zgasił zapaloną w budynku Sejmu chanukiję[121]
- 13 grudnia: Ponowne zaprzysiężenie Donalda Tuska na Prezesa Rady Ministrów oraz jego nowego gabinetu.
- 19 grudnia: Sąd Najwyższy Stanu Kolorado orzekł, iż na podstawie 3. sekcji 14. poprawki do Konstytucji Stanów Zjednoczonych, Donald Trump nie może kandydować w prawyborach prezydenckich w tym stanie[122].
- 20 grudnia: Minister kultury i dziedzictwa narodowego Bartłomiej Sienkiewicz dokonał odwołania dotychczasowych prezesów Zarządów Telewizji Polskiej, Polskiego Radia i Polskiej Agencji Prasowej i ich Rad Nadzorczych[123]. Środowiska związane z Prawem i Sprawiedliwości uznały te działania za sprzeczne w prawem i rozpoczęły okupację części siedzib mediów publicznych. Tego dnia o godzinie 11:18 kanał TVP INFO wstrzymał nadawanie, a następnie rozpoczął emisję sygnału innego kanału telewizyjnego, TVP 1[124].
- 21 grudnia: Strzelanina na Uniwersytecie Karola w Pradze.

### Rok2024

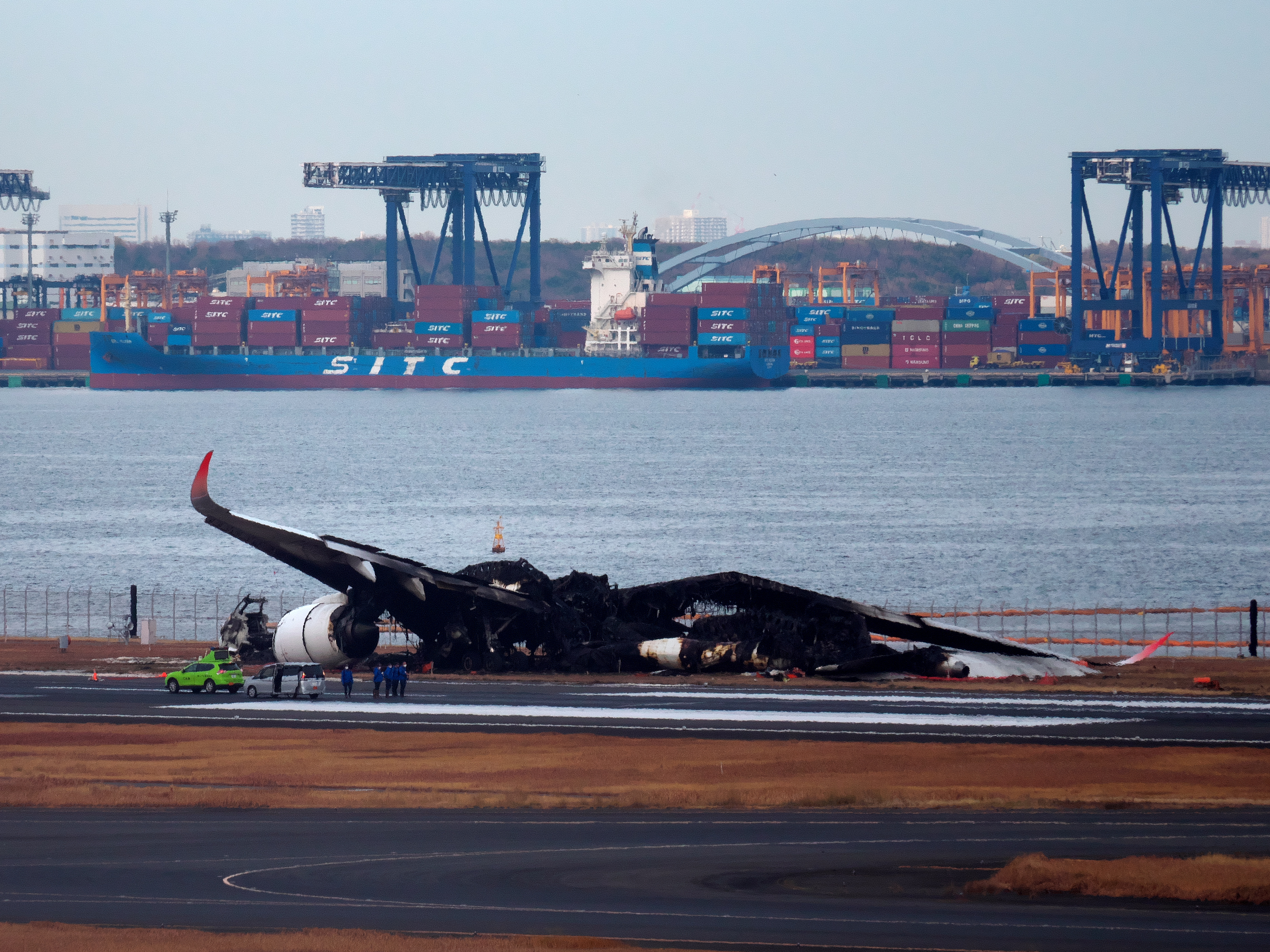
Wrak samolotu Japan Airlines, który uległ kolizji z samolotem Japońska Straż Przybrzeżna na lotnisku Tokio-Haneda

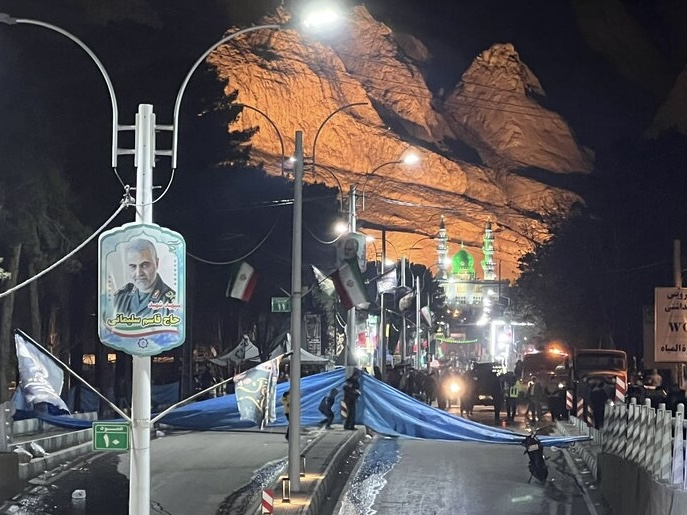
Miejsce zamachu w Kermanie

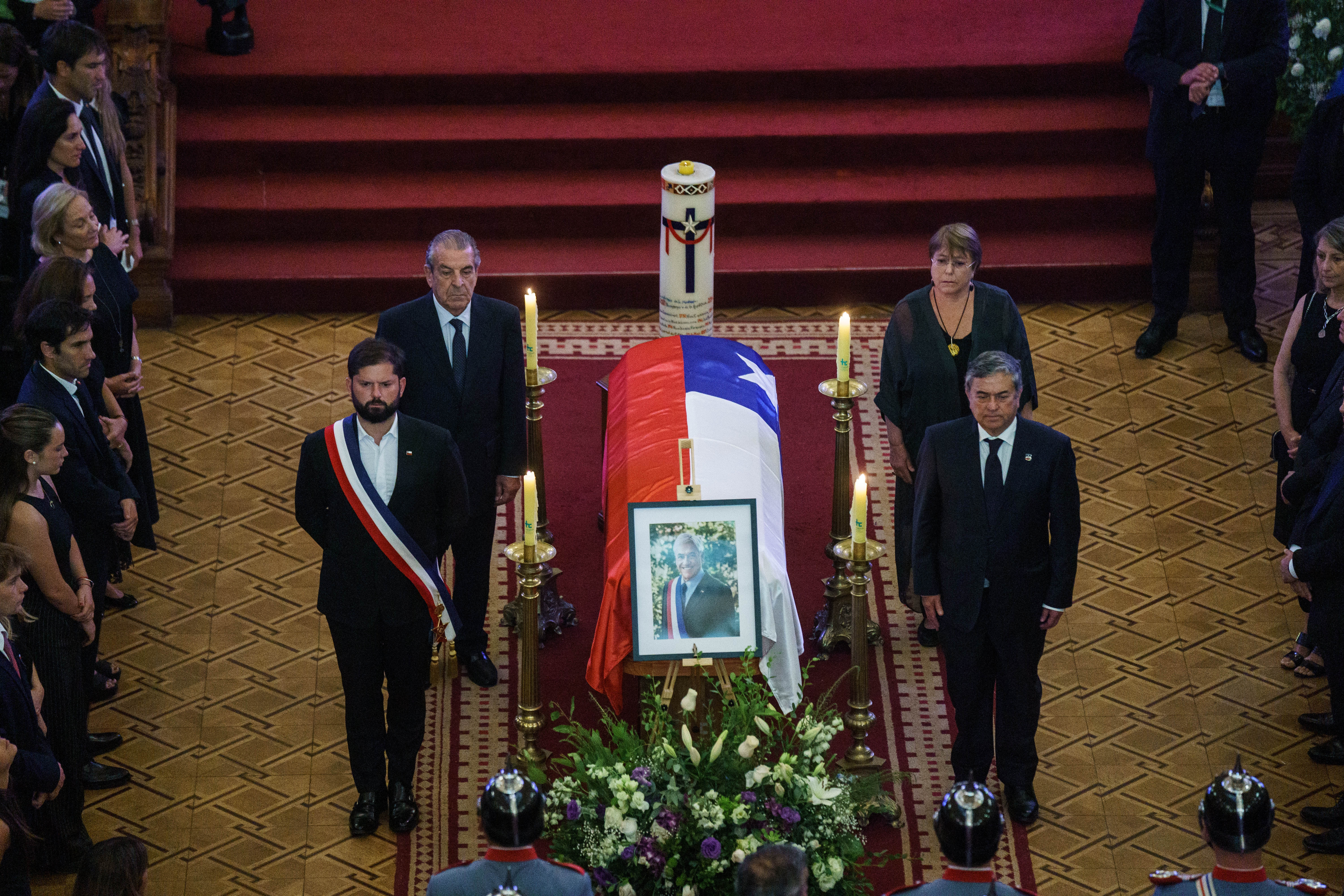
Pogrzeb byłego prezydenta Chile, Sebastiána Piñery, który zginął w Katastrofa helikoptera Sebastiána Piñery

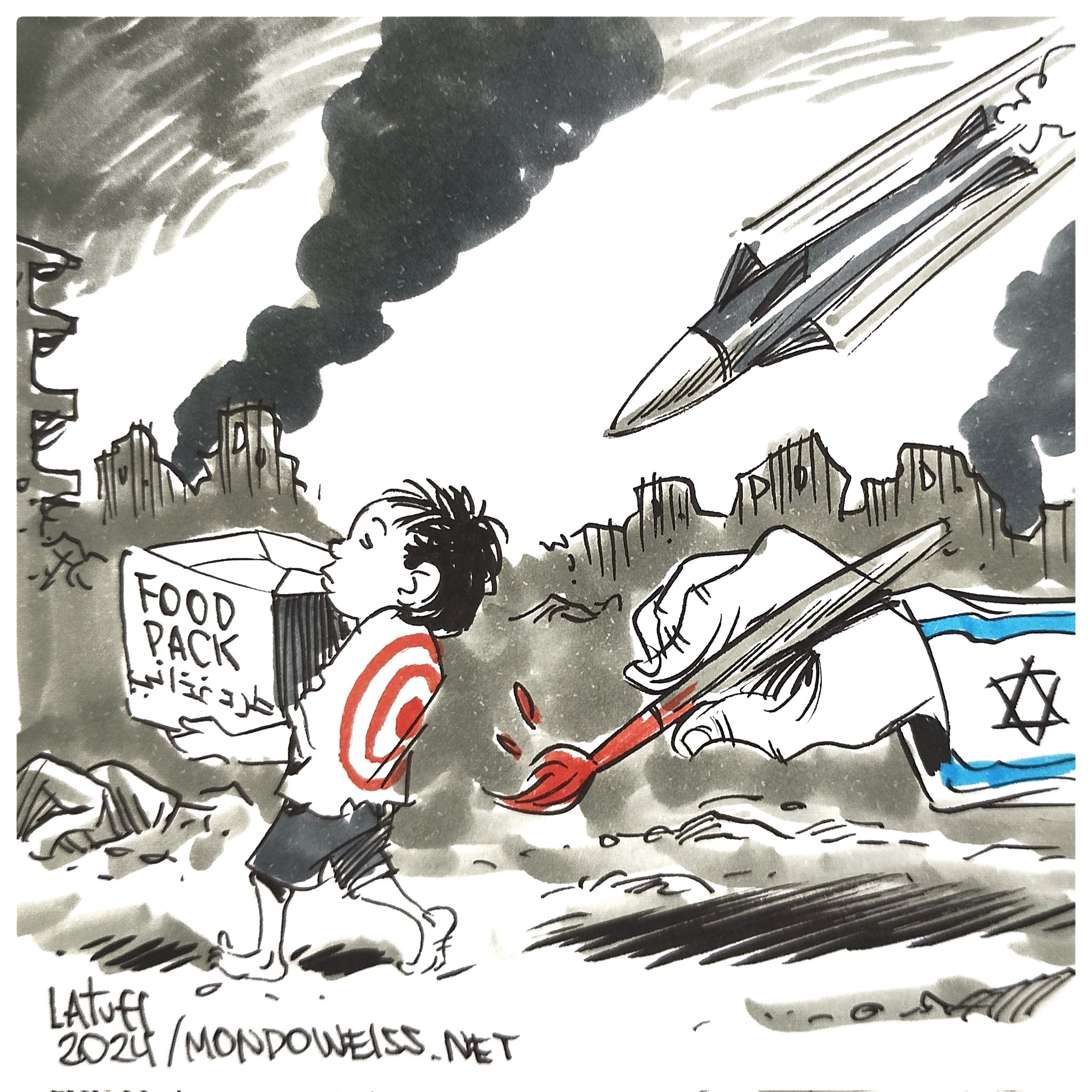
Karykatura ukazająca zbrodnicze działania Izraela w strefie Gazy

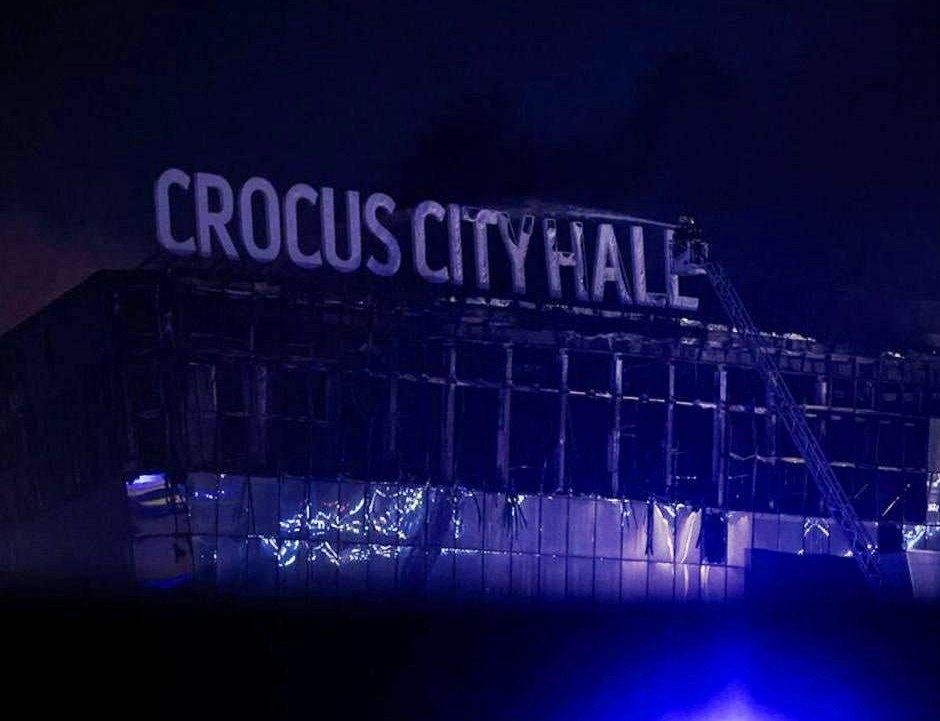
Spalone logo hali koncertowej Crocus City Hall w Krasnogorsku po zamachu z 22 marca

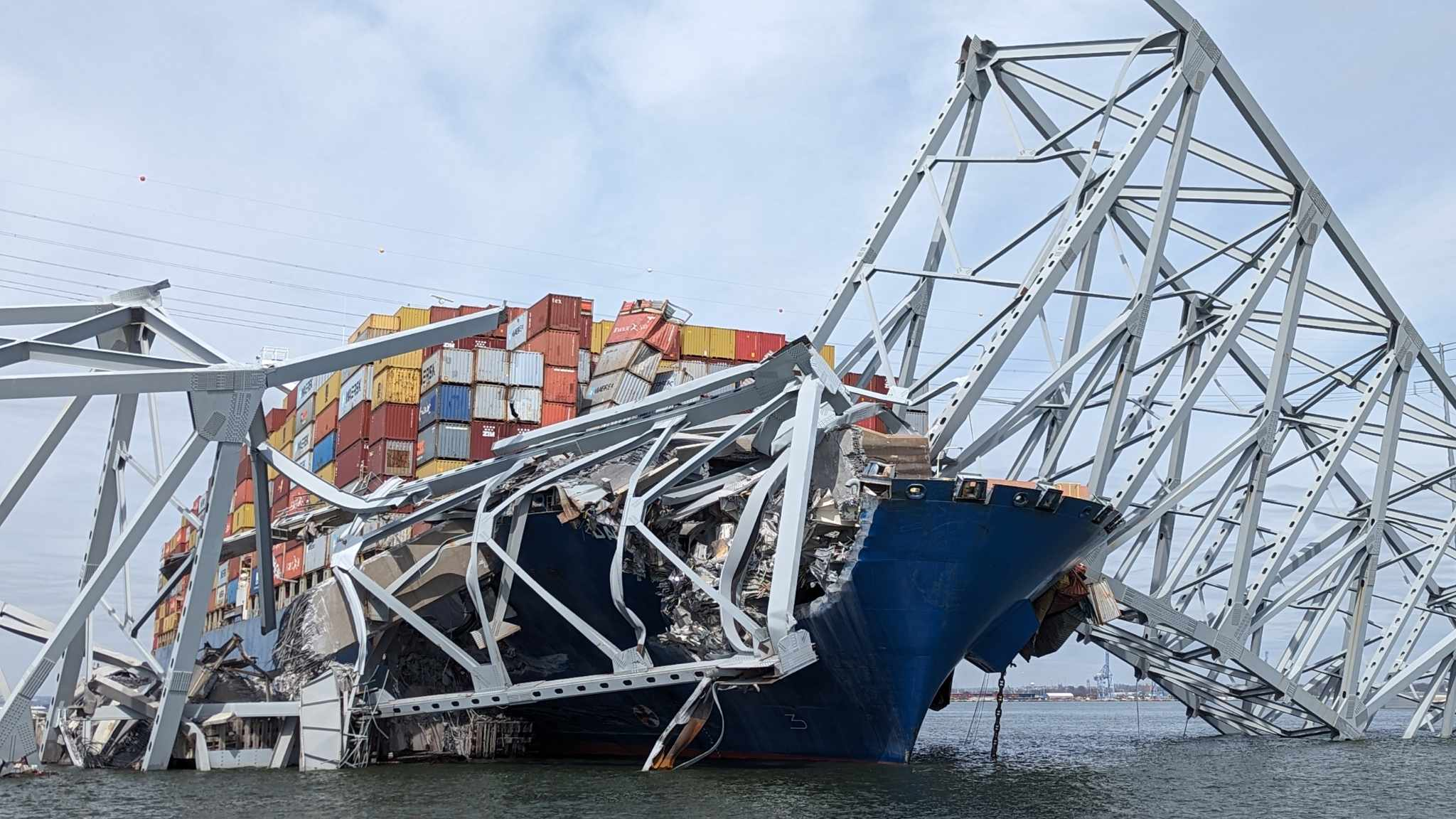
Zawalony fragment mostu Francisa Scotta Keya na kadłubie kontenerowca MV Dali

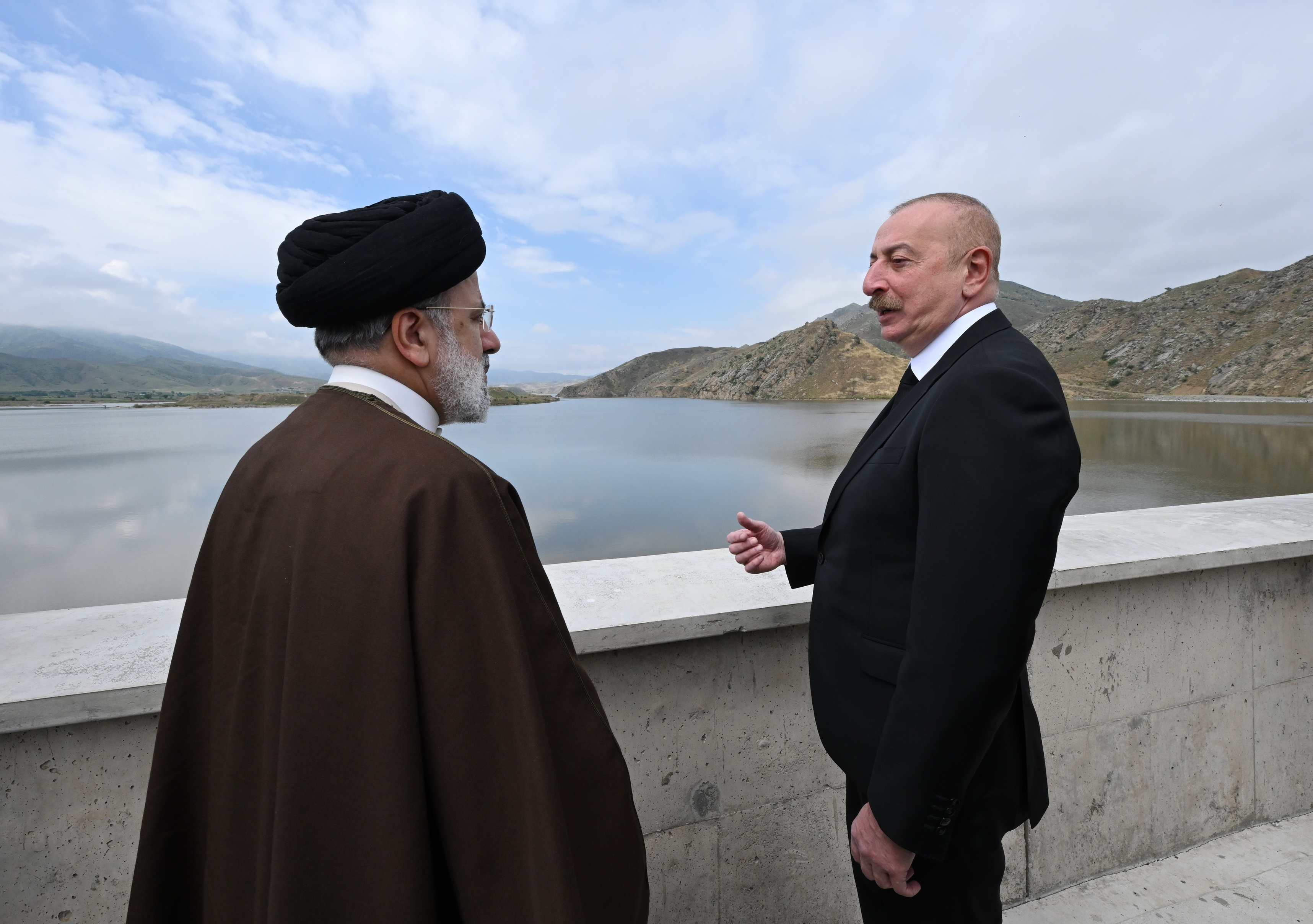
Prezydent Iranu Ebrahim Ra’isi (po lewej) oraz prezydent Azerbejdżanu İlham Əliyev (po prawej) kilka godzin przed śmiercią prezydenta Iranu w katastrofie śmigłowca

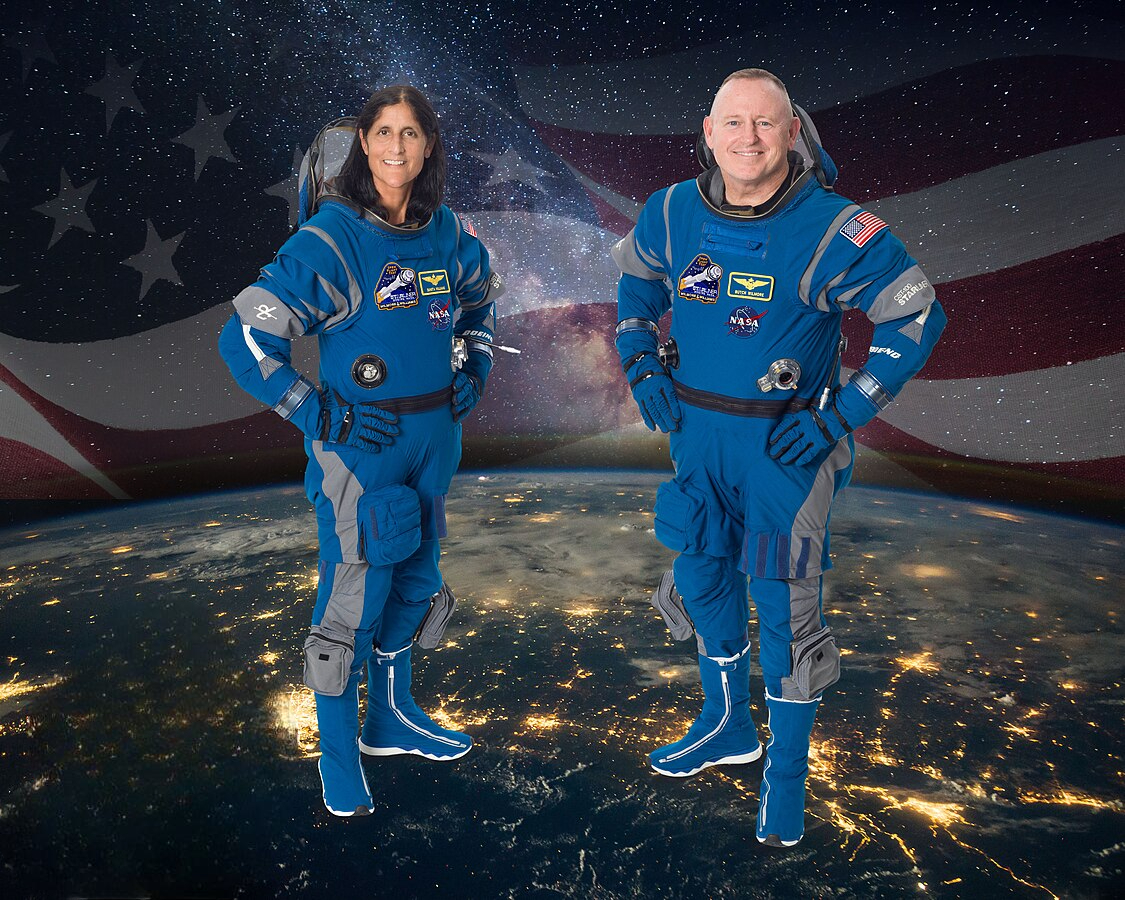
Sunita Williams i Barry Wilmore, członkowie misji Boeing Crew Flight Test którzy utkneli na ISS

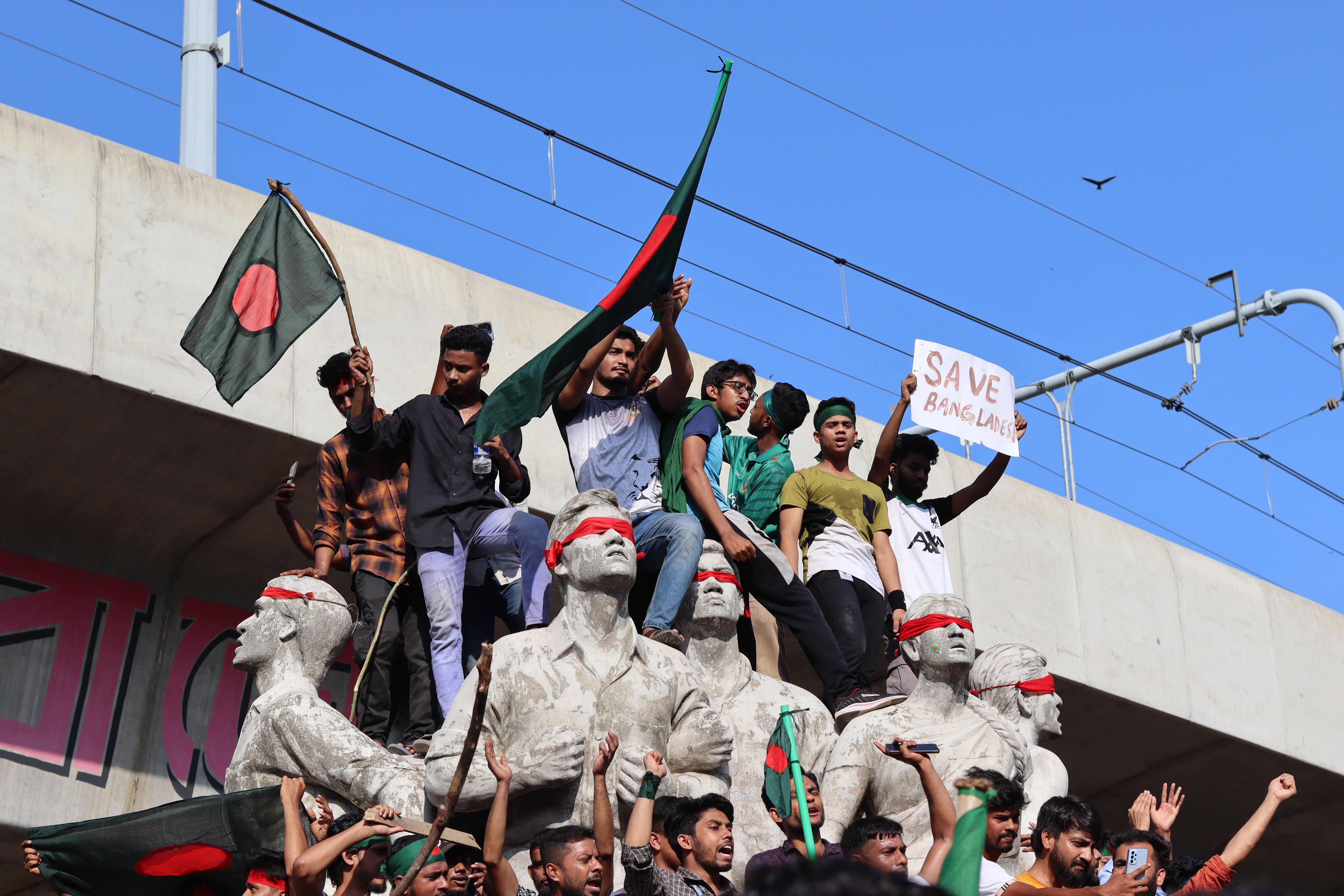
Protesty w Bangladeszu w 2024 roku w Bangladeszu

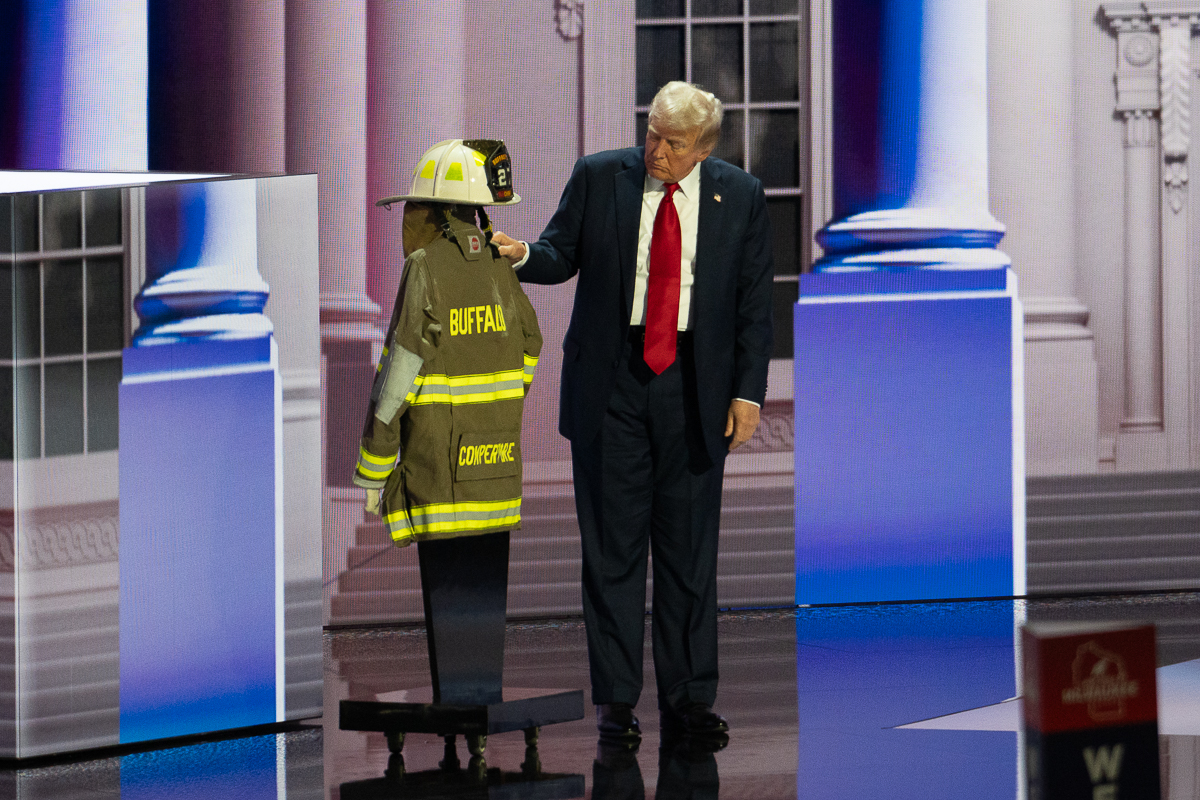
Donald Trump oddający hołd strażakowi, który zginął przypadkowo podczas próby zamachu na niego samego

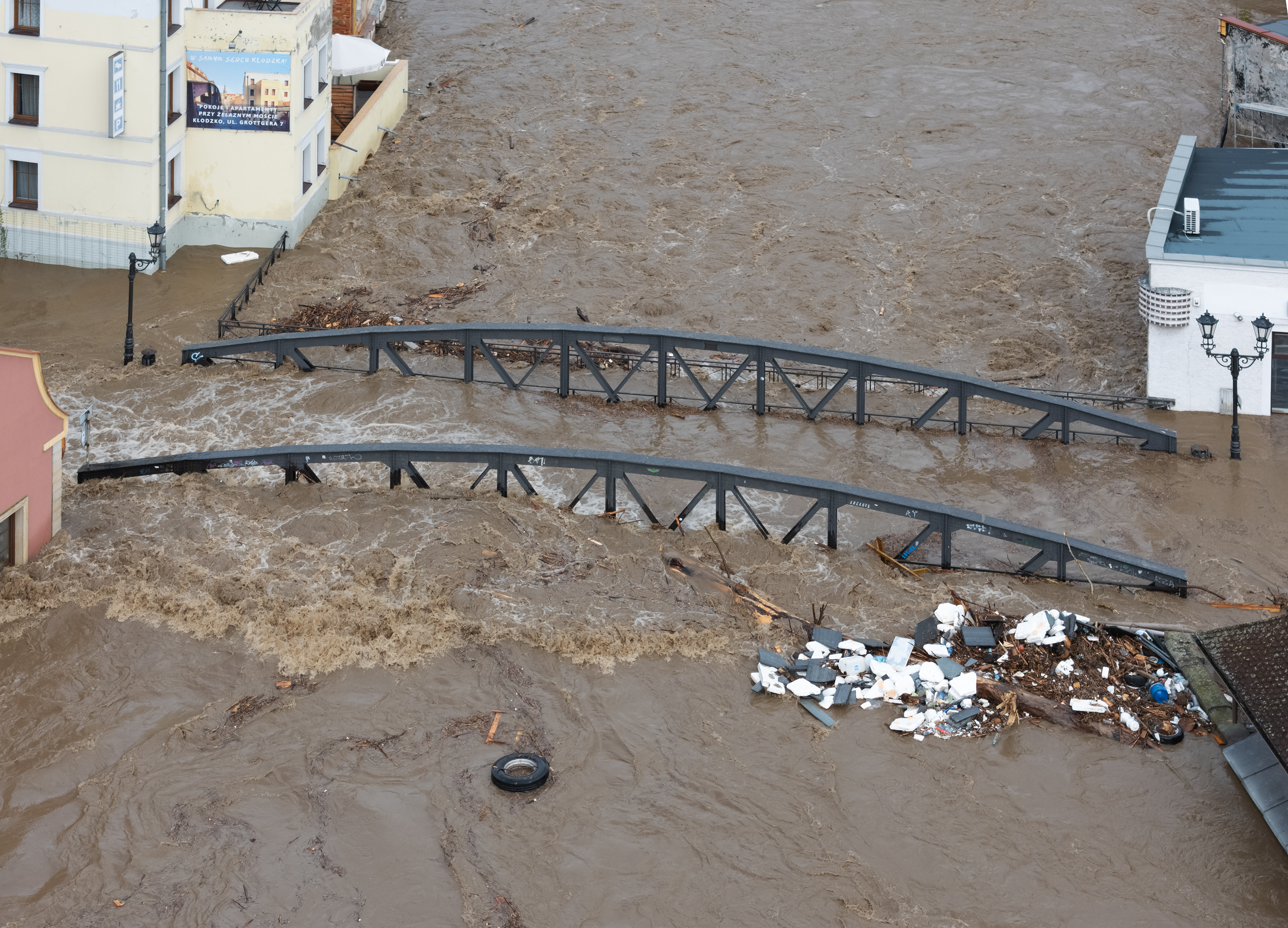
Most Żelazny w Kłodzku zalany podczas powodzi

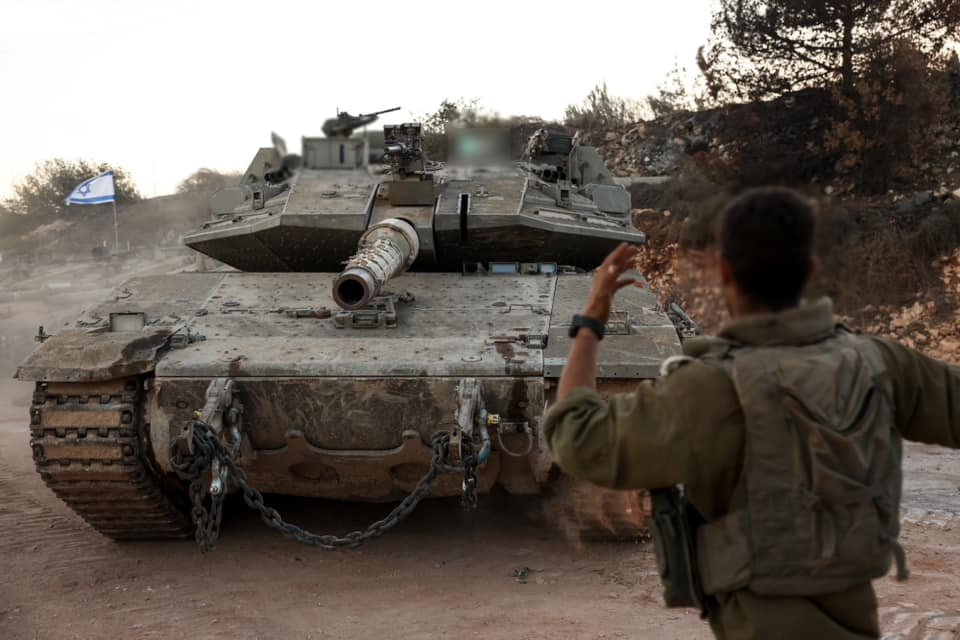
Czołg należący do 7 Brygady Pancernej Sił Obronnych Izraela w trakcie inwazji na Liban

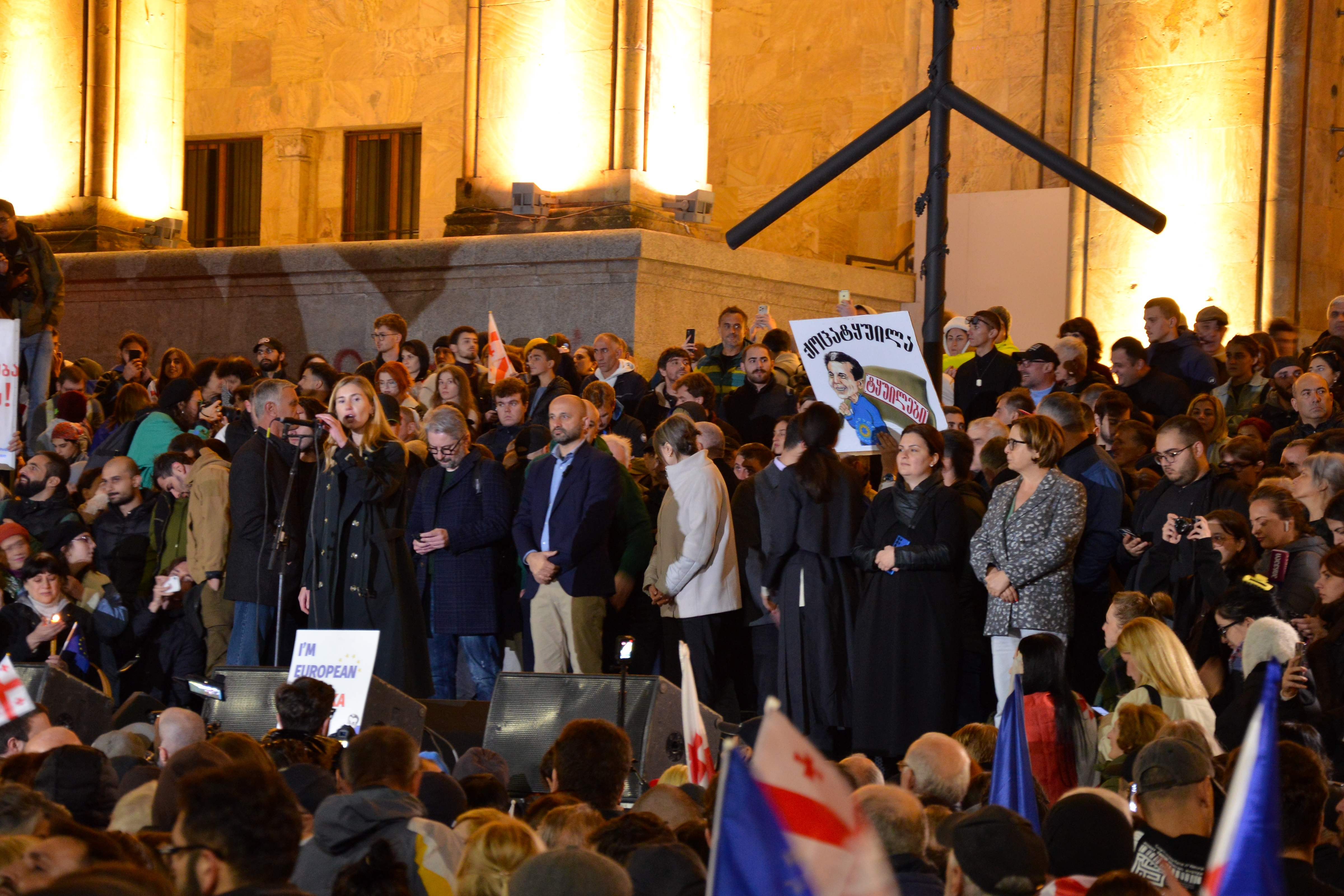
Przywódcy gruzińskiej opozycji bojkotujący wybory w tym kraju

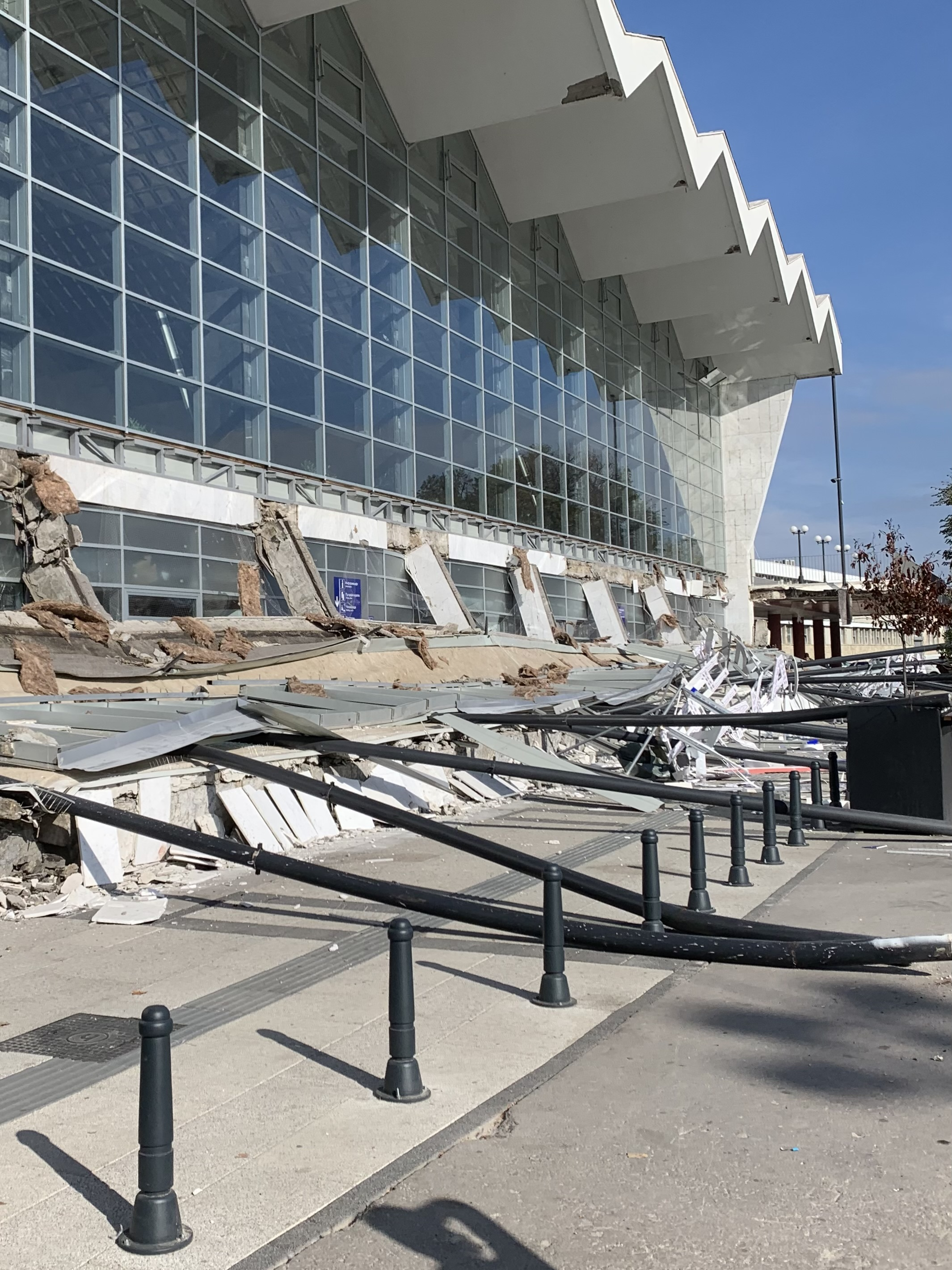
Zawalone fragmenty dachu dworca w Nowym Sadzie

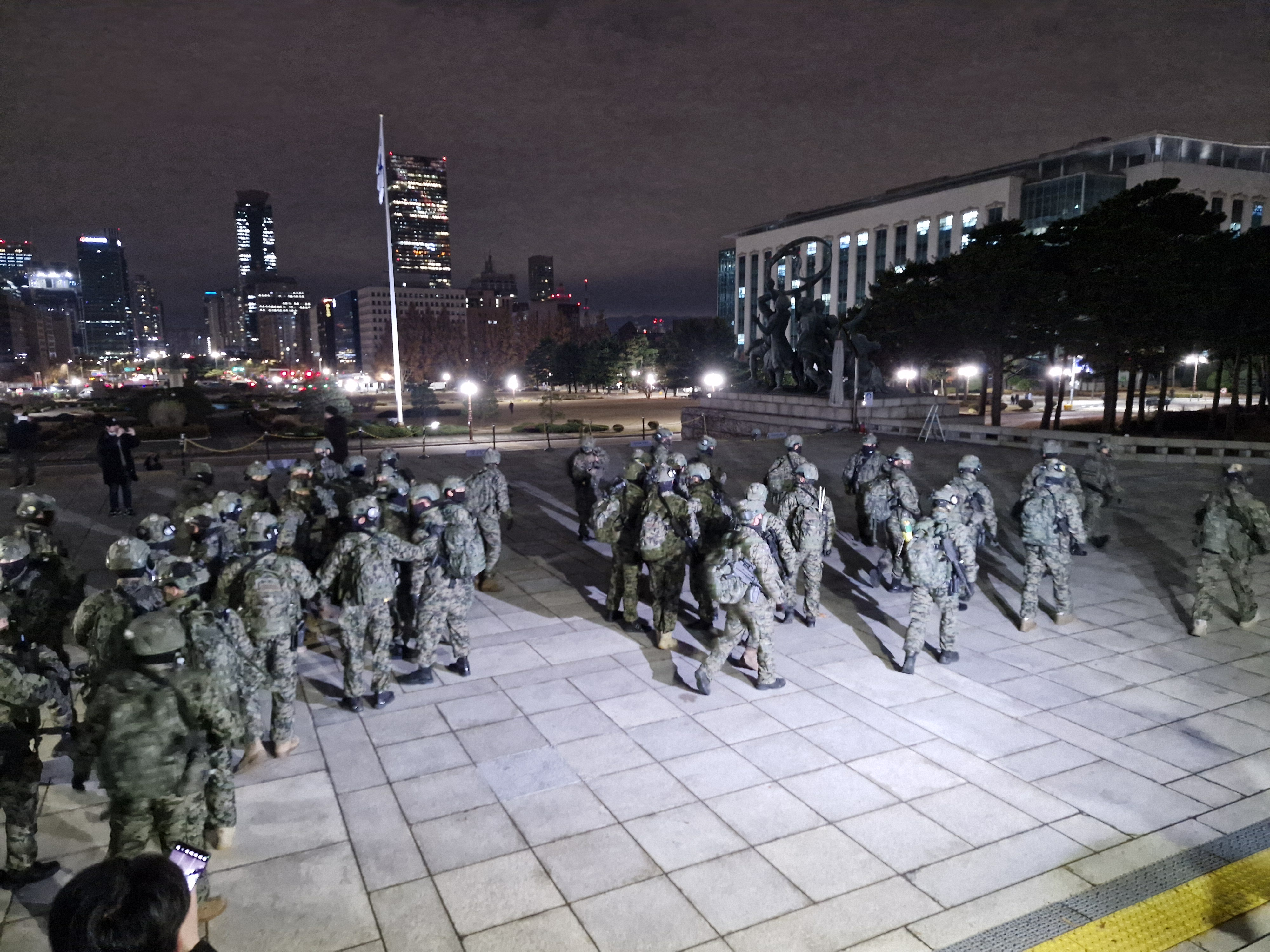
Żołnierze południowokoreańscy przed Zgromadzeniem Narodowym Korei Południowej podczas stanu wojennego

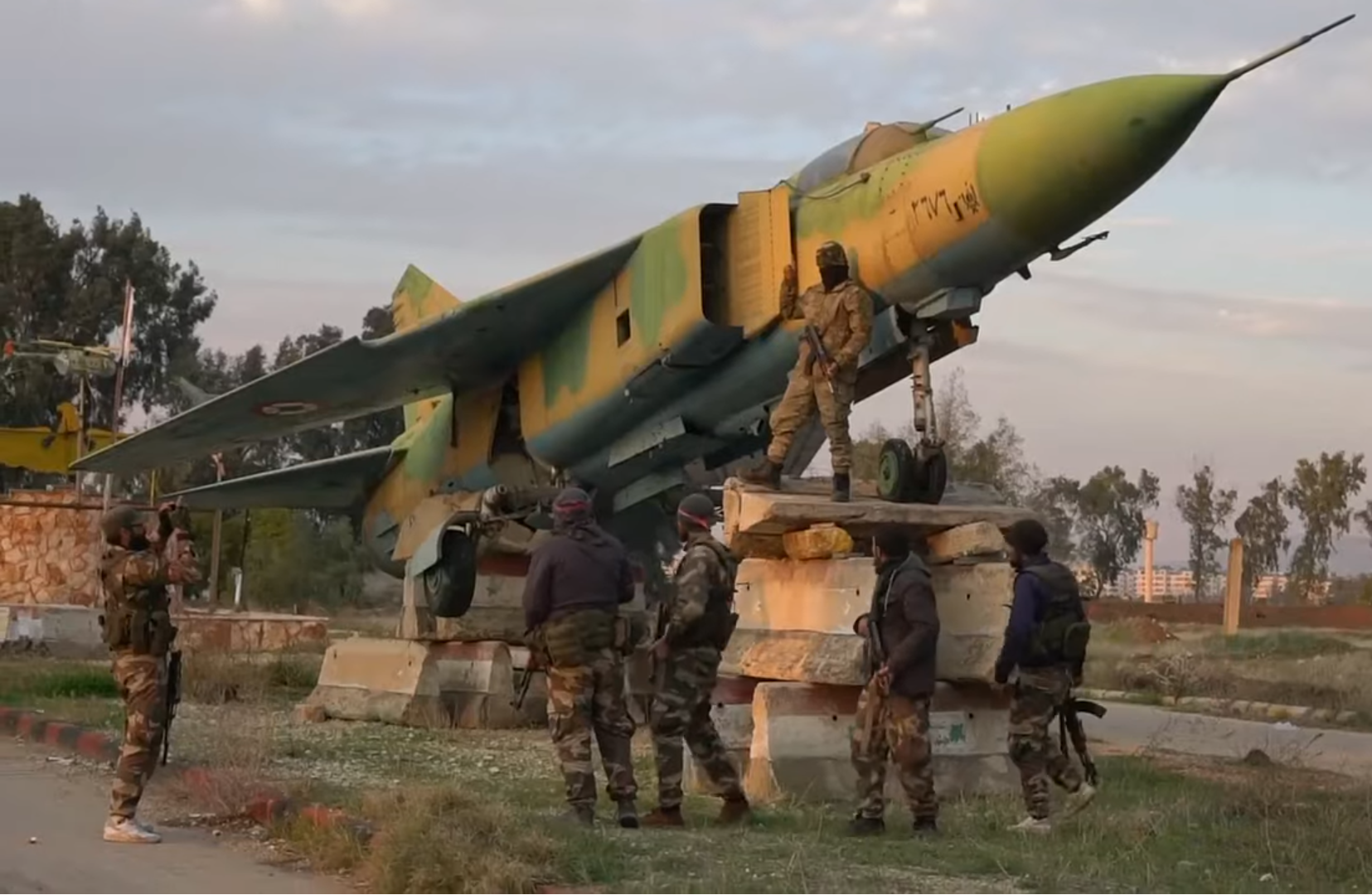
Syryjscy rebelianci zajmujący lotnisko w Hamie w trakcie ofensywy w grudniu 2024

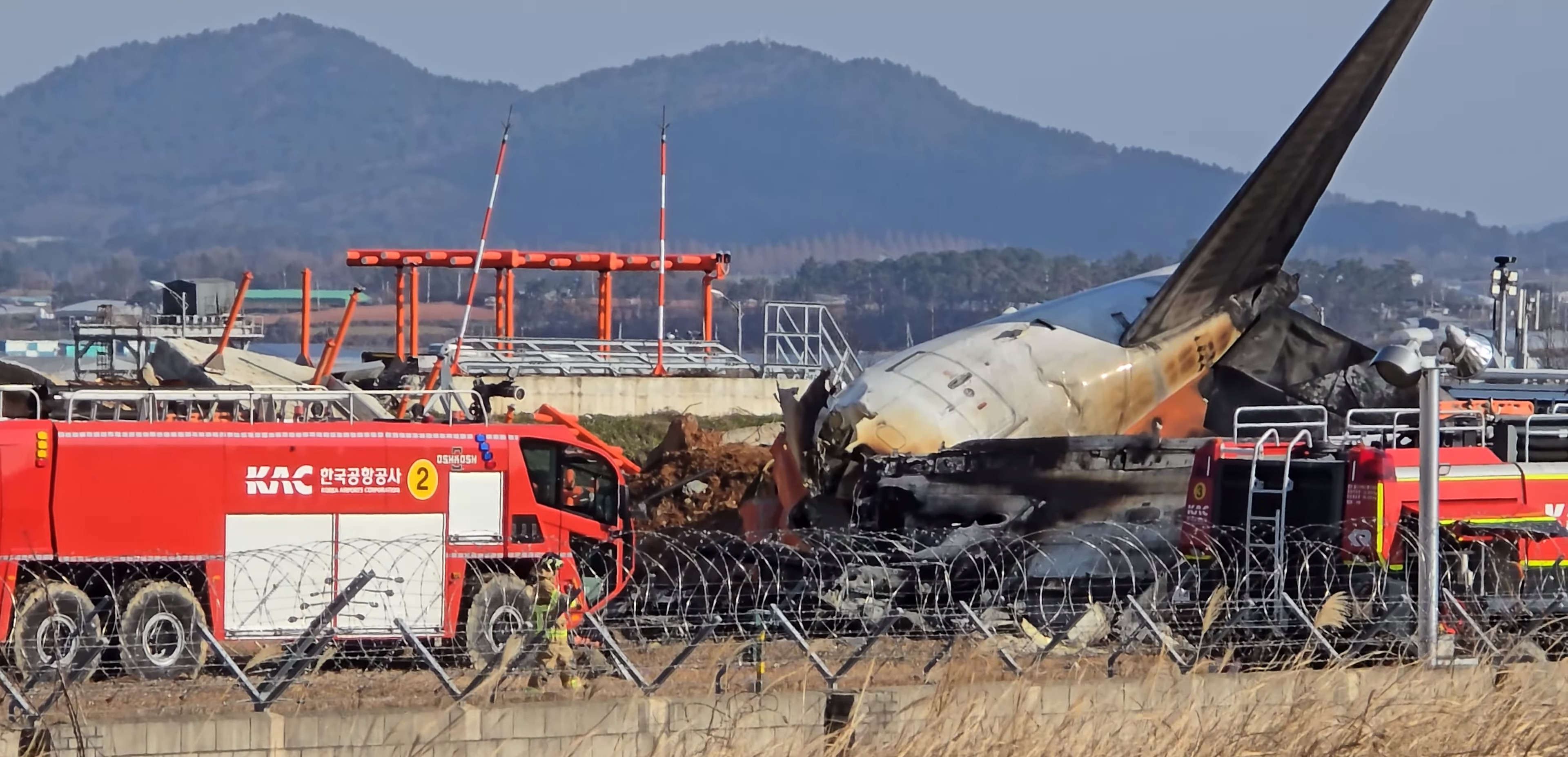
Wrak samolotu Boeing 737 należący Jeju Air na pasie lotniska Muan w Koreii Południowej dwie godziny po katastrofie

#### Styczeń
- 1 stycznia:
  - oficjalnie rozwiązano struktury państwowe Górskiego Karabachu[125].
  - trzęsienie ziemi w Japonii o magnitudzie 7,6 w skali Richtera[126].
  - Arabia Saudyjska, Egipt, Etiopia, Iran i Zjednoczone Emiraty Arabskie dołączyły do BRICS[127].
- 2 stycznia: Kolizja samolotów na lotnisku Tokio-Haneda.
- 3 stycznia: Zamach w Kermanie[128].
- 6 stycznia: podczas lotu 1282(inne języki) linii Alaska Airlines, z Portland w stanie Oregon do Ontario w Kalifornii krótko po wystartowaniu w samolocie Boeing 737 MAX 9 wypadło okno w tylnej lewej stronie kadłuba. Samolot wylądował awaryjnie i nikomu nic się nie stało. Linia lotnicza uziemiła wszystkie swoje Boeing 737 MAX 9[129].
- 8 stycznia: prezydent Ekwadoru, Daniel Noboa, ogłosił stan wojenny(inne języki), w związku z ucieczką przywódcy gangu Los Choneros, Adolfo Macias[130][131].
- 9 stycznia:
  - w Ekwadorze doszło do ataku gangu na siedzibę państwowej telewizji TC Televisión(inne języki) podczas transmisji na żywo, biorąc znajdujące się tam osoby jako zakładników[132]
  - na terenie Pałacu Prezydenckiego doszło do zatrzymania Mariusza Kamińskiego i Macieja Wąsika, a następnie do ich doprowadzenia do Aresztu Śledczego w Warszawie-Grochowie(inne języki)[133][134].
- 11 stycznia: wybuch zamieszek(inne języki) w Papui-Nowej Gwinei, po tym, jak policja ogłosiła strajk z powodu braku podwyżek[135].
- 16 stycznia: Iran przeprowadził atak rakietowy i dronowy(inne języki) na Beludżystan w Pakistanie, zabijając dwójkę dzieci. Pakistan w ramach protestu odwołał swojego ambasadora[136][137].
- 18 stycznia: Pakistan dokonał odwetowego ataku rakietowego(inne języki) na Iran, w prowincji Sistan i Beludżystan, zabijając 7 osób, w tym 4 dzieci[138][139][140].
- 19 stycznia: japoński lądownik SLIM wylądował na powierzchni Księżyca[141][142].
- 23 stycznia: trzęsienie ziemi(inne języki) o magnitudzie 7,1 w Sinciangu w Chinach[143].
- 24 stycznia: w katastrofie samolotu Ił-76 w obwodzie biełgorodzkim w Rosji zginęły 74 osoby[144][145].
- 28 stycznia:
  - Amerykańska firma Neuralink, jako pierwsza w historii, przeprowadziła udany zabieg wszczepienia chipa do mózgu żywego pacjenta[146]
  - Niger, Mali i Burkina Faso opuściły ECOWAS[147].

#### Luty
- 6 lutego: Doszło do katastrofy helikoptera(inne języki) nad jeziorem Ranco w Chile, w której zginął były prezydent Chile Sebastián Piñera[148].
- 10 lutego: Katalin Novák ogłosiła swoją rezygnację ze stanowiska prezydenta Węgier. Rezygnacja miała związek z ujawnieniem informacji, że w kwietniu 2023 roku ułaskawiła Endre Kónyę, byłego zastępcę dyrektora sierocińca w Bicske, który był zamieszany w sprawę pedofilii i został skazany na karę więzienia[149][150][151].
- 16 lutego: Śmierć Aleksieja Nawalnego.
- 17 lutego: Inwazja Rosji na Ukrainę: wojska ukraińskie wycofały się z Awdijiwki[152].
- 22 lutego: amerykańska sonda IM-1 Odysseus wylądowała na Księżycu, jako pierwszy w historii komercyjny księżycowy lądownik[153][154][155].
- 29 lutego: żołnierze Izraela dokonali masakry na 118 Palestyńczykach, otwierając ogień do grupy cywilów stłoczonej przy konwoju z pomocą humanitarną[156].

#### Marzec
- 2 marca: we stolicy Haiti, Port-au-Prince, doszło do ucieczki ok. 4 tys więźniów(inne języki) z więzienia po tym, jak budynek został zdobyty przez gangi[157][158].
- 4 marca: Kongres Parlamentu Francuskiego znowelizował treść art. 34 Konstytucji Francji, gwarantując kobietom możliwość przerwania ciąży, tym samym Francja stała się pierwszym państwem na świecie, w którym prawo do aborcji zostało zagwarantowane na poziomie konstytucyjnym[159][160].
- 7 marca: Szwecja stała się 32. państwem członkowskim NATO[161][162][163].
- 11 marca: premier, oraz p.o. prezydenta Haiti, Ariel Henry, podczas pobytu na Portoryko podał się do dymisji, w związku z niemożnością powrotu do kraju, który wynika z trwającego tam chaosu politycznego(inne języki)[164].
- 13 marca: Parlament Europejski zatwierdził pierwsze na świecie rozporządzenie dotyczące sztucznej inteligencji – AI Act[165][166][167][168].
- 16 marca: w Massachusetts General Hospital(inne języki) w Bostonie doszło do pierwszego przeszczepu nerki z genetycznie modyfikowanej świni człowiekowi[169][170].
- 22 marca: doszło do ataku na halę koncertową Crocus City Hall w Krasnogorsku pod Moskwą. Śmierć poniosło 145 osób, a 551 zostało rannych. Do odpowiedzialności za atak przyznało się Państwo Islamskie Chorasanu[171].
- 25 marca: Rada Bezpieczeństwa ONZ przyjęła Rezolucję nr 2728 wzywającą Izrael i Hamas do zawieszenia broni w Strefie Gazy oraz zwolnienia izraelskich zakładników uprowadzonych przez Hamas[172].
- 26 marca: doszło do zawalenia się mostu Francisa Scotta Keya w Baltimore na skutek uderzenia kontenerowca MV Dali(inne języki) w podporę mostu[173].
- 31 marca: Bułgaria i Rumunia przystąpiły w ograniczonym zakresie do strefy Schengen. Zniesione zostały kontrole na granicach wewnętrznych tej strefy, w portach lotniczych i morskich. Pozostawiono kontrole na lądowych przejściach granicznych[174][175][176][177].

#### Kwiecień
- 1 kwiecień:
  - Siły Obronne Izraela zaatakowały konwój humanitarny należący do organizacji humanitarnej World Central Kitchen. W wyniku ataku zginęło 7 wolontariuszy, w tym obywatele Australii, Kanady, USA, Irlandii, Palestyny oraz Polski[178][179][180]. Tego samego dnia Siły Powietrzne Izraela także zbombardowały konsulat irański w Damaszku. W nalocie zginęło 16 osób, w tym generał Mohammad Reza Zahedi(inne języki) – jeden z dowódców Sił Ghods Korpusu Strażników Rewolucji Islamskiej[181][182][183].
  - Kneset przyjął tzw. ustawę Al-Dżazira, m.in. upoważniającą rząd do tymczasowego zamykania na terenie Izraela biur zagranicznych stacji telewizyjnych[184].
  - w Niemczech weszły w życie przepisy legalizujące posiadanie marihuany przez osoby które ukończyły 18 lat (w ilości do 25 g przy sobie i do 50 g w domu) oraz uprawę konopi indyjskich (do trzech roślin)[185].
- 5 kwietnia: w Quito ekwadorska policja wkroczyła na teren ambasady Meksyku, gdzie dokonała aresztowania byłego wiceprezydenta Ekwadoru Jorge Glasa(inne języki). W reakcji na naruszenie eksterytorialności swojej placówki, Meksyk zerwał stosunki dyplomatyczne z Ekwadorem[186].
- 13-14 kwiecień: Iran przeprowadził atak powietrzny (z wykorzystaniem rakiet i dronów) na terytorium Izraela[187].
- 17 kwietnia: początek powodzi(inne języki) w Kenii[188]
- 19 kwietnia: Izrael dokonał odwetowego ataku rakietowego(inne języki) na Iran, ostrzeliwując irańskie bazy wojskowe w Isfahanie, oraz Syrii i Iraku[189].
- 20 kwietnia: Izba Reprezentantów USA przyjęła ustawy w sprawie wsparcia wojskowego i finansowego Ukrainy[190]  oraz Izraela[191], odpowiednio o wartości 60,8[192] i 26 mld $[193].
- 25 kwietnia: licząca 9 członków Prezydencka Rada Przejściowa(inne języki) objęła władzę w Haiti[194].

#### Maj
- 6 maja: sędzia WSA w Warszawie Tomasz Szmydt wystąpił o udzielenie mu azylu politycznego na Białorusi[195][196].
- 12 maja: pożar centrum handlowego Marywilska 44[197]
- 15 maja: Zamach na Roberta Ficę.
- 19 maja: W katastrofie prezydenckiego śmigłowca zginął prezydent Iranu Ebrahim Ra’isi i minister spraw zagranicznych Hosejn Amir Abdollahijan[198].
- 20 maja: prokurator Międzynarodowego Trybunału Karnego w Hadze, Karim Khan(inne języki), złożył wniosek o aresztowanie dla przywódców Izraela, w tym Binjamina Netanjahu, oraz dla przywódców Hamasów, za popełnienie zbrodni wojennych w Gazie[199].
- 22 maja: Hiszpania, Irlandia oraz Norwegia zapowiedziały uznanie państwowości Palestyny[200].
- 24 maja: w lawinie kamienistej w Papui-Nowej Gwinei zginęło szacunkowo ok. 2000 osób[201].
- 30 maja: Donald Trump został uznany przez ławę przysięgłych sądu federalnego (Sąd Dystryktowy Stanów Zjednoczonych dla Południowego Dystryktu Nowego Jorku) za winnego 34 zarzutów fałszowania dokumentacji biznesowej, co było pierwszym w historii przypadkiem uznania byłego prezydenta Stanów Zjednoczonych za winnego przestępstwa[202].

#### Czerwiec
- 1 czerwca:
  - Nayib Bukele objął urząd prezydenta Salwadoru (sprawowany przez niego uprzednio w latach 2019–2023)[203][204].
  - chińska sonda Chang’e 6 wylądowała na niewidocznej stronie Księżyca[205][206].
- 5 czerwca: Rozpoczęcie misji Boeing Crew Flight Test – statek kosmiczny Starliner, wraz z załogą, został wystrzelony za pomocą rakiety Atlas V[207].
- 9 czerwca: prezydent Francji Emmanuel Macron zapowiedział rozwiązanie Zgromadzenia Narodowego i przedterminowe wybory parlamentarne na 30 czerwca oraz 7 lipca[208].
- 10 czerwca: w katastrofie samolotu wojskowego(inne języki)w Malawi zginęło 10 osób, w tym wiceprezydent Saulos Chilima(inne języki) i była pierwsza dama Patricia Shanil Muluzi(inne języki)[209][210][211][212].
- 23 czerwca: w dwóch miastach w Dagestanie (Rosja), w Derbencie oraz Machaczkale, doszło do zamachów terrorystycznych[213][214].
- 24 czerwca: Julian Assange, twórca WikiLeaks, został zwolniony z brytyjskiego więzienia, a następnego dnia na wyspie Saipan zawarł ugodę z rządem USA w sprawie ujawnienia tajnych dokumentów[215][216].
- 25 czerwca: chińska sonda Chang’e 6 powróciła na Ziemię, przywożąc próbki pobrane z powierzchni Księżyca[217].
- 26 czerwca: w Boliwii doszło do nieudanego puczu(inne języki) pod dowództwem byłego szefa armii[218].

#### Lipiec
- 1 lipca:
  - Sąd Najwyższy Stanów Zjednoczonych orzekł (w sprawie(inne języki) byłego prezydenta Donalda Trumpa), że prezydenci USA są objęci „absolutnym immunitetem” podczas wykonywania podstawowych czynności związanych ze sprawowaniem ich urzędu – z wyjątkiem „działań nieoficjalnych”[219][220][221].
  - w Bangladeszu rozpoczęły się masowe protesty(inne języki) przeciwko systemowi parytetów, który gwarantuje 30% stanowisk w służbie cywilnej dla potomków weteranów wojny o niepodległość[222][223][224][225][226].
- 13 lipca: zamach na Donalda Trumpa.
- 21 lipca: Prezydent USA Joe Biden ogłosił rezygnację ze startu w wyborach prezydenckich w 2024 roku przekazujące swe poparcie dotychczasowej wiceprezydentce USA Kamali Harris[227].
- 27 lipca: w ataku rakietowym na boisko w Madżdal Szams na Wzgórzach Golan zginęło 12 osób, a ponad 30 zostało rannych[228][229][230].
- 30 lipca: Izrael przeprowadził nalot(inne języki) na osiedle Harat Hurajk w Bejrucie, zabijając 7 osób, w tym dowódcę Hezbollahu Fu’ada Szukra[231].
- 30 lipca–10 sierpnia: zamieszki w Wielkiej Brytanii(inne języki) po zabójstwie 3 dziewcząt w Southport[232][233][234][235][236][237].
- 31 lipca: W Teheranie w zamachu bombowym dokonanym przez siły Izraelskie zginął przywódca Hamasu Isma’il Hanijja[238].

#### Sierpień
- 1 sierpnia: w porcie lotniczym Ankara-Esenboğa doszło do największej, od czasu zakończenia zimnej wojny, wymiany więźniów(inne języki) pomiędzy Stanami Zjednoczonymi a Rosją[239][240][241][242].
- 5 sierpnia: w wyniku masowych protestów, Sheikh Hasina ustąpiła z urzędu premiera Bangladeszu i udała się do Indii[243].
- 6 sierpnia: początek ukraińskiej specjalnej operacji wojskowej w obwodzie kurskim w Rosji[244][245][246].
- 7 sierpnia: Trybunał Konstytucyjny Tajlandii(inne języki) orzekł rozwiązanie największej partii w parlamencie – Idziemy Naprzód(inne języki), związku z postulowaniem przez tę partię zniesienia prawa zabraniającego zniesławiania monarchy[247].
- 9 sierpnia: Katastrofa lotu Voepass Linhas Aéreas 2283 w Brazylii (62 ofiary)[248][249].
- 14 sierpnia: WHO ogłosiła zagrożenia zdrowia publicznego o zasięgu międzynarodowym małpią ospą[250][251].
- 24 sierpnia: ponad 200 osób zginęło w ataku terrorystycznym(inne języki) w okolicach Barsalogho(inne języki), w Burkinie Faso[252][253].
- 30 sierpnia: Sąd Najwyższy(inne języki) zawiesił działalność serwisu społecznościowego X na terenie Brazylii[254][255][256].

#### Wrzesień
- 12 września: Jared Isaacman, jako pierwszy w historii kosmiczny turysta, odbył spacer kosmiczny (misja Polaris Dawn)[257][258].
- 12–21 września: Powódź w Europie Środkowej.
- 15 września: doszło do drugiej próby zamachu na Donalda Trumpa. Niedoszły zamachowiec, Ryan Wesley Routh, próbował zastrzelić Trumpa podczas jego rozgrywki w golfa, lecz został zauważony przez agentów Secret Service i ostrzelany przez nich. Zamachowiec, który uprzednio zbiegł z miejsca, został następnie ujęty[259].
- 16 września: Niemcy wprowadziły kontrolę na granicach lądowych ze wszystkimi sąsiednimi państwami[260][261][262].
- 17–18 września: Eksplozje radiokomunikatorów Hezbollahu w Libanie i Syrii[263][264].
- 23 września: Izrael rozpoczął masowe bombardowanie Libanu w ramach operacji „Północne Strzały”[265].
- 24–29 września: huragan Helene(inne języki) uderzył w południowo-wschodnią część Stanów Zjednoczonych[266][267][268].
- 27 września: w wyniku izraelskiego bombardowania Bejrutu zginął lider Hezbollahu Hasan Nasrallah[269].

#### Październik
- 1 października:
  - Początek inwazji Izraela na Liban[270].
  - Operacja Dotrzymana Obietnica 2[271].
  - Inwazja Rosji na Ukrainę: wojska rosyjskie zajęły Wuhłedar[272][273].
  - premier Japonii Fumio Kishida podał się, wraz ze swoim rządem, do dymisji. Nowym premierem, oraz przywódcą Partii Liberalno-Demokratycznej, został Shigeru Ishiba, który zapowiedział przedterminowe wybory parlamentarne(inne języki) na 27 października[274][275].
- 2 października: Zgromadzenie Parlamentarne Rady Europy, po raz pierwszy w historii, uchyliło immunitet jednemu ze swoich członków (Marcinowi Romanowskiemu)[276][277].
- 14 października: początek amerykańskiej misji kosmicznej Europa Clipper, której celem będzie badanie Jowisza i jego księżyca, Europy[278][279][280].
- 16 października: Siły Obronne Izraela przeprowadziły operację zabójstwa(inne języki) lidera Hamasu Jahjy Sinwara[281].
- 26 października:
  - Operacja Dni Pokuty[282].
  - w wyborach parlamentarnych w Gruzji wygrała partia Gruzińskie Marzenie, wywołując masowe protesty[283].
- 29 października: Rosyjski Sąd Najwyższy(inne języki) nałożył na Google karę w wysokości 2 sekstylionów rubli (ok. 80 kwintyliardów zł) związku z blokadą 17 kanałów rosyjskich mediów informacyjnych na platformie YouTube. Kwota ta jest o ok. 180 tryliardów razy większa, aniżeli wynosi PKB całego świata, które wynosi wg Międzynarodowego Funduszu Walutowego 110 bilionów dolarów[284][285][286][287][288][289].
- 29 października–4 listopada: powódź w Hiszpanii (ponad 200 ofiar)[290][291][292].

#### Listopad
- 1 listopada: Katastrofa budowlana w Nowym Sadzie[293].
- 5 listopada: w wyborach prezydenckich w USA wygrał Donald Trump[294].
- 21 listopada: Inwazja Rosji na Ukrainę: wykorzystanie przez Rosję rakietowego pocisku balistycznego średniego zasięgu, podczas inwazji na Ukrainę[295][296][297].
- 22 listopada: MTK wydał nakazy aresztowania premiera Izraela Binjamina Netanjahu i byłego izraelskiego ministra obrony Jo’awa Galanta (podejrzanych o zbrodnie wojenne i przeciwko ludzkości w trakcie operacji w Strefie Gazy) oraz dowódcy Hamasu Muhammada Dajfa (podejrzanego o zbrodnie przeciwko ludzkości podczas ataku Hamasu na Izrael 7 października 2023)[298][299].
- 25 listopada: samolot Boeing 737 linii Swiftair rozbił się o budynek podczas podchodzenia do lądowania na lotnisku w Wilnie na Litwie[300].
- 27 listopada: wejście w życie zawieszenia broni(inne języki) na okres 60 dni pomiędzy Izraelem a Hezbollahem[301][302].

#### Grudzień
- 3–4 grudnia: Stan wojenny w Korei Południowej[303].
- 4 grudnia: Zgromadzenie Narodowe Francji przegłosowało votum nieufności dla premiera Michela Barniera. Związku z tym premier 13 grudnia złożył urząd[304].
- 5 grudnia – zastrzelenie Briana Thompsona(inne języki), prezesa amerykańskiej firmy ubezpieczeniowej UnitedHealth Group, w Nowym Jorku[305][306][307].
- 6 grudnia: Sąd Konstytucyjny Rumunii(inne języki) unieważnił pierwszą turę wyborów prezydenckich w tym kraju związku z tym, iż kampania Calina Georgescu, który wgrał nieoczekiwanie wybory, była fundowana z zagranicy[308].
- 7 grudnia:
  - Uroczyste otwarcie katedry Notre-Dame w Paryżu, odbudowanej po pożarze w 2019 roku[309].
  - w wyborach prezydenckich(inne języki) w Ghanie wygrał dotychczasowy prezydent John Dramani Mahama z wynikiem 56,55%[310].
- 8 grudnia: Po ponad 13-latach trwającej Wojnie domowej w Syrii, upadł reżim Baszszara al-Asada[311].
- 17 grudnia: trzęsienie ziemi(inne języki) o magnitudzie 7,4 uderzyło w stolicę Vanuatu Port Vila[312].
- 19 grudnia: rząd Węgier Wiktora Orbana udzielił azylu politycznego polskiemu posłowi Marcinowi Romanowskiego, który był ścigany listem gończym związku ze sprawą związaną z funduszem sprawiedliwości[313].
- 20 grudnia: zamach na jarmarku bożonarodzeniowym w Magdeburgu[314].
- 24 grudnia: zainaugurowanie Jubileuszu 2025 roku poprzez otwarcie Drzwi Świętych w Bazylice św. Piotra na Watykanie[315].
- 25 grudnia: niedaleko kazachskiego miasta Aktau doszło do katastrofy samolotu azerskiej linii Azerbaijan Airlines lecącego z Baku do Groznego[316].
- 29 grudnia: na pasie lotniska w Muan w Korei Południowej, rozbił się samolot linii Jeju Air lecący z Bangkoku, który podczas awaryjnego lądowania bez wysuniętego podwozia uderzył o betonowy mur. W wyniku katastrofy zginęło 179 osób z 181 znajdujących się na pokładzie[317][318][319].

### Rok2025

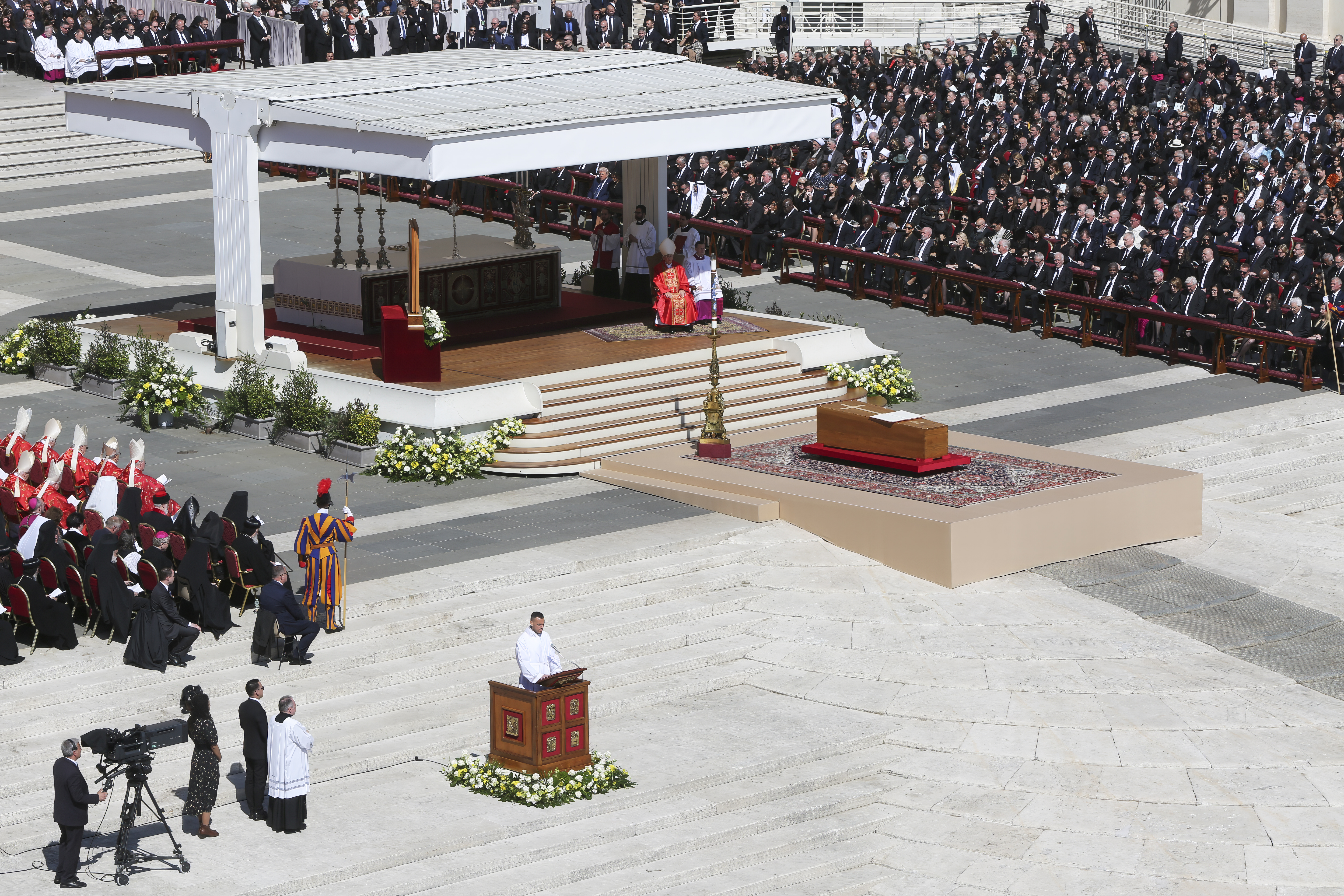
Uroczystość pogrzebowa papieża Franciszka w Watykanie

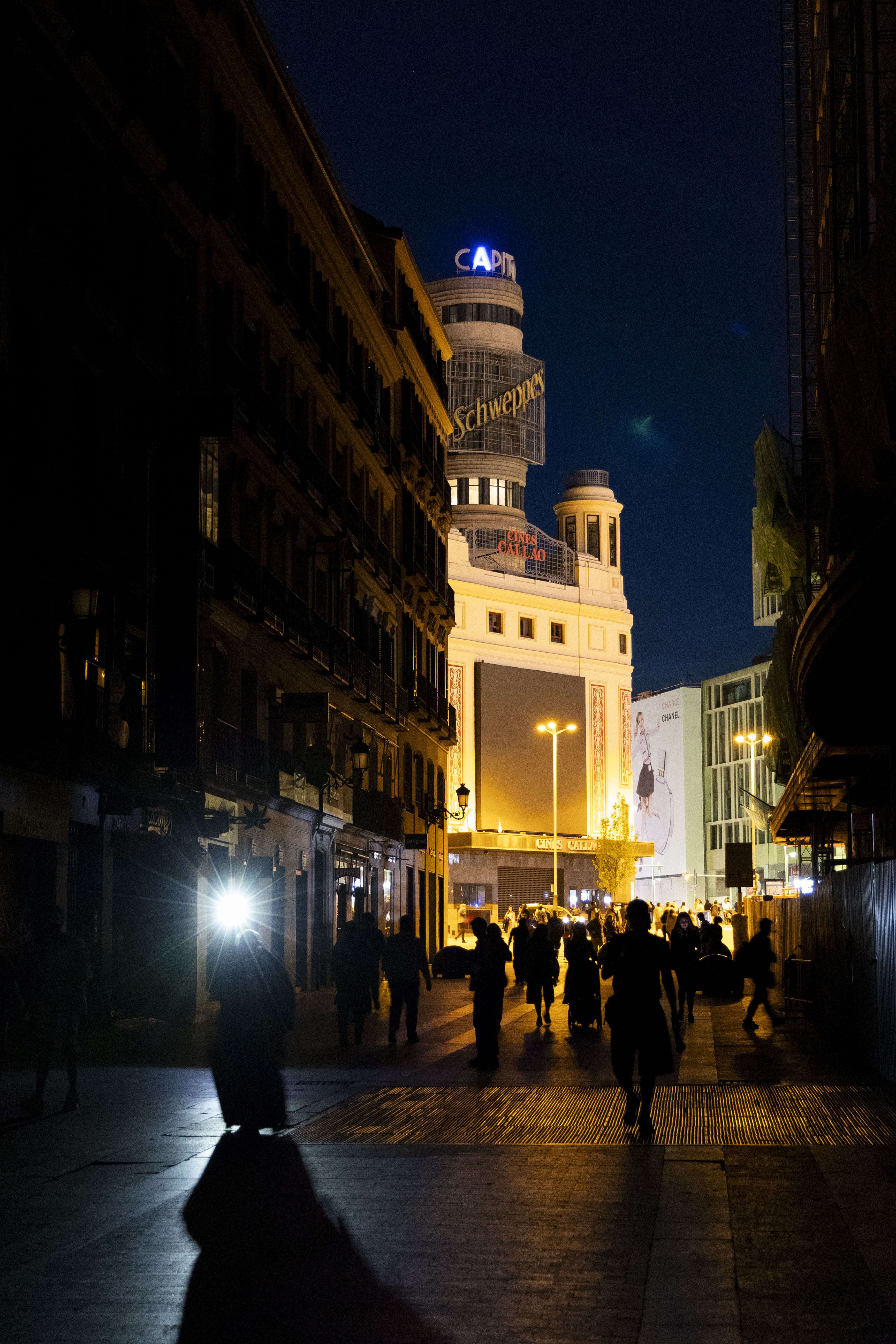
Awaria zasilania na Półwyspie Iberyjskim, Kordoba

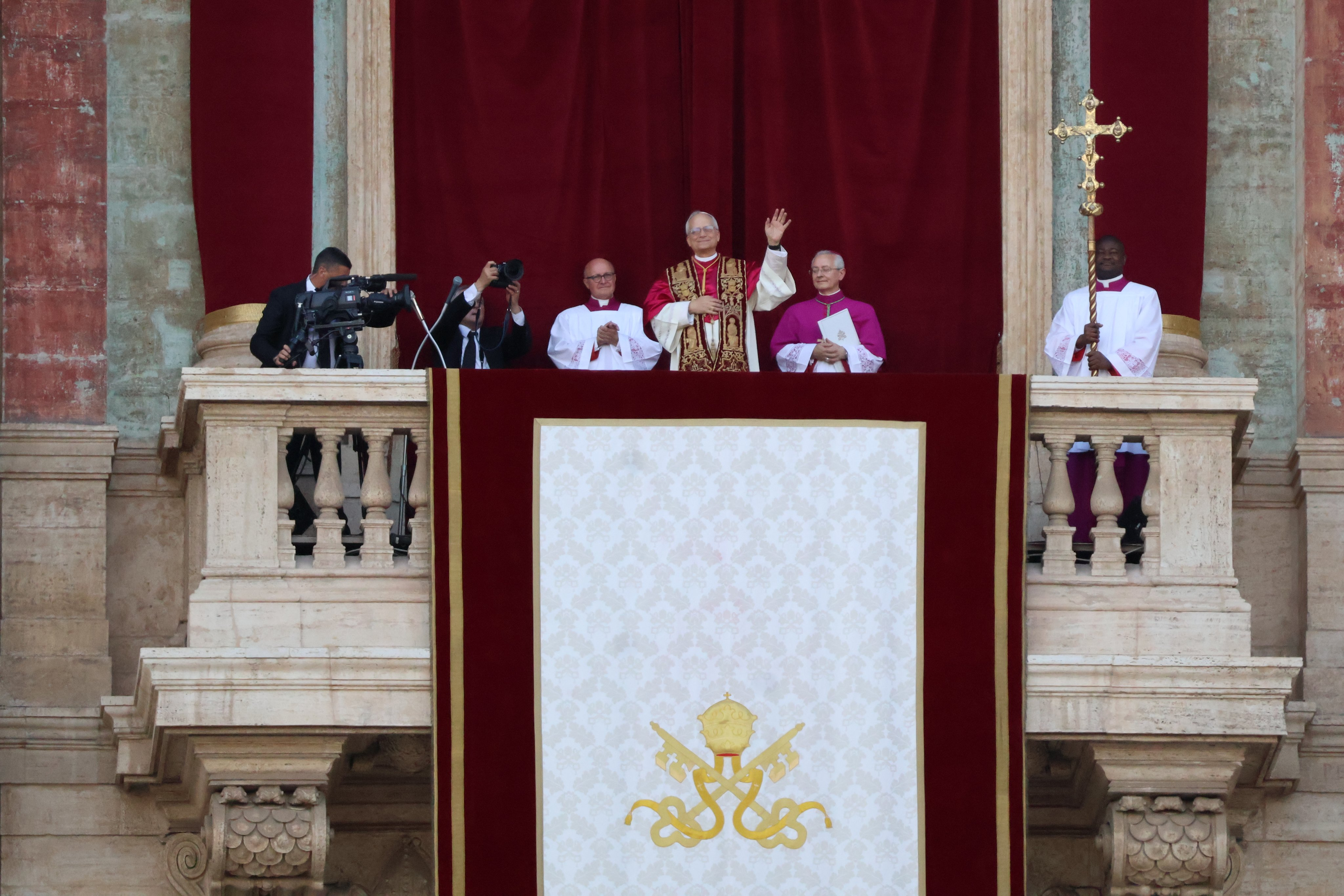
Leon XIV w Loży Błogosławieństw bazyliki św. Piotra w dniu wyboru na papieża

#### Styczeń
- 1 stycznia:
  - Bułgaria i Rumunia w pełnym zakresie przystąpiły do Strefy Schengen[320].
  - Strzelanina w Cetynii[321].
  - Zamach w Nowym Orleanie(inne języki)[322].
- 7 stycznia: Początek pożarów w Kalifornii[323].
- 29 stycznia: Katastrofa lotu American Eagle 5342, w której zginęło 67 osób[324].

#### Luty
- 4 lutego: Strzelanina w szkole w Örebro, w wyniku której zginęło 11 osób, w tym sprawca[325].
- 18 lutego: Rozmowy przedstawicieli Stanów Zjednoczonych i Rosji w Rijadzie. Rozmowy dotyczyły ewentualnego zakończenia wojny na Ukrainie[326].
- 28 lutego: Wizyta prezydenta Ukrainy w Białym Domu, podczas której doszło do kłótni między prezydentem USA Donaldem Trumpem, wiceprezydentem J.D. Vance’em a prezydentem Wołodymyrem Zełenskim[327].

#### Marzec
- 2 marca: Misja Blue Ghost Mission 1 wylądowała na Księżycu[328].
- 4 marca: Colossal Bioscenes stworzyło myszy włochate w ramach badań nad przywróceniem Mamuta włochatego[329].
- 8 marca: Liczba ofiar masakr Alawitów w Syrii wzrosła do 1000[330].
- 16 marca: Pożar w klubie nocnym w Koczani, w którym 59 osób zginęło, a 155 zostało rannych[331].
- 28 marca: Trzęsienie ziemi w Mandalaju spowodowało śmierć 5404 osób[332].

#### Kwiecień
- 7 kwietnia: Firma Colossal Biosciences ogłosiła, że wyhodowała trzy genetycznie zmodyfikowane szczenięta wilków, których cechy anatomiczne zbliżone są do cech wymarłych wilków strasznych[333][334].
- 8 kwietnia: w katastrofie budowlanej w Santo Domingo zginęły 232 osoby[335].
- 21 kwietnia: W Watykanie w wieku 88 lat zmarł papież Franciszek[336].
- 26 kwietnia: W Watykanie odbyły się uroczystości pogrzebowe papieża Franciszka[337].
- 28-29 kwietnia: Awaria zasilania na Półwyspie Iberyjskim[338].

#### Maj
- 8 maja: Konklawe wybrało kardynała Roberta Prevosta na 267. papieża który przyjął imię Leon XIV[339].

### Czerwiec
- 13 czerwca: wybuch Wojny izraelsko-irańskiej[340].

## Spodziewane wydarzenia
Najważniejsze wydarzenia w latach 2020–2029:
- Rok 2025:
  - 2025/2026 to spodziewane wprowadzenie do sprzedaży dysków twardych o pojemności 100TB[341]
- Rok 2026:
  - zakończenie budowy kościoła Sagrada Família w Barcelonie
  - wystrzelenie obserwatorium kosmicznego PLATO(inne języki)

## Przywódcy państw w III dekadzie XXI wieku
W zestawieniach pominięto osoby tymczasowo sprawujące funkcje prezydenta i pełniące jej obowiązki, numeracja kolejnych przywódców według daty wstąpienia na urząd.
W wykazie uwzględniono przywódców 12 pierwszych państw na liście państw świata według PKB nominalnego (według danych MFW z 2021 roku) oraz Polski, Turcji, Iranu, Korei Północnej, Kuby i Izraela.

### PrezydenciiPremierzyPolski
| Prezydent | Prezydent | Prezydent    | Partia | Okres              | Premier | Premier     | Premier            | Okres                             | Partia |
| --------- | --------- | ------------ | ------ | ------------------ | ------- | ----------- | ------------------ | --------------------------------- | ------ |
| 6. (14)   |           | Andrzej Duda | PiS    | od 6 sierpnia 2015 | 16.     |             | Mateusz Morawiecki | 11 grudnia 2017 – 13 grudnia 2023 | PiS    |
| 6. (14)   | (13.)     | Andrzej Duda | PiS    | od 6 sierpnia 2015 |         | Donald Tusk | od 13 grudnia 2023 | PO                                |        |

### PrezydenciiKanclerzeNiemiec
| Prezydent | Prezydent | Prezydent               | Partia | Okres            | Kanclerz       | Kanclerz                        | Okres                              | Partia  |
| --------- | --------- | ----------------------- | ------ | ---------------- | -------------- | ------------------------------- | ---------------------------------- | ------- |
| 12.       |           | Frank-Walter Steinmeier | SPD    | od 19 marca 2017 |                | Angela Merkel                   | 22 listopada 2005 – 8 grudnia 2021 | CDU/CSU |
| 12.       |           | Frank-Walter Steinmeier | SPD    | od 19 marca 2017 | Olaf Scholz    | od 8 grudnia 2021 – 6 maja 2025 | SPD                                |         |
| 12.       |           | Frank-Walter Steinmeier | SPD    | od 19 marca 2017 | Friedrich Merz | od 6 maja 2025                  | CDU/CSU                            |         |

### PrzewodniczącyiPremierzyChin
| Przewodniczący | Przewodniczący | Przewodniczący | Okres            | Premier  | Premier          | Okres                         |
| -------------- | -------------- | -------------- | ---------------- | -------- | ---------------- | ----------------------------- |
| 11.            |                | Xi Jinping     | od 14 marca 2013 |          | Li Keqiang       | 15 marca 2013 – 11 marca 2023 |
| 11.            |                | Xi Jinping     | od 14 marca 2013 | Li Qiang | od 11 marca 2023 |                               |

### CesarzeiPremierzyJaponii
| Cesarz | Cesarz | Cesarz   | Okres          | Premier        | Premier                                   | Okres                              |
| ------ | ------ | -------- | -------------- | -------------- | ----------------------------------------- | ---------------------------------- |
| 126.   |        | Naruhito | od 1 maja 2019 |                | Shinzō Abe                                | 26 grudnia 2012 – 16 września 2020 |
| 126.   |        | Naruhito | od 1 maja 2019 | Yoshihide Suga | 16 września 2020 – 4 października 2021    |                                    |
| 126.   |        | Naruhito | od 1 maja 2019 | Fumio Kishida  | 4 października 2021 – 1 października 2024 |                                    |
| 126.   |        | Naruhito | od 1 maja 2019 | Shigeru Ishiba | od 1 października 2024                    |                                    |

### PrezydenciiPremierzyFrancji
| Prezydent | Prezydent | Prezydent       | Okres           | Premier         | Premier                        | Okres                       | Partia      |
| --------- | --------- | --------------- | --------------- | --------------- | ------------------------------ | --------------------------- | ----------- |
| 8.        |           | Emmanuel Macron | od 14 maja 2017 |                 | Édouard Philippe               | 15 maja 2017 – 3 lipca 2020 | bezpartyjny |
| 8.        |           | Emmanuel Macron | od 14 maja 2017 | Jean Castex     | 3 lipca 2020 – 16 maja 2022    | Republikanie, bezpartyjny   |             |
| 8.        |           | Emmanuel Macron | od 14 maja 2017 | Élisabeth Borne | 16 maja 2022 – 9 stycznia 2024 | Renaissance                 |             |
| 8.        |           | Emmanuel Macron | od 14 maja 2017 | Gabriel Attal   | 9 stycznia – 5 września 2024   | Renaissance                 |             |
| 8.        |           | Emmanuel Macron | od 14 maja 2017 | Michel Barnier  | 5 września – 13 grudnia 2024   | Republikanie                |             |
| 8.        |           | Emmanuel Macron | od 14 maja 2017 | François Bayrou | od 13 grudnia 2024             | Ruch Demokratyczny          |             |

### WładcyiPremierzyWielkiej Brytanii
| Król | Król | Król        | Okres                           | Premier      | Premier                                | Okres                           |
| ---- | ---- | ----------- | ------------------------------- | ------------ | -------------------------------------- | ------------------------------- |
| 67.  |      | Elżbieta II | 6 lutego 1952 – 8 września 2022 |              | Boris Johnson                          | 24 lipca 2019 – 6 września 2022 |
| 67.  |      | Elżbieta II | 6 lutego 1952 – 8 września 2022 | Liz Truss    | 6 września 2022 – 25 października 2022 |                                 |
| 68.  |      | Karol III   | od 8 września 2022              | Liz Truss    | 6 września 2022 – 25 października 2022 |                                 |
| 68.  |      | Karol III   | od 8 września 2022              | Rishi Sunak  | 25 października 2022 – 5 lipca 2024    |                                 |
| 68.  |      | Karol III   | od 8 września 2022              | Keir Starmer | od 5 lipca 2024                        |                                 |

### MonarchowieiPremierzyKanady
| Król | Król        | Król        | Okres                           | Premier          | Premier        | Okres                            | Partia                  |
| ---- | ----------- | ----------- | ------------------------------- | ---------------- | -------------- | -------------------------------- | ----------------------- |
| 4.   |             | Elżbieta II | 6 lutego 1952 – 8 września 2022 |                  | Justin Trudeau | 4 listopada 2015 – 14 marca 2025 | Liberalna Partia Kanady |
|      |             | Karol III   | od 8 września 2022              |                  | Justin Trudeau | 4 listopada 2015 – 14 marca 2025 | Liberalna Partia Kanady |
| 5.   |             | Karol III   | od 8 września 2022              |                  | Justin Trudeau | 4 listopada 2015 – 14 marca 2025 | Liberalna Partia Kanady |
|      | Mark Carney | Karol III   | od 8 września 2022              | od 14 marca 2025 |                |                                  | Liberalna Partia Kanady |

### MonachowieiPremierzyAustralii
| Król | Król | Król        | Okres                           | Premier          | Premier         | Okres                           | Partia                     |
| ---- | ---- | ----------- | ------------------------------- | ---------------- | --------------- | ------------------------------- | -------------------------- |
| 6.   |      | Elżbieta II | 6 lutego 1952 – 8 września 2022 |                  | Scott Morrison  | 24 sierpnia 2018 – 23 maja 2022 | Liberalna Partia Australii |
| 6.   |      | Elżbieta II | 6 lutego 1952 – 8 września 2022 | Anthony Albanese | od 23 maja 2022 | Australijska Partia Pracy       |                            |
| 7.   |      | Karol III   | od 8 września 2022              | Anthony Albanese | od 23 maja 2022 | Australijska Partia Pracy       |                            |

### PrezydenciiPremierzyIndii
| Prezydent | Prezydent | Prezydent       | Okres                         | Premier | Premier       | Okres           |
| --------- | --------- | --------------- | ----------------------------- | ------- | ------------- | --------------- |
| 14.       |           | Ram Nath Kovind | 25 lipca 2017 – 25 lipca 2022 |         | Narendra Modi | od 26 maja 2014 |
| 15.       |           | Draupadi Murmu  | od 25 lipca 2022              |         | Narendra Modi | od 26 maja 2014 |

### PrezydenciiPremierzyWłoch
| Prezydent | Prezydent | Prezydent         | Okres            | Premier        | Premier                               | Okres                           |
| --------- | --------- | ----------------- | ---------------- | -------------- | ------------------------------------- | ------------------------------- |
| 12.       |           | Sergio Mattarella | od 3 lutego 2015 |                | Giuseppe Conte                        | 1 czerwca 2018 – 13 lutego 2021 |
| 12.       |           | Sergio Mattarella | od 3 lutego 2015 | Mario Draghi   | 13 lutego 2021 – 22 października 2022 |                                 |
| 12.       |           | Sergio Mattarella | od 3 lutego 2015 | Giorgia Meloni | od 22 października 2022               |                                 |

### PrezydenciTurcji
| Prezydent | Prezydent | Prezydent            | Okres               |
| --------- | --------- | -------------------- | ------------------- |
| 12.       |           | Recep Tayyip Erdoğan | od 28 sierpnia 2014 |

### Najwyżsi przywódcy IranuiPrezydenciIranu
| Najwyższy Przywódca | Najwyższy Przywódca | Najwyższy Przywódca | Okres             | Prezydent | Prezydent         | Prezydent                      | Okres                             |
| ------------------- | ------------------- | ------------------- | ----------------- | --------- | ----------------- | ------------------------------ | --------------------------------- |
| 2.                  |                     | Ali Chamenei        | od 4 czerwca 1989 | 7.        |                   | Hasan Rouhani                  | 3 sierpnia 2013 – 3 sierpnia 2021 |
| 2.                  | 8.                  | Ali Chamenei        | od 4 czerwca 1989 |           | Ebrahim Ra’isi    | 3 sierpnia 2021 – 19 maja 2024 |                                   |
| 2.                  | 9.                  | Ali Chamenei        | od 4 czerwca 1989 |           | Masud Pezeszkijan | od 30 lipca 2024               |                                   |

### PrzywódcyiPremierzyKorei Północnej
| Wieczny Prezydent | Wieczny Prezydent | Okres              | Najwyższy Przywódca Korei Północnej | Najwyższy Przywódca Korei Północnej | Najwyższy Przywódca Korei Północnej | Okres              | Premier                            | Premier       | Okres                               |
| ----------------- | ----------------- | ------------------ | ----------------------------------- | ----------------------------------- | ----------------------------------- | ------------------ | ---------------------------------- | ------------- | ----------------------------------- |
|                   | Kim Il Sung       | od 28 grudnia 1972 | 3.                                  |                                     | Kim Dzong Un                        | od 17 grudnia 2011 | 13.                                | Kim Jae-ryong | 11 kwietnia 2019 – 13 sierpnia 2020 |
| 14.               | Kim Il Sung       | od 28 grudnia 1972 | 3.                                  | Kim Tok-hun                         | Kim Dzong Un                        | od 17 grudnia 2011 | 13 sierpnia 2020 – 29 grudnia 2024 |               |                                     |
| 15.               | Kim Il Sung       | od 28 grudnia 1972 | 3.                                  | Pak Thae-song                       | Kim Dzong Un                        | od 17 grudnia 2011 | od 29 grudnia 2024                 |               |                                     |

### PrezydenciiPremierzyKorei Południowej
| Prezydent | Prezydent              | Prezydent     | Okres                                                               | Premier                                                                                               | Premier                | Premier                             | Okres                                                             |
| --------- | ---------------------- | ------------- | ------------------------------------------------------------------- | --- | ---------------------- | ----------------------------------- | ----------------------------------------------------------------- |
| 12.       |                        | Mun Jae-in    | 10 maja 2017 – 10 maja 2022                                         | 41.                                                                                                   |                        | Lee Nak-yeon                        | 31 maja 2017 – 14 stycznia 2020                                   |
| 12.       | 42.                    | Mun Jae-in    | 10 maja 2017 – 10 maja 2022                                         | | Chung Sye-kyun         | 14 stycznia 2020 – 16 kwietnia 2021 |                                                                   |
| 12.       | 43.                    | Mun Jae-in    | 10 maja 2017 – 10 maja 2022                                         | | Kim Boo-kyum           | 14 maja 2021 – 21 maja 2022         |                                                                   |
| 13.       | 43.                    |               | Yoon Suk-yeol                                                       | 10 maja 2022 – 4 kwietnia 2025 (zawieszony, następnie usunięty ze stanowiska – w wyniku impeachmentu) | Kim Boo-kyum           | 14 maja 2021 – 21 maja 2022         |                                                                   |
| 13.       | 44.                    |               | Yoon Suk-yeol                                                       | 10 maja 2022 – 4 kwietnia 2025 (zawieszony, następnie usunięty ze stanowiska – w wyniku impeachmentu) | Han Duck-soo           | 21 maja 2022 – 27 grudnia 2024      |                                                                   |
| –         | 44.                    |               | Han Duck-soo                                                        | 14 grudnia 2024 – 27 grudnia 2024 (p.o prezydenta Korei Południowej)                                  | Han Duck-soo           | 21 maja 2022 – 27 grudnia 2024      |                                                                   |
| –         | Choi Sang-mok 20240816 | Choi Sang-mok | 27 grudnia 2024 – 24 marca 2025 (p.o. prezydenta Korei Południowej) | – | Choi Sang-mok 20240816 | Choi Sang-mok                       | 27 grudnia 2023 – 24 marca 2025 (p.o. premiera Korei Południowej) |
| –         |                        | Han Duck-soo  | 24 marca 2025 – 1 maja 2025 (p.o. prezydenta Korei Południowej)     | 44.                                                                                                   |                        | Han Duck-soo                        | 24 marca 2025 – 1 maja 2025                                       |
| –         |                        | Lee Ju-ho     | 2 maja 2025 – 4 czerwca 2025 (p.o. prezydenta Korei Południowej)    | – |                        | Lee Ju-ho                           | od 2 maja 2025 (p.o. premiera Korei Południowej)                  |
| 14.       |                        | Lee Jae-myung | od 4 czerwca 2025                                                   | – |                        | Lee Ju-ho                           | od 2 maja 2025 (p.o. premiera Korei Południowej)                  |

### PrezydenciiPremierzyRosji
| Prezydent | Prezydent | Prezydent      | Okres          | Premier           | Premier             | Okres                          |
| --------- | --------- | -------------- | -------------- | ----------------- | ------------------- | ------------------------------ |
| 2.        |           | Władimir Putin | od 7 maja 2012 |                   | Dmitrij Miedwiediew | 8 maja 2012 – 15 stycznia 2020 |
| 2.        |           | Władimir Putin | od 7 maja 2012 | Michaił Miszustin | od 16 stycznia 2020 |                                |

### PrezydenciiPremierzyKuby
| Prezydent | Prezydent | Prezydent         | Okres                   | Premier | Premier | Premier             | Okres              |
| --------- | --------- | ----------------- | ----------------------- | ------- | ------- | ------------------- | ------------------ |
| 15.       |           | Miguel Díaz-Canel | od 10 października 2019 | 1.      |         | Manuel Marrero Cruz | od 21 grudnia 2019 |

### PrezydenciiWiceprezydenciStanów Zjednoczonych
| Prezydent USA | Prezydent USA | Prezydent USA | Okres sprawowania urzędu            | Partia               | Wiceprezydent USA | Wiceprezydent USA | Wiceprezydent USA |
| ------------- | ------------- | ------------- | ----------------------------------- | -------------------- | ----------------- | ----------------- | ----------------- |
| 45.           |               | Donald Trump  | 20 stycznia 2017 – 20 stycznia 2021 | Partia Republikańska | 48.               |                   | Mike Pence        |
| 46.           |               | Joe Biden     | 20 stycznia 2021 – 20 stycznia 2025 | Partia Demokratyczna | 49.               |                   | Kamala Harris     |
| 47.           |               | Donald Trump  | od 20 stycznia 2025                 | Partia Republikańska | 50.               |                   | James David Vance |

### PrezydenciiPremierzyIzraela
| Prezydent | Prezydent | Prezydent      | Okres                        | Premier         | Premier            | Premier                        | Okres                           |
| --------- | --------- | -------------- | ---------------------------- | --------------- | ------------------ | ------------------------------ | ------------------------------- |
| 10.       |           | Re’uwen Riwlin | 24 lipca 2014 – 7 lipca 2021 | 9.              |                    | Binjamin Netanjahu             | 31 marca 2009 – 13 czerwca 2021 |
| 10.       | 13.       | Re’uwen Riwlin | 24 lipca 2014 – 7 lipca 2021 |                 | Naftali Bennett    | 13 czerwca 2021 – 1 lipca 2022 |                                 |
| 11.       | 13.       |                | Jicchak Herzog               | od 7 lipca 2021 | Naftali Bennett    | 13 czerwca 2021 – 1 lipca 2022 |                                 |
| 11.       | 14.       |                | Jicchak Herzog               | od 7 lipca 2021 | Ja’ir Lapid        | 1 lipca 2022 – 29 grudnia 2022 |                                 |
| 11.       | (9)       |                | Jicchak Herzog               | od 7 lipca 2021 | Binjamin Netanjahu | od 29 grudnia 2022             |                                 |

## Przywódcyreligijni

### Przywódcychrześcijańscy

#### Patriarcha Konstantynopola
| Lp.  | Herb | Patriarcha   | Zdjęcie | Świeckie imię i nazwisko                   | Miejsce urodzenia | Pontyfikat       |
| 269. |      | Bartłomiej I |         | Dimitrios Archondonis Δημήτριος Αρχοντώνης | Imroz, Turcja     | 2 listopada 1991 |

#### Papież
| Lp.       | Herb | Papież Suweren Państwa Miasto Watykan | Wizerunek | Łacińskie imię      | Świeckie imię i nazwisko | Miejsce urodzenia          | Pontyfikat                       |
| 266. / 8. |      | Franciszek                            |           | Franciscus          | Jorge Mario Bergoglio    | Buenos Aires, Argentyna    | 13 marca 2013 – 21 kwietnia 2025 |
| 267. / 9. |      | Leon XIV                              |           | Leo Quartus Decimus | Robert Francis Prevost   | Chicago, Stany Zjednoczone | od 8 maja 2025                   |

### PrzywódcyBuddyzmu

#### Dalajlama
| Lp. | Dalajlama     | Wizerunek | Świeckie imię i nazwisko | Miejsce urodzenia | Pontyfikat        |
| 14. | XIV Dalajlama |           | Tenzin Gjaco             | Takcer, Tybet     | od 22 lutego 1940 |

## Przywódcy organizacji międzynarodowych

### PrzywódcyUnii Europejskiej
| Przew. Komisji Europejskiej | Kraj   | Okres             | Przew. Rady Europejskiej | Kraj       | Okres                              | Przew. Parlamentu Europejskiego | Kraj   | Okres                           |
| --------------------------- | ------ | ----------------- | ------------------------ | ---------- | ---------------------------------- | ------------------------------- | ------ | ------------------------------- |
| Ursula von der Leyen        | Niemcy | od 1 grudnia 2019 | Charles Michel           | Belgia     | 1 grudnia 2019 – 30 listopada 2024 | David Sassoli                   | Włochy | 3 lipca 2019 – 11 stycznia 2022 |
| Ursula von der Leyen        | Niemcy | od 1 grudnia 2019 | Charles Michel           | Belgia     | 1 grudnia 2019 – 30 listopada 2024 | Roberta Metsola                 | Malta  | od 11 stycznia 2022             |
| Ursula von der Leyen        | Niemcy | od 1 grudnia 2019 | António Costa            | Portugalia | od 1 grudnia 2024                  | Roberta Metsola                 | Malta  | od 11 stycznia 2022             |

### Sekretarze generalni ONZ
| Lp. | Sekretarz generalny | Okres sprawowania urzędu |
| --- | ------------------- | ------------------------ |
| 9.  | António Guterres    | od 1 stycznia 2017       |

### Sekretarze generalni NATO
| Lp. | Sekretarz generalny | Okres sprawowania urzędu                  |
| --- | ------------------- | ----------------------------------------- |
| 13. | Jens Stoltenberg    | 1 października 2014 – 1 października 2024 |
| 14. | Mark Rutte          | od 1 października 2024                    |

## Nagrody

### LaureraciNagrody Nobla
| Rok  | Fizyka                                          | Chemia                                           | Fizjologia lub medycyna                         | Literatura        | Pokojowa                                                               | Ekonomia                                           |
| ---- | ----------------------------------------------- | ------------------------------------------------ | ----------------------------------------------- | ----------------- | ---------------------------------------------------------------------- | -------------------------------------------------- |
| 2020 | Roger Penrose, Andrea Ghez, Reinhard Genzel     | Jennifer Doudna, Emmanuelle Charpentier          | Harvey Alter, Michael Houghton, Charles M. Rice | Louise Glück      | Światowy Program Żywnościowy                                           | Paul Milgrom, Robert Wilson                        |
| 2021 | Syukuro Manabe, Klaus Hasselmann Giorgio Parisi | Benjamin List, David MacMillan                   | David Julius, Ardem Patapoutian                 | Abdulrazak Gurnah | Maria Ressa, Dmitrij Muratow                                           | David Card, Joshua Angrist, Guido Imbens           |
| 2022 | Alain Aspect, John Clauser, Anton Zeilinger     | Carolyn Bertozzi, Morten Meldal, Barry Sharpless | Svante Pääbo                                    | Annie Ernaux      | Aleś Bialacki, Stowarzyszenie Memoriał, Centrum Wolności Obywatelskich | Ben Bernanke, Douglas Diamond Philip Dybvig        |
| 2023 | Pierre Agostini, Ferenc Krausz, Anne L’Huillier | Moungi Bawendi, Louis Brus, Aleksiej Jekimow     | Katalin Karikó, Drew Weissman                   | Jon Fosse         | Narges Mohammadi                                                       | Claudia Goldin                                     |
| 2024 | Geoffrey Hinton, John Hopfield                  | David Baker, Demis Hassabis, John M. Jumper      | Victor Ambros, Gary Ruvkun                      | Han Kang          | Nihon Hidankyō                                                         | Daron Acemoğlu, Simon Johnson, James Alan Robinson |

### Laureaci nagrodyCzłowiek Roku tygodnika „Time”
| Rok  | Osoba              |
| ---- | ------------------ |
| 2020 | Joe Biden          |
| 2020 | Kamala Harris      |
| 2021 | Elon Musk          |
| 2022 | Wołodymyr Zełenski |
| 2022 | Duch Ukrainy       |
| 2023 | Taylor Swift       |
| 2024 | Donald Trump       |

## Imprezy sportowe
Kursywą zaznaczono przyszłe wydarzenia
| Letnie IO        | Zimowe IO                         | MŚ w piłce nożnej                       |
| ---------------- | --------------------------------- | --------------------------------------- |
| Tokio 2020       | Pekin 2022                        | Katar 2022                              |
| Paryż 2024       | Mediolan i Cortina d’Ampezzo 2026 | Kanada, Stany Zjednoczone i Meksyk 2026 |
| Los Angeles 2028 |                                   |                                         |